# Friedrich Wilhelm IV.

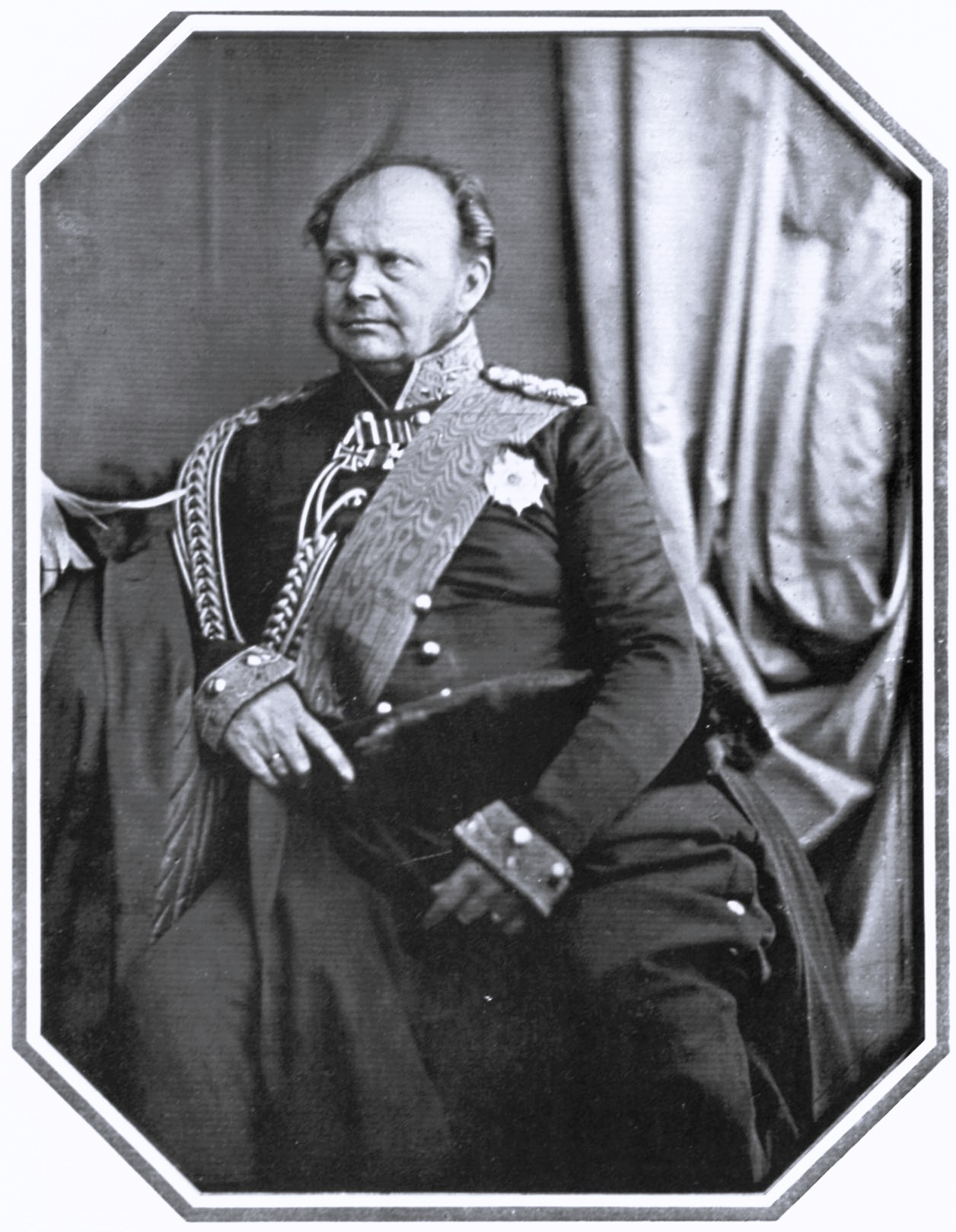
Friedrich Wilhelm IV. von Preußen mit Bruststern zum Schwarzen Adlerorden. Daguerreotypie von Hermann Biow, 1847

Friedrich Wilhelm IV. (* 15. Oktober 1795 in Berlin; † 2. Januar 1861 in Potsdam) war vom 7. Juni 1840 bis zu seinem Tod König von Preußen. Er entstammte der Dynastie der Hohenzollern. In seiner Regierungszeit sah er sich mit zwei elementaren Umbrüchen konfrontiert: der Industriellen Revolution und der bürgerlichen Forderung nach politischer Mitsprache.
Die erste Regierungsphase des Königs (1840–1848) war anfänglich von Zugeständnissen geprägt (Lockerungen der Zensur, eine Amnestie politisch Verfolgter und eine Versöhnung mit der katholischen Bevölkerung). Friedrich Wilhelm beabsichtigte mit diesen Maßnahmen, der Forderung nach einer preußischen Verfassung den Boden zu entziehen. Dies gelang jedoch nicht und viele Zugeständnisse wurden noch vor Beginn der Revolution von 1848 wieder zurückgenommen.
In der zweiten Regierungsphase (1848–1849) gelang es dem König mit einer Strategie der anfänglichen Zurückhaltung, seine absolutistische Position zurückzugewinnen. Mit der Ablehnung der Kaiserkrone und der militärischen Niederschlagung der Erhebungen im Königreich Sachsen, im Großherzogtum Baden und in der Pfalz trug er entscheidend zum Ende der Revolution bei.
In der dritten Regierungsphase (1849–1858) baute er den Staat mit einer nach seinen Vorstellungen erlassenen und mehrfach abgeänderten Verfassung zu einer konstitutionellen Monarchie um. In diesem Zeitraum erweiterte er das Staatsterritorium um die Hohenzollernschen Lande und einen Teil des Jadebusens, um den preußischen Kriegshafen Wilhelmshaven gründen zu können. Zuletzt musste er aus gesundheitlichen Gründen die Regierungsgeschäfte seinem jüngeren Bruder Wilhelm, der ihm auf den Thron folgte, übertragen.
Die unter Friedrich Wilhelm IV. erweiterten Bauensembles der Berlin-Potsdamer Residenzlandschaft, der Berliner Museumsinsel, der Kulturlandschaft am Oberen Mittelrheintal und der fertiggestellte Kölner Dom gehören heute zum UNESCO-Weltkulturerbe.

## Leben bis zum Herrschaftsantritt

### Herkunft

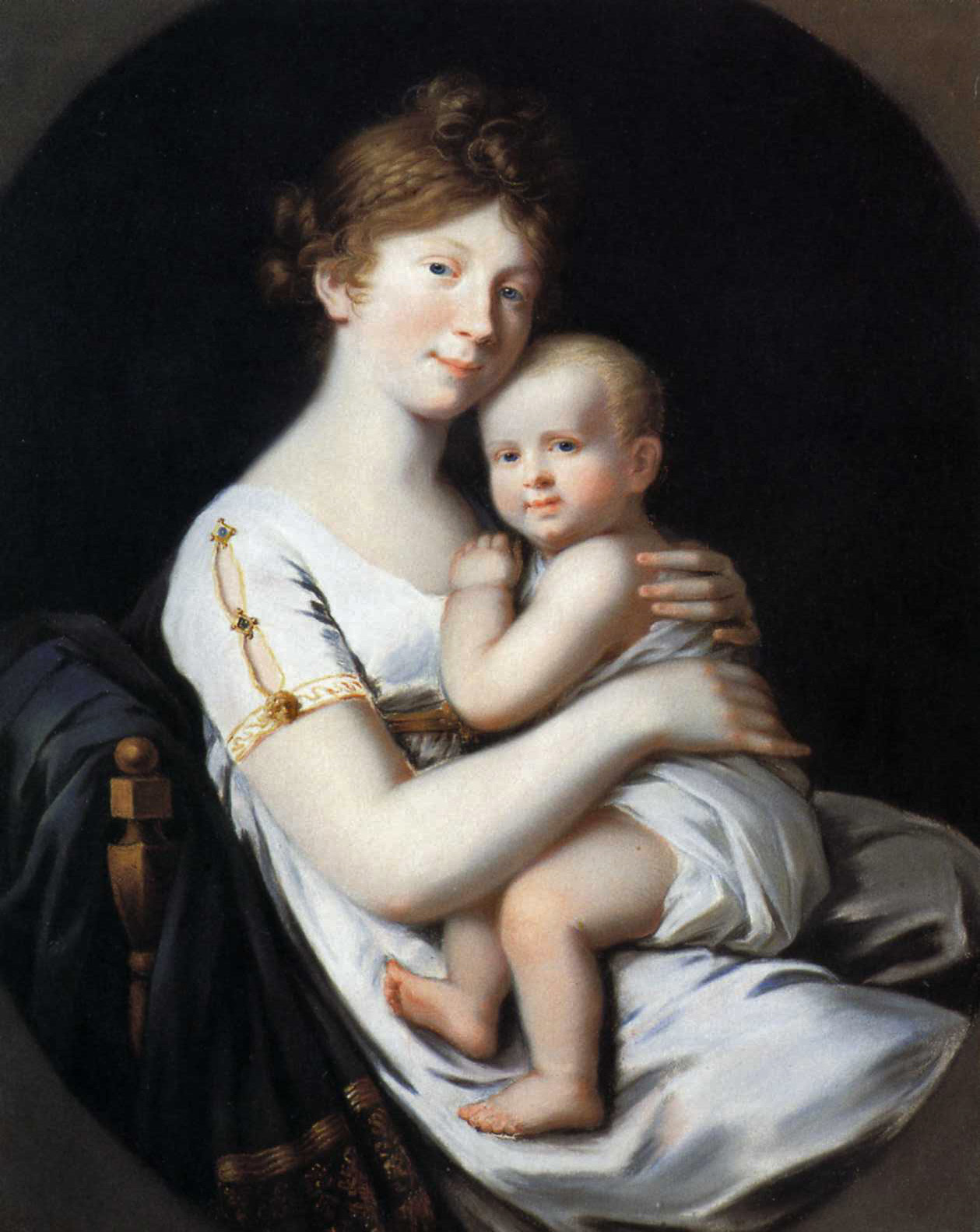
Kronprinzessin Luise von Preußen mit Friedrich Wilhelm, Porträt von 1796, Johann Heinrich Schröder

Friedrich Wilhelm wurde am 15. Oktober 1795 um 6 Uhr morgens im Berliner Kronprinzenpalais geboren und dort am 28. Oktober getauft. Sein Vater Friedrich Wilhelm III. bestieg nach dem Tode des Großvaters Friedrich Wilhelm II. am 16. November 1797 den preußischen Thron; Königin wurde seine Frau Luise, und der zweijährige Friedrich Wilhelm Kronprinz.
Die ersten elf Jahre seines Lebens waren vom Gefühl familiärer Vertrautheit und Beständigkeit gekennzeichnet. Im Gegensatz zu seinem Großvater blieb Friedrich Wilhelms Vater seiner Ehefrau zeitlebens treu. Das enge höfische Umfeld beschrieb den Prinzen als ein künstlerisch begabtes und aufgewecktes, aber auch ungehorsames und eigenwilliges Kind, das seinen Erziehern Probleme machte. Später zeigte Friedrich Wilhelm, im Gegensatz zu seinem wortkargen Vater, rhetorische Fähigkeiten und galt seinem Umfeld als gebildet und phantasiereich, jedoch als sehr unbeständig, inkonsequent und von Natur aus unpraktisch.
Neben der Dynastie prägten die Erzieher das Politikverständnis Friedrich Wilhelms wesentlich mit. Seine frühe Kindheit fiel in eine Zeit, in der die europäischen Monarchien mit der von Frankreich ausgehenden revolutionären Herausforderung konfrontiert waren. Da die Französische Revolution mit der Hinrichtung Ludwigs XVI. die dynastische Tradition in Frage stellte, schuf sie die Voraussetzungen für Friedrich Wilhelms spätere politische Ausrichtung nach geschichtlicher Kontinuität und Tradition.

### Erziehung

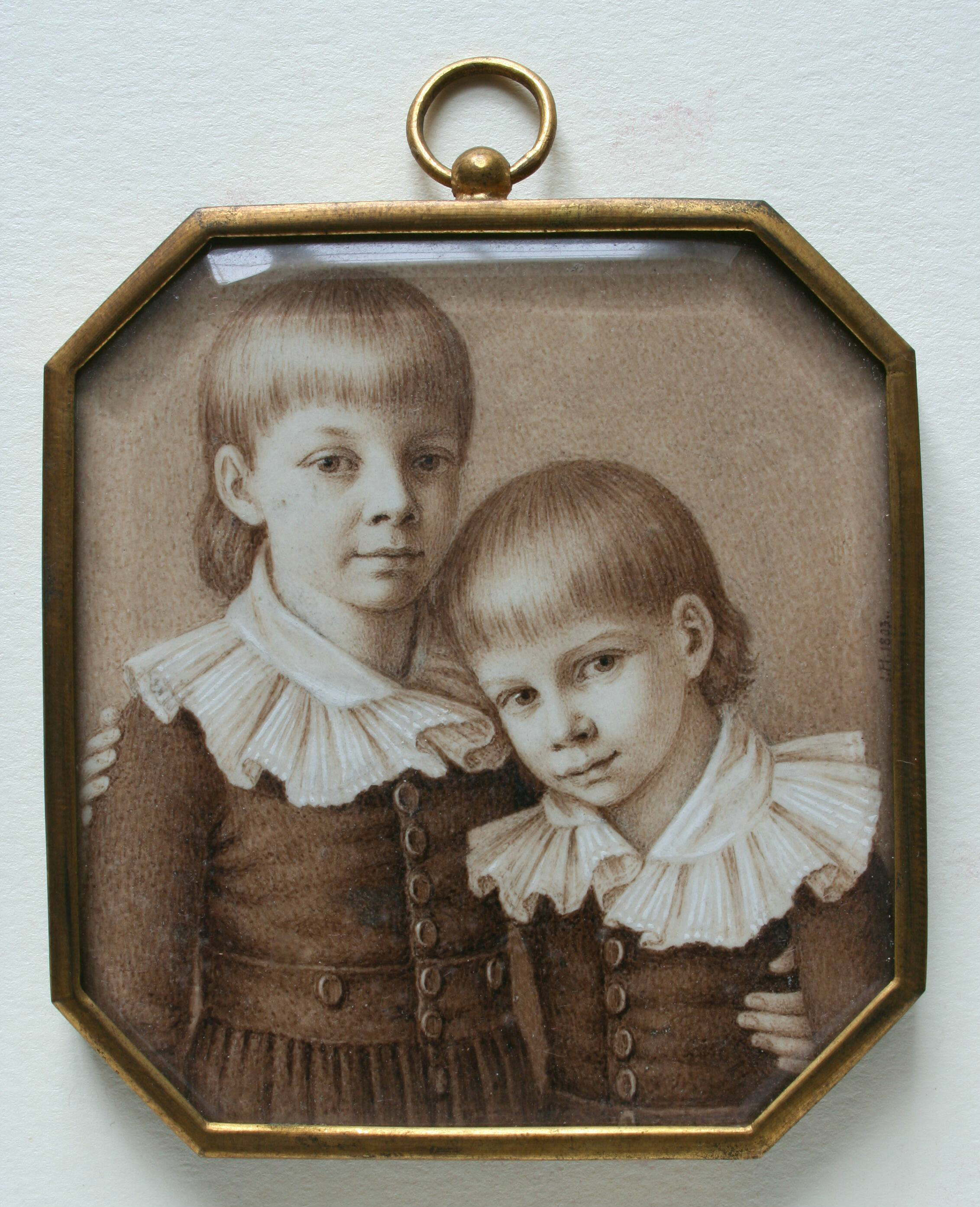
Friedrich Wilhelm mit seinem jüngeren Bruder Wilhelm 1803. Doppelporträt von Johann Heusinger

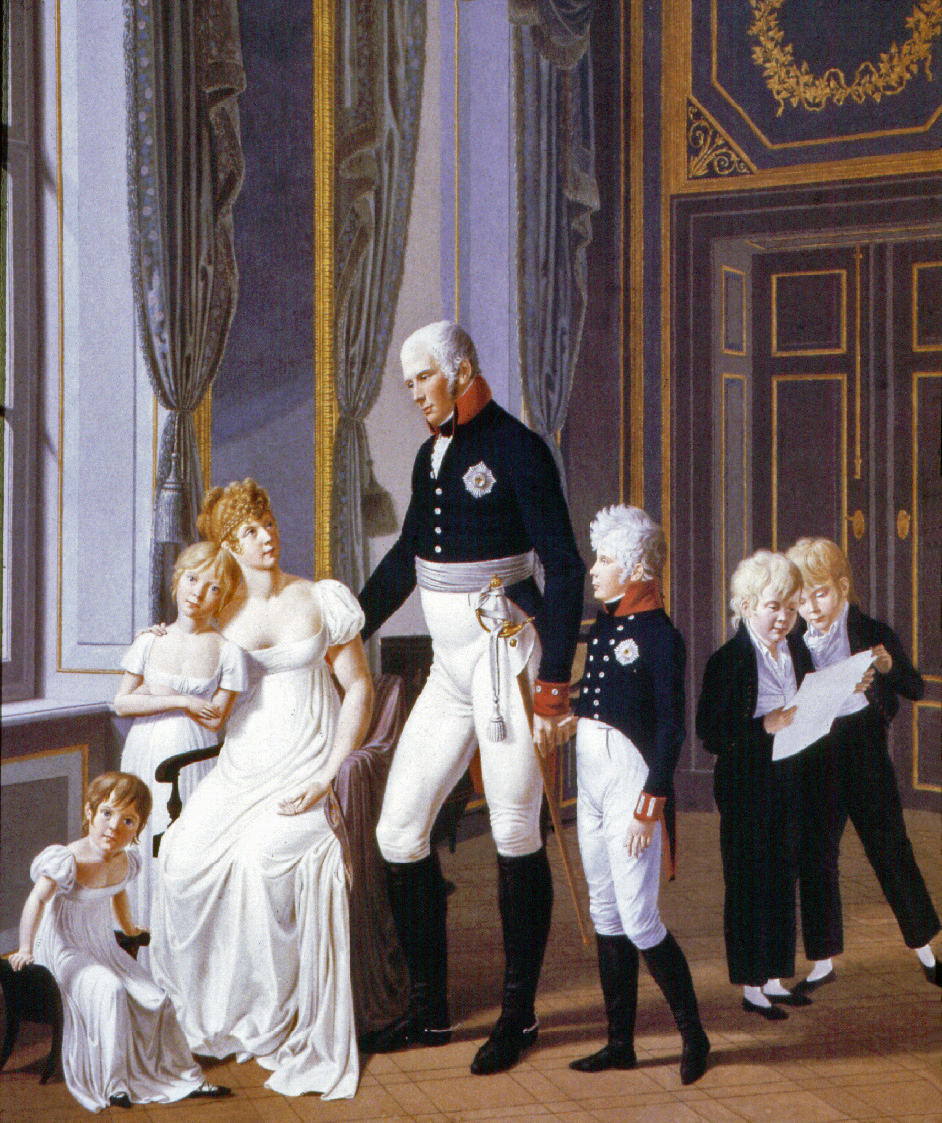
Familienporträt von Heinrich Dähling (1805): Prinzessinnen Alexandrine und Charlotte, Königin Luise, König Friedrich Wilhelm III., Kronprinz Friedrich Wilhelm, die Prinzen Wilhelm und Carl (von links)

In der frühen Kindheit spielten die vertrauten Hofdamen der Mutter, die mit der Familie im Kronprinzenpalais und im Schloss Paretz wohnten, eine Rolle bei der Erziehung, namentlich die Gräfin Voß und die Gräfin Henriette Viereck. Mit seinem nur achtzehn Monate jüngeren Bruder Wilhelm erhielt der Kronprinz als Erzieher ab 1800 den Rektor am Pädagogium des Klosters Unserer lieben Frauen zu Magdeburg, Friedrich Delbrück.
Delbrück war durch die menschenfreundliche Bildungskonzeption des Pädagogen Johann Bernhard Basedow beeinflusst, eines Verfechters des Philanthropismus. Nach diesem Bildungskonzept ermöglichte Delbrück dem Kronprinzen die Entfaltung seiner Individualität. Er erkannte dessen künstlerisches Talent und bestellte einen Zeichenlehrer. Trotz des aufklärerischen Ansatzes des Philanthropismus mündete Delbrücks Erziehungskonzept in eine postaufklärerische Geistesströmung, die gefühlsbetonte Romantik. Das Denken des jungen Kronprinzen wurde grundlegend durch Novalis’ 1798 veröffentlichte Fragmentsammlung Glauben und Liebe oder der König und die Königin geprägt. Friedrich Wilhelm gilt als der erste preußische König seit Friedrich II., dessen Erziehung nicht mehr im Sinne der Aufklärung erfolgte, sondern vor allem auf der Vermittlung von Christentum, Humanismus und Klassizismus beruhte.
Der durch Delbrück und andere Hauslehrer erteilte Unterricht in Geschichte, Geographie, Physik, Latein, Französisch, Englisch, Mathematik, Musik und Zeichnen erreichte nicht das zum Besuch einer Universität nötige Niveau, sondern beschränkte sich auf lebensnahe Stoffe. Delbrück hielt in seinem Tagebuch fest, dass der Kronprinz mit der „ihm eigenen Weise, mehr zeichnend wie schreibend“ am Unterricht teilnahm. Im Jahr 1803 begann der Französischunterricht, der üblichen Sprache an den europäischen Fürstenhöfen. Im späteren Lateinunterricht weckte Delbrück das Interesse des Prinzen für die klassische Antike. Delbrück achtete zugleich auf das korrekte Verhalten: Obwohl Friedrich Wilhelm III. und Königin Luise keine Einwände zu haben schienen, bemühte sich Delbrück, das Springen und Toben auf den Möbeln in den Schlössern zu unterbinden.
Für die militärische Ausbildung bestellte Friedrich Wilhelm III. zwei Unteroffiziere. Am 15. Oktober 1805, seinem zehnten Geburtstag, wurde ihm das Offizierspatent als Leutnant der königlichen Garde verliehen. Zur Bestürzung des Königs und im deutlichen Unterschied zu Wilhelm entwickelte der junge Thronfolger niemals ein Talent für militärische Angelegenheiten. Er wurde nie ein überzeugter Soldat, weswegen sein Ansehen im Offizierkorps weit hinter dem seines Bruders Wilhelm zurückstand. Als erwachsener Mann war er korpulent und stark kurzsichtig – Eigenschaften, die ihm bei militärischen Inspektionen Schwierigkeiten bereiteten.

### Zeit der Napoleonischen Kriege (1806–1815)

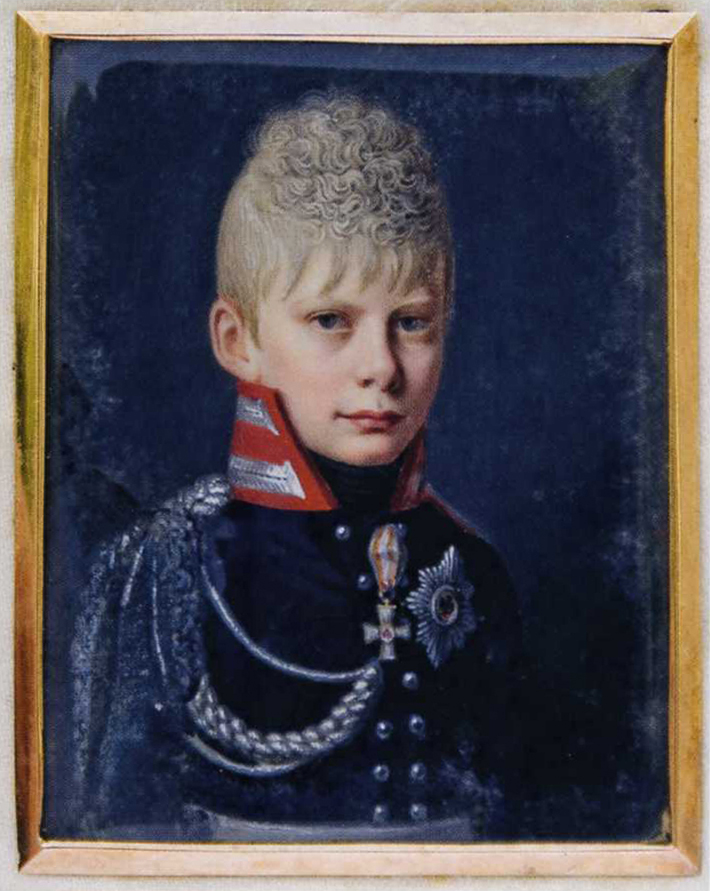
Kronprinz Friedrich Wilhelm im Jahr 1810, gezeichnet von Heinrich Anton Dähling

Die erste ihm bewusste Zäsur im Leben des Kronprinzen war die Niederlage der preußischen Armee gegen die französischen Truppen Napoleons I. in der Schlacht bei Jena und Auerstedt am 14. Oktober 1806.
Da die Gefahr einer Gefangennahme durch die Franzosen bestand, wurden die Prinzen am 17. Oktober 1806 von Delbrück nach Königsberg gebracht, wo seine Eltern erst am 9. Dezember 1806 eintrafen. Gemeinsam flohen sie vor den weiter vorrückenden Truppen nach Memel, wo sich die Familie mit den Wohnverhältnissen eines Kaufmannshauses begnügen musste.
Nach dem Zusammenbruch Preußens wurde die Erziehung Friedrich Wilhelms auf Druck der Eltern mehr den Erfordernissen einer Regierungsvorbereitung angepasst. Delbrück erteilte Friedrich Wilhelm erstmals Unterricht in politischer Absicht. So lehrte er, dass der russische Zar Peter III. wegen „Wankelmuth“ und „Unentschlossenheit“, die er auch dem Kronprinzen in seinem Tagebuch zuschrieb, innerhalb von nur sechs Monaten einer politischen Verschwörung zum Opfer gefallen sei.
Den nun in Gang gesetzten Preußischen Reformen mit dem Ziel, den Staat von innen zu modernisieren, stand der Kronprinz eher ablehnend gegenüber. Ihm war durch Friedrich Delbrück eine Abscheu gegenüber Revolutionären eingeimpft worden, so dass er für die Forderung Hardenbergs, Preußen müsse durch eine „Revolution von oben“, nämlich die Preußischen Reformen, instand gesetzt werden, kein Verständnis hatte. Für Friedrich Wilhelm bedeutete der „bürokratische Absolutismus eines Hardenberg“ eine Entfernung von dem durch ihn befürworteten „ständischen Prinzip“. Aus seiner Sicht stellten die Reformen eine gesellschaftliche Annäherung Preußens an die Verhältnisse der Französischen Revolution dar. Hinzu kamen persönliche Spannungen zwischen dem Kronprinzen und dem Freiherrn vom Stein, der den militärischen Aspekt in der Erziehung durch den philosophischen Delbrück vermisste. In einem Beschwerdebrief an den König warf Stein Delbrück vor, Friedrich Wilhelm auf „verweiblichte Art“ zu erziehen. 1809 ersetzte der König Delbrück tatsächlich durch den ihm von vom Stein empfohlenen Jean Pierre Frédéric Ancillon. Der Kontakt des Kronprinzen zu Delbrück riss jedoch nach dessen Entlassung nie vollständig ab.
Der von französischen Hugenotten abstammende Ancillon war Pastor der Friedrichswerderschen Kirche in Berlin und bestärkte Friedrich Wilhelm aus religiösen Motiven in seiner Ablehnung der Französischen Revolution. Friedrich Wilhelm begann sich für die pietistische Erweckungsidee des Theologen Karl Heinrich Sack zu interessieren.
Als Königin Luise am 19. Juli 1810 im Alter von 34 Jahren starb, erlaubte sein Vater dem Vierzehnjährigen, die verstorbene Mutter ein letztes Mal zu sehen. Er schrieb am 26. Juli 1810: „So weit war ich gekommen, als Gott uns, den schmerzlichsten Verlust der uns treffen konnte, erleiden ließ. Er nahm uns unsere unaussprechlich verehrte Mutter, die geliebte Königin.“
Diese zweite große Zäsur seiner Kronprinzenzeit empfand er als Strafe Gottes und wurde von ihm in einen direkten Zusammenhang mit seiner Lebensperspektive gebracht. Nur durch ein gottgefälligeres Leben glaubte er seine empfundene Schuld am Tod seiner Mutter abtragen zu können.
Den Höhepunkt der Jugendjahre Friedrich Wilhelms bildete die Teilnahme an den Feldzügen gegen Napoleon in den Befreiungskriegen von 1813/1814. Für sein Kriegsverständnis verwischten sich die Grenzen zwischen Patriotismus und religiösem Eifer. So empfand er den Konflikt als „Kreuzzug“ gegen die gewaltsam durch Napoleon aufgezwungenen Ideen der Aufklärung und Französischen Revolution. Folglich schrieb Friedrich Wilhelm in seinem Feldzugstagebuch über „des Satans (gemeint: Napoleons) finstre Heerscharen“. Für ihn war Napoleon als Erbe der Französischen Revolution eine Gottesstrafe, die man nun niederringen müsse.
In zahllosen Korrespondenzen dieser Zeit gibt es Berichte des Kronprinzen über religiöse Erlebnisse, die Motive der pietistischen Erweckungsbewegung aufgreifen, wozu subjektive Gotteserfahrung, Kraft des persönlichen Gebets und individuelles Streben nach Heil und Erlösung gehören. Seine Frankophobie behielt Friedrich Wilhelm sein ganzes Leben bei. Er schrieb sogar, dass der umstürzlerische Geist den Franzosen „im Blut“ liege. Von der Serie der Revolutionen in Paris 1789, 1830 und 1848, fühlte er sich später in seiner Ansicht bestätigt. Die Herrschaft Napoleons mit ihrer „Mischung von absolutistischen, revolutionären und plebiszitären Elementen“ erschien ihm als typische Ausgeburt der französischen Volksseele.
Der Anblick des Schlachtfeldes bei Großgörschen mit 8500 gefallenen und verwundeten preußischen Soldaten hatte zur Folge, dass der spätere König versuchte, Kriege als politisches Mittel zu vermeiden. Der endgültige Sieg über das napoleonische Frankreich im Jahre 1815 bildete den Hintergrund des von Friedrich Wilhelm 1816–1817 verfassten Briefromans Die Königin von Borneo.

### Rheinlandreise (1815)
Die ideologisch-ästhetische Sichtweise Friedrich Wilhelms bildete im Juli 1815 während seiner Reise ins Rheinland erste schärfere Konturen aus. Die Rheinprovinz war erst im gleichen Jahr durch den Wiener Kongress an Preußen gefallen. Die historische Burgenlandschaft entlang des Oberen Mittelrheintals weckte die Mittelalterbegeisterung des preußischen Kronprinzen. Schon 1814 hatte er sich von dem Architekturhistoriker Sulpiz Boisserée durch den unvollendeten Kölner Dom führen lassen, dessen Bau 1248 begonnen hatte und 1560 eingestellt worden war. 1815 besuchte er ihn erneut. Seit Anfang des 19. Jahrhunderts wusste Friedrich Wilhelm um den gotischen Baustil als national-patriotisches Symbol. So interpretierte er in den Kölner Dom eine idealisierte Vorstellung des Heiligen Römischen Reiches hinein, das angeblich von gemeinsamen christlichen und monarchischen Ideen getragen worden sei. Friedrich Wilhelm sehnte sich nach einer Erneuerung des 1806 untergegangenen Reiches – bestenfalls unter seiner Führung als römisch-deutscher Kaiser. Er begann bereits als Kronprinz den Weiterbau des Kölner Doms zu fordern, konnte diesen aber erst nach seinem Thronantritt verwirklichen.

### Vermählung

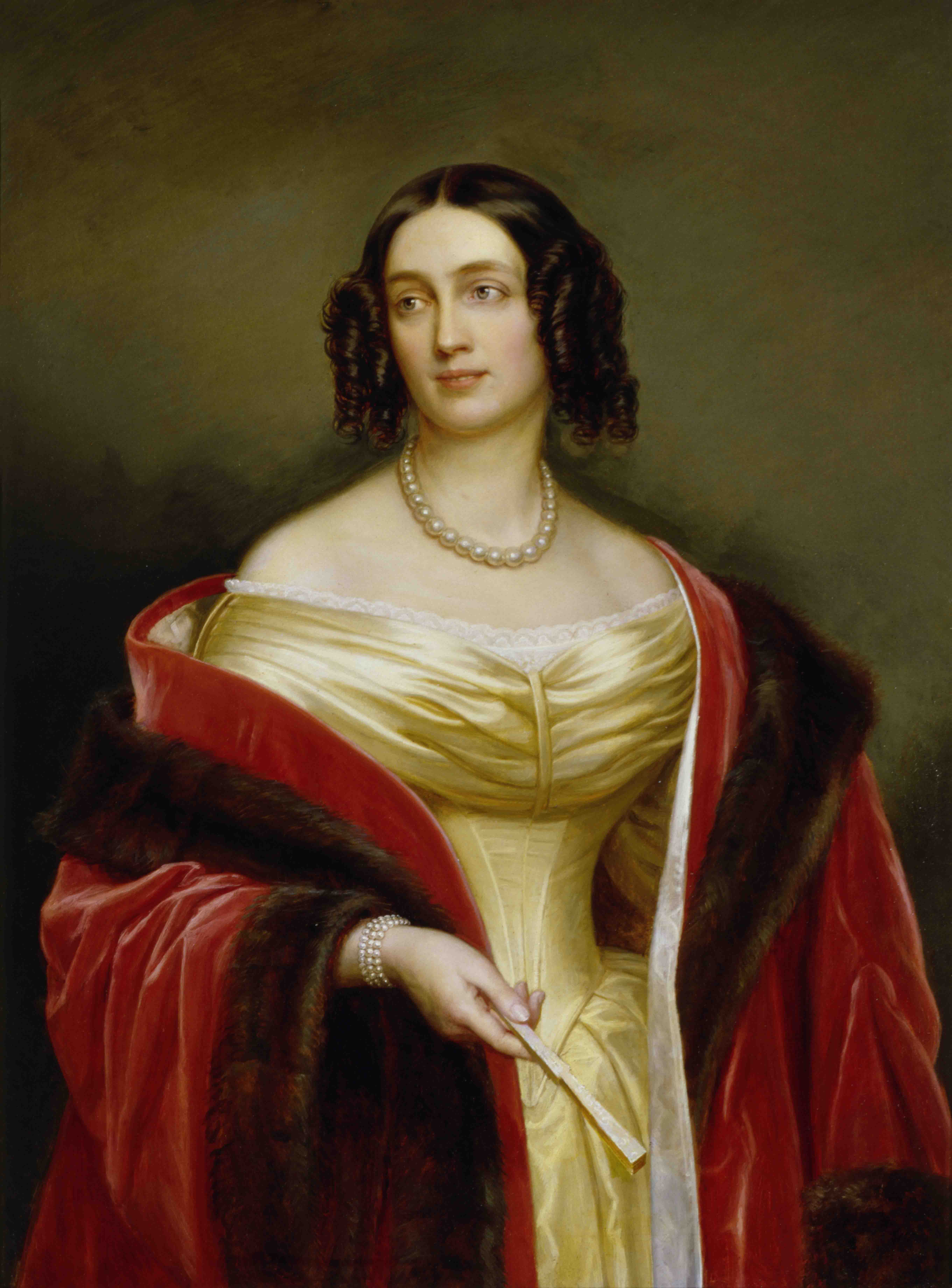
Die Ehefrau: Elisabeth Ludovika von Bayern, Ölgemälde von Joseph Karl Stieler nach Robert Bussler (1843)

Um den Fortbestand der Hohenzollern-Dynastie zu sichern, schickte König Friedrich Wilhelm III. seinen Sohn im Jahr 1819 auf „Brautschau“ an den bayerischen Hof, da eine durch Heirat geschlossene politische Verbindung zwischen dem Mittelstaat Bayern und der Großmacht Preußen sowohl von preußischer als auch von bayerischer Seite erwünscht war. Am 5. Juli 1819 erhielt der Kronprinz die Einladung des bayerischen Königs Maximilian I. Joseph nach Baden-Baden, wo sich der bayerische Hof zur Kur aufhielt. Da sicher war, dass Friedrich Wilhelm III. als Oberhaupt der Evangelischen Kirche in Preußen keiner Heirat mit einer katholischen Prinzessin zustimmen würde und die Annäherung zwischen Bayern und Preußen damit gefährdet schien, versprach König Maximilian I. Joseph von Bayern dem preußischen König im Falle einer Vermählung einer seiner Töchter deren Konversion zum Protestantismus. Der preußische Gesandte am bayerischen Hof General Zastrow versicherte, dass der Katholizismus am Münchener Hof „derart ein Gegenstand des Witzes und des Hohnes sei, dass dieser im Herzen der Prinzessin keine Wurzeln habe fassen können. Ein Übertritt entspreche geradezu ihrem Bedürfnis“. Erst nach diesen Zusicherungen genehmigte Friedrich Wilhelm III. die Reise nach Baden-Baden. Kronprinz Friedrich Wilhelm verliebte sich jedoch mit Elisabeth Ludovika von Bayern in eine bayerische Prinzessin, die sich konsequent weigerte, zu konvertieren. Der preußische König seinerseits sah sich an die preußischen Hausgesetze gebunden, die die Verpflichtung zur protestantischen Konfession ausdrücklich vorschrieben.
Die Standhaftigkeit, mit der sich Elisabeth weigerte, zum Protestantismus zu konvertieren, steigerte Friedrich Wilhelms Wertschätzung Elisabeths. In ihr sah er eine Person, die wie er ihren Glauben für wichtiger als alles andere hielt. Eine Vermählung sah der protestantische Kronprinz zugleich als Chance an, die konfessionellen Spannungen im Rheinland (Kölner Mischehenstreit) abzubauen. Erst nach vier Jahre andauernden diplomatischen Bemühungen beider Seiten gelang es, eine Kompromissformel zu finden, nach der Elisabeth ihre Konfession zwar zunächst beibehalten konnte, sich aber verpflichtete, Unterricht in den protestantischen Glaubenslehren zu nehmen, und überdies Zurückhaltung im Praktizieren des Katholizismus versprach.
Am 16. November 1823 wurden Friedrich Wilhelm und Elisabeth von Bayern nach katholischem Ritus per procurationem in der Hofkapelle der Münchner Residenz, danach am 29. November von Bischof Eylert in der Berliner Schlosskapelle getraut. Anlässlich ihres Einzuges in Berlin ordnete Friedrich Wilhelm III. dasselbe Protokoll an, das seine eigene Frau Luise im Jahr 1793 erhalten hatte: Der Stadtmagistrat hatte sie zu empfangen, eine Ehrenpforte war zu errichten, die Stadt sollte feierlich beleuchtet werden und Bedürftige in sämtlichen „Armen-Anstalten“ bespeist werden. Erst 1829 trat Elisabeth freiwillig zum reformierten Bekenntnis der Hohenzollern über – ein Schritt, der sie große Überwindung kostete. Die Ehe zwischen Friedrich Wilhelm und Elisabeth verlief allen Zeugnissen zufolge glücklich. Mit ihrem ruhigen und beständigen Wesen war sie für den unruhigen Friedrich Wilhelm ein wichtiger seelischer „Anker“. Nach einer 1828 erlittenen Fehlgeburt konnte Elisabeth keine Kinder mehr bekommen. Friedrich Wilhelm III. bestimmte seinen Zweitgeborenen, den jüngeren Bruder des Kronprinzen Friedrich Wilhelm, Prinz Wilhelm, zum Nachfolger des späteren Königs Friedrich Wilhelm IV. Nach der Thronbesteigung Friedrich Wilhelms IV. trug Wilhelm den Titel Prinz von Preußen. Als Kronprinz übte Friedrich Wilhelm zeitweise die rein repräsentative Funktion eines Statthalters in Pommern aus.

### Gesellschaften des Kronprinzen

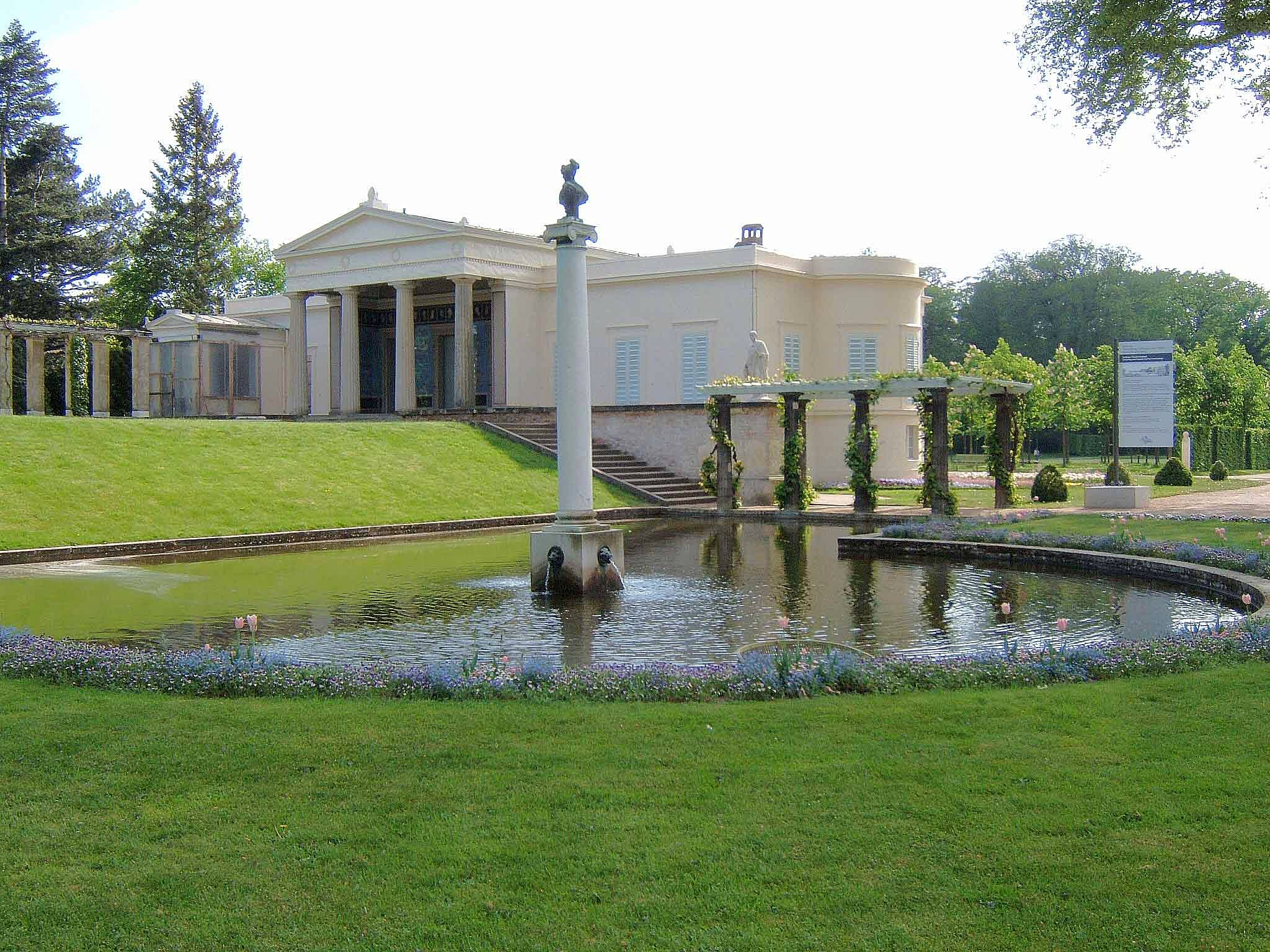
Sommerwohnsitz des Kronprinzen und Ort der Abendgesellschaften: Schloss Charlottenhof

Als intellektuell interessierte und redegewandte Persönlichkeit umgab sich Friedrich Wilhelm gern, besonders während seiner Kronprinzenzeit, mit interessanten Gesprächspartnern. Bedeutende Künstler, Architekten, Literaten, Wissenschaftler, Professoren und Musiker wurden zu den Abendgesellschaften des Kronprinzenpaares eingeladen. Dabei gab es in der Regel Vorlesungen oder Vorträge, bei denen Friedrich Wilhelm zuhörte und gleichzeitig auf einem Skizzenblock zeichnete. Ein häufiger und besonders gern gesehener Gast war der berühmte Naturforscher Alexander von Humboldt, den er 1805 – kurz nach Humboldts Südamerikaexpedition – kennengelernt hatte. Friedrich Wilhelm schätzte dabei insbesondere die polemische Erzählkunst des Gelehrten. Nicht zu Unrecht bezeichnete der Physiker Francois Arago, ein enger Freund Humboldts, diesen als das „größte Schandmaul, das ich kenne“.
Spätestens 1810 machte Friedrich Wilhelm Bekanntschaft mit dem Architekten Karl Friedrich Schinkel, den er auch zu seinen Abendgesellschaften einlud. Schinkel prägte die architektonischen und politisch-ästhetischen Anschauungen des Kronprinzen entscheidend. Besonders eng arbeiteten beide an den Entwürfen von Schloss Charlottenhof zusammen, des ersten eigenen Wohnsitzes (Bauzeit: 1826–1828) Friedrich Wilhelms, in dem bis in die 30er Jahre die sommerlichen Abendgesellschaften stattfanden. Dort konnte er noch als König, frei von Regierungsgeschäften, seinen Interessen nachgehen, dort entstanden viele seiner Zeichnungen. Er bezeichnete Charlottenhof nach der Heimat des griechischen Götterboten Hermes als sein persönliches „Arkadien“. Mit seiner dorischen Säulenhalle spielte das Schloss bewusst auf antike Landvillen an, die weniger repräsentativ sein mussten, da sie als private Rückzugsorte dienten.
Seine finanzielle Großzügigkeit führte während der Kronprinzenzeit zu erheblichen Schulden. Friedrich Wilhelm III. wollte den Kronprinzen nicht in die Staatsgeschäfte einbeziehen, sodass dieser sich ins Private zurückzog und keine politische Erfahrung sammeln konnte.

### Italienreise (1828)
Italien war aufgrund des regen Interesses an der klassischen Antike ein Hauptreiseziel der für gebildete Deutsche üblichen Bildungsreise. Nachdem sein Vater dem Kronprinzen 1818 noch eine solche Reise abgelehnt hatte, weil er fürchtete, dass das reiche kulturelle Erbe Italiens Friedrich Wilhelm zu ungezügelten Verhalten oder geistigen Höhenflügen veranlassen könnte, erteilte er ihm 1828 die Erlaubnis zu einer zehnwöchigen Reise. Von seinem Thronfolger erwartete er Nüchternheit und Zurückhaltung. Der Kronprinz reiste nach Genua, dann zu den Sehenswürdigkeiten der Toskana und schließlich nach Rom. In Berlin und Potsdam hatte er sich sorgfältig mit der römischen Architektur auseinandergesetzt, in der er teilweise seine eigenen nicht verwirklichten Bauprojekte wiederzuerkennen glaubte. Im Rückblick sprach er immer wieder davon, unter einem „Romfieber“ zu leiden.
Mit den architektonischen Anregungen Roms wurde gleichzeitig das politische Konzept Friedrich Wilhelms beeinflusst. Der preußische Botschafter in Rom, Christian Karl Josias von Bunsen, der später ein wichtiger Vertrauter Friedrich Wilhelms wurde, wendete den Blick des Kronprinzen vor allem auf die frühchristlichen Basiliken. Unter seinem Einfluss betrachtete Friedrich Wilhelm die Rückbesinnung auf frühchristlich-mittelalterliche Prinzipien als Waffe gegen den moralischen Niedergang des 19. Jahrhunderts, aus dem Revolutionen resultieren würden. Basiliken sah er somit als symbolisches Abbild des von ihm befürworteten christlichen Staates an. Auf seiner Rückreise besuchte Friedrich Wilhelm Neapel, Ravenna und Venedig, ehe er im Dezember 1828 nach Preußen zurückkehrte.

## König Friedrich Wilhelm IV.

### Zeit des Vormärz (1840–1848)

#### Regierungswechsel (1840)

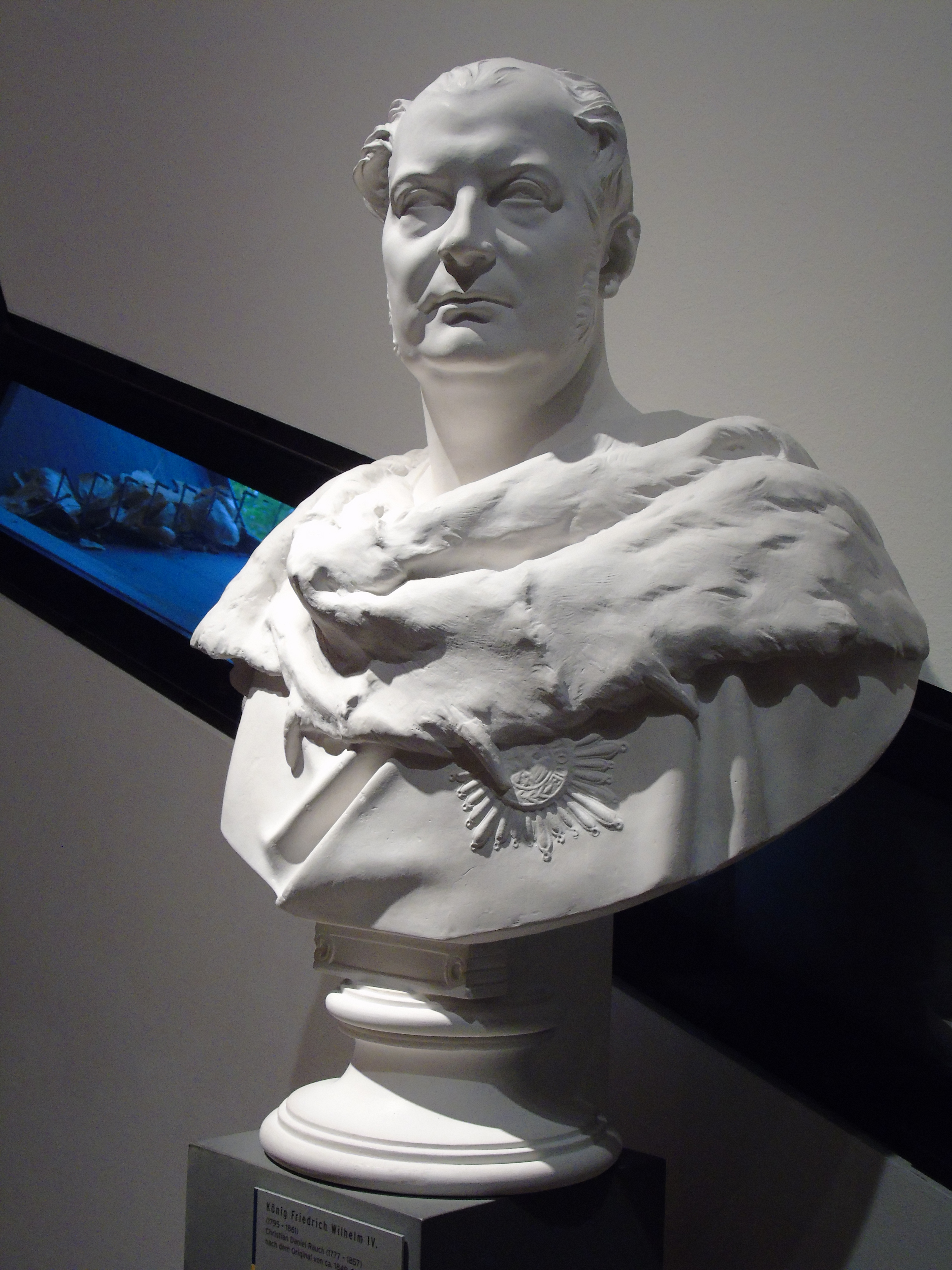
Büste von Christian Daniel Rauch, Original um 1840

Die Thronbesteigung Friedrich Wilhelms IV. am 7. Juni 1840 war im liberalen und nationalen Lager mit großen Erwartungen verknüpft, die der neue König in den ersten sechs Monaten seiner Regentschaft durchaus erfüllte. Der König begann seine Regierung mit einer Versöhnungspolitik.
Bereits am 2. Juli 1840 erlaubte er Ernst Moritz Arndt die Wiederaufnahme seiner Lehrtätigkeit an der Universität Bonn. Als Folge der Karlsbader Beschlüsse von 1819 hatte Arndt im November 1820 wegen nationaler und angeblich demokratischer Äußerungen sein Amt verloren. Obwohl ein gerichtliches Verfahren ohne Ergebnis geblieben war, wurde ihm unter Friedrich Wilhelm III. die Erlaubnis, wieder Vorlesungen zu halten, verweigert. Im Oktober 1840 beendete Friedrich Wilhelm IV. die gegen den national gesinnten Pädagogen und Turnsportbegründer Friedrich Ludwig Jahn seit 1825 bestehende Polizeiaufsicht. Zwei Jahre später ordnete er die Aufhebung des Turnverbotes an. Der Militärreformer Hermann von Boyen kehrte im März 1841 in sein Amt als Kriegsminister zurück, das er seit 1820 nicht mehr innegehabt hatte. Die in Göttingen entlassenen Brüder Grimm wurden auf Einladung des Königs an die Königlich-Preußische Akademie der Wissenschaften berufen. Alexander von Humboldt stieg in den Staatsrat auf. Aufgrund einer am 10. August 1840 verkündeten Amnestie wurden alle „politischen Verbrecher“ entlassen. Politisch motivierte Untersuchungen und Gerichtsverfahren wurden zunächst abgebrochen. Damit entfiel der staatspolizeiliche Auftrag der Ministerialkommission, welche auf Anordnung des Königs am 6. Oktober 1840 aufgelöst wurde.
Diese Zugeständnisse führten dazu, dass die Liberalen zunächst übersahen, dass Friedrich Wilhelm IV. keineswegs einer der Ihren war. Aus der Sicht des Königs sollte die Versöhnungspolitik das Vertrauen in ein mittelalterlich-feudales Treueverhältnis zwischen preußischem Volk und Monarch wiederherstellen, womit die liberale Reformierung des Staates in Anlehnung an das konstitutionell-parlamentarische Modell Frankreichs überflüssig werden sollte. Die enge Verbundenheit zu seinem Volk leitete er vom Gottesgnadentum ab, das ihm einen „heiligen Einblick in die Bedürfnisse seiner Untertanen“ verschaffe:

„Es gibt Dinge, die man nur als König weiß, die ich selbst als Kronprinz nicht gewusst und nun erst als König erfahren habe“

Der König zog daraus den Schluss, dass die ihm von Gott verliehenen mystisch-transzendenten Kräfte ihn intuitiv das Richtige tun lassen würden. Jede Einschränkung seiner de facto absolutistischen Macht erschien ihm als unverantwortliche Behinderung seiner gottgewollten Mission.
Die Auffassung des Königs einer durch das Gottesgnadentum geprägten Monarchie war in den Schriften des Dichters Novalis dargelegt. Novalis’ 1798 veröffentlichte staatstheoretische Schriftensammlung Glauben und Liebe oder der König und die Königin beinhaltet grundlegende Ansätze, welche das Denken des Königs prägten. So sprach der Dichter vom Monarchen als einem „höhergeborenen Menschen“. Der König betrachtete sich nicht nur als Landesvater an der Spitze seines Staates, sondern ebenfalls als „Diener eines göttlichen Erlösungswerkes – allein seinem Gewissen und dem Allerhöchsten verpflichtet“. Er sehnte sich nach der Welt- und Wertevorstellung des frühchristlichen Mittelalters, in welcher Fürst und Volk in Eintracht und im Bewusstsein ihrer ihnen zugeteilten Rechte und Pflichten miteinander lebten. Herrscher und Beherrschte bildeten seiner Vorstellung nach eine organisch gewachsene Familie, die nicht durch Zwang und Gehorsam, sondern durch die Gefühle der gegenseitigen Freundschaft, Liebe und Treue direkt miteinander verbunden war. Friedrich Wilhelm wollte sich selbst nicht im absolutistischen Sinne über die aus seiner Sicht historisch bewährten Rechte der staatlichen Zwischengewalt hinwegsetzen. Er wollte vielmehr ein Nebeneinander von Krone und Ständen betonen. Eine erste, symbolische Chance dafür sah er in den sogenannten Ständehuldigungen.

#### Ständehuldigung (1840)

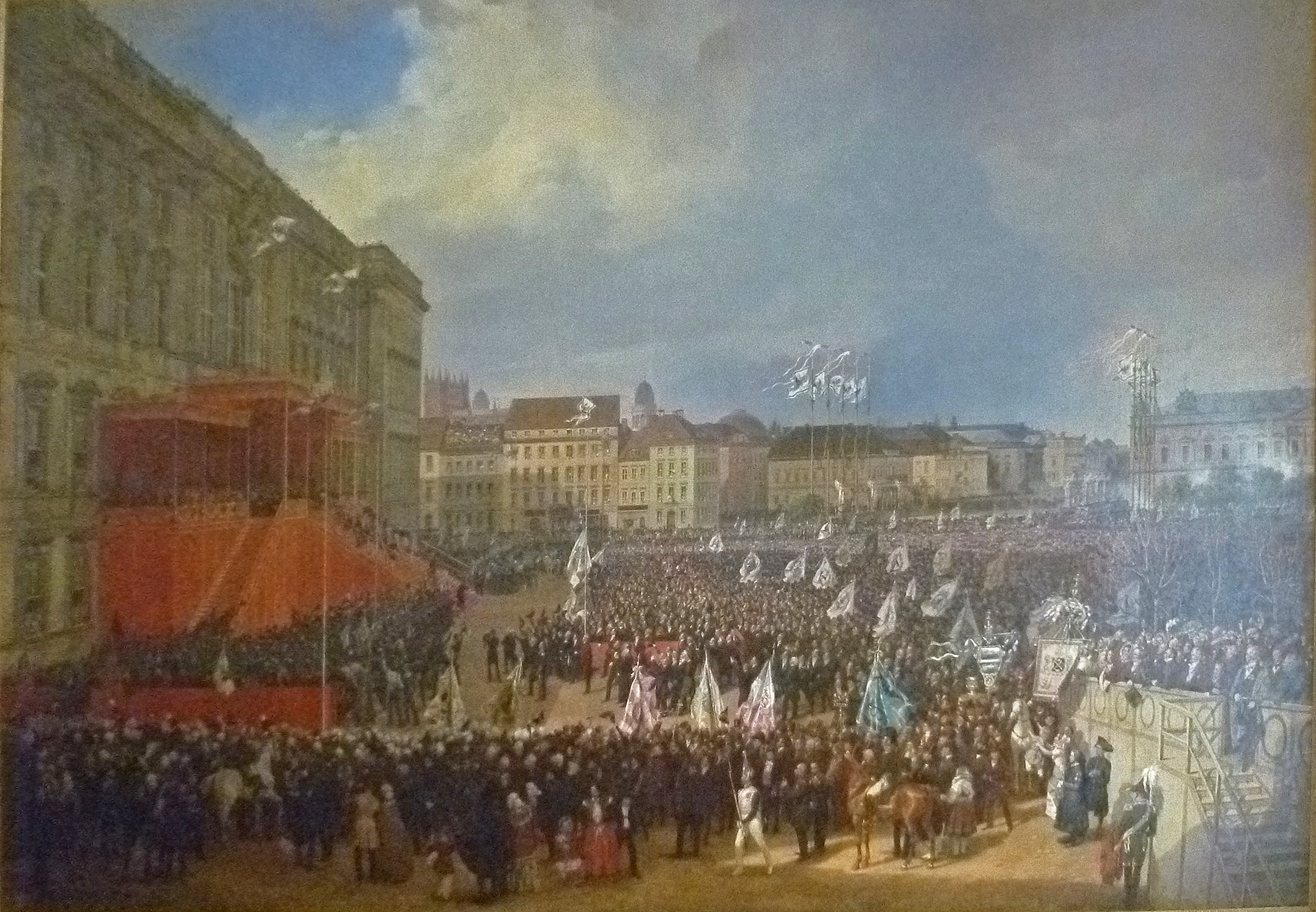
Huldigung vor Friedrich Wilhelm IV. am 15. Oktober 1840 vor dem Königlichen Schloss zu Berlin, Gemälde von Franz Krüger, 1844

Als offizielle Zeremonie des Amtsantrittes diente die Huldigung von Ständen und Untertanen. Im Kern war die Huldigung ein Eidschwur, den Vertreter im Namen des ganzen Volkes vor ihrem Monarchen sprachen. Wie sein Vater im Jahr 1798 beschränkte sich Friedrich Wilhelm IV. auf Huldigungsfestlichkeiten lediglich in Königsberg und Berlin. Friedrich Wilhelm hatte nach seiner Thronbesteigung verfügt, „von den Ständen des Königreichs Preußen (Ostpreußen, Westpreußen und Litthauen) und von denen des Großherzogtums Posen am 10. September d. J. in Königsberg, von den Ständen aller übrigen Landesteile aber am 15. Oktober d. J. in Berlin die Huldigung einzunehmen“. Während in Königsberg die Ständevertreter aus den preußischen Provinzen außerhalb des Deutschen Bundes (Preußen, das Königreich, und Posen, das Großherzogtum) empfangen wurden, erschienen in Berlin die Ständevertreter aus den Provinzen innerhalb des Deutschen Bundes (Brandenburg, Pommern, Sachsen, Schlesien, Rheinprovinz und Westfalen).
Ende August 1840 reiste Friedrich Wilhelm IV., begleitet von einem großen Gefolge an Adjutanten, Hofbeamten und Mitgliedern der königlichen Familie, nach Königsberg. Während des festlichen Einzuges ertönten Kirchenglocken und Kanonendonner. Lobgedichte auf den Herrscher wurden verlesen. Die Zeremonie in Königsberg bestand dabei aus zwei separaten Veranstaltungen. Zunächst kamen am 9. September 1840 die Ständevertreter der preußischen Provinz zusammen, um dem König eine Gedenkschrift zu überreichen und anschließend vom König mit den althergebrachten Privilegien ausgestattet zu werden. Friedrich Wilhelm nahm an öffentlichen Festmahlen teil, Konzerte und Regatten wurden geboten. Der eigentliche Eidschwur der Stände Ostpreußens, Westpreußens und Posens erfolgte am Tag darauf. Der König begab sich in den Schlosshof, wo er auf einem Thron mit Baldachin Platz nahm. Dort sitzend nahm er zu der Gedenkschrift Stellung, die er am Tag zuvor erhalten hatte und die ihn an die konstitutionellen Versprechen seines Vaters erinnern sollte. Friedrich Wilhelm hatte tatsächlich kurzzeitig erwogen, die baldige Einberufung von Reichsständen in Königsberg zu verkünden. Seine konservativen Berater hatten ihn von diesem Kurs jedoch zunächst abgebracht. Trotzdem wies der König in einer improvisierten Rede vor der aus 30.000 Zuhörern bestehenden Menge auf die Institution der Provinziallandtage hin und auf die von ihm vorgesehene baldige Lösung der Verfassungsfrage. Nachdem der König den Eidschwur der Ständevertreter entgegengenommen hatte, versprach er „ein gerechter Richter, ein treuer, sorgfältiger, barmherziger Fürst und ein christlicher König“ sein zu wollen.
Dass Friedrich Wilhelm IV. öffentliche Reden hielt, war für die Zeitgenossen etwas unerhört Neues und Ungewöhnliches, denn vor ihm hatte sich kein preußischer König derart direkt ans Volk gewandt, sein Vater war für seine Wortkargheit bekannt gewesen. Nach Friedrich Wilhelm IV. hielt erst Kaiser Wilhelm II. wieder viele öffentliche Reden. Die Ansprachen Friedrich Wilhelms ähnelten mehr frommen Deklamationen als politischen Reden, Friedrich von Gagern verspottete sie als bloße „Pfarrerspredigten“. Für den König bestand ihr Sinn darin, eine engere Verbindung zwischen Monarch und Volk herzustellen, eine sakrale Einheit (corpus mysticum), die er mit dem Leib Christi (corpus Christi mysticum) verglich, der zwischen den Kirchengemeinden bestehe. Der Berliner Volksmund nannte seinen neuen König zum Unterschied von seinem Vater, dem „Hochseligen“, bald den „Redseligen“.
Am 15. Oktober 1840 begannen die sich fünf Tage hinziehenden Huldigungsfestlichkeiten in Berlin. Der König betonte bei dieser Gelegenheit symbolisch die Standesunterschiede: Während Fürsten, Standesherren und Ritterschaft (d. h. der Adel) im Großen Säulensaal des Berliner Schlosses huldigen durften, ließ der König die bürgerlichen Vertreter der Städte und Landkreise zwei Stunden im Herbstregen vor der im Lustgarten eigens zum Saal errichteten Freitreppe warten. Der Oberbürgermeister von Berlin durfte auf ihr nur so weit emporsteigen, dass er von unten herauf zum König sprechen konnte.

#### Verfassungsfrage
Im Zuge seiner Versöhnungspolitik war Friedrich Wilhelm IV. durchaus an einer Lösung der preußischen Verfassungsfrage interessiert. Friedrich Wilhelm IV. unternahm konkrete Verfassungsplanungen. Den staatsphilosophischen Kernpunkt dafür bildete die Lehre des sogenannten organischen Ständestaates, der sich auf Philosophen wie Friedrich Wilhelm Joseph Schelling und Friedrich Schlegel stützte. Bereits 1805 merkte Schlegel im Manuskript seiner „Vorlesung über Universalgeschichte“ an: „Die einzig dauerhafte Verfassung ist die ständische, durch Priester und Adel gemilderte Monarchie, sie ist auch zugleich die älteste und beste“.
Nach Ansicht der „politischen Romantiker“ trage die Ständegliederung der naturgegebenen Ungleichheit des Menschen Rechnung. Der Einzelne solle an seinem von Gott ihm zugewiesenen Platz die Aufgaben und Pflichten erfüllen, die dem Wohl der Gesamtgesellschaft dienen. Friedrich Wilhelm IV. strebte bei der preußischen Verfassungsfrage also keine Verwirklichung einer konstitutionellen Monarchie an, sondern einen christlich-ständisch geführten Staat. Dies gab er nur zwei Monate nach dem Ende der Ständehuldigung dem Oberpräsidenten der Provinz Preußen zu verstehen:

„Ich fühle mich ganz und gar von Gottes Gnaden und werde mich so mit seiner Hilfe bis zum Ende fühlen. Glanz und List überlasse ich ohne Neid sogenannten konstitutionellen Fürsten, die durch ein Stück Papier (gemeint: Verfassung) dem Volke gegenüber eine Fiktion, ein abstrakter Begriff geworden sind.“

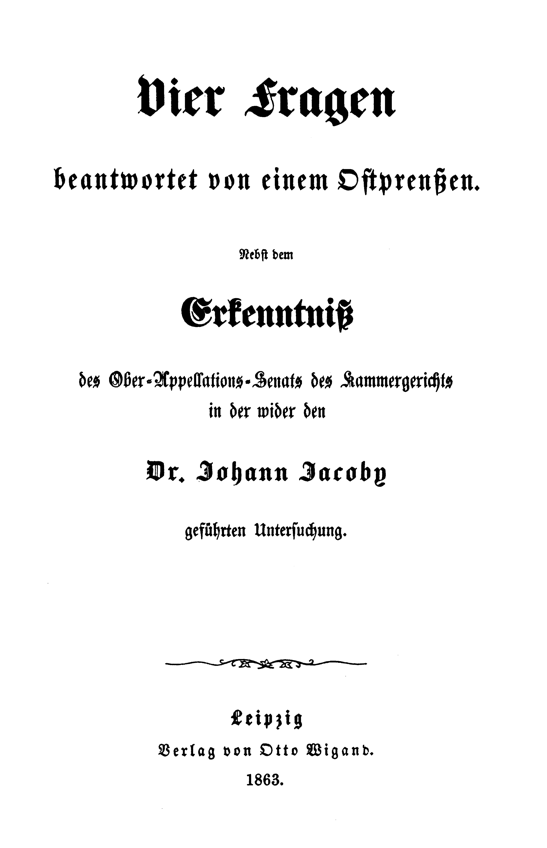
Titelblatt der 1841 erstveröffentlichten Schrift Vier Fragen, beantwortet von einem Ostpreußen

In der Denkschrift Vier Fragen beantwortet von einem Ostpreußen erinnerte der Königsberger Arzt Johann Jacoby den König an das uneingelöste Verfassungsversprechen Friedrich Wilhelms III. und forderte die Wahl eines preußischen Parlaments. Der König regte daraufhin einen Prozess wegen „Majestätsbeleidigung“ und „Hochverrat“ gegen Jacoby an. Auf Hochverrat stand im preußischen Rechtswesen die Todesstrafe. Als sich jedoch das Oberlandesgericht Königsberg für nicht zuständig erklärte und das Berliner Kammergericht Jacoby freisprach, mischte sich der verärgerte König in den Prozess ein. Auf seinen Druck hin wurde Jacoby zu zwei Jahren Festungshaft verurteilt; er legte jedoch Berufung ein und wurde danach ein weiteres Mal durch das Berliner Kammergericht freigesprochen.
Als Gegenpol zu allen parlamentarisch geprägten Volksvertretungen richtete Friedrich Wilhelm IV. sein Augenmerk auf die bereits 1823 gegründeten Provinziallandstände, die Vertretungskörperschaften der acht preußischen Provinzen.

#### Außenpolitik

##### Rheinkrise
Die Gefahr eines Krieges mit dem Königreich Frankreich überschattete die Thronbesteigung Friedrich Wilhelms. Spätestens seit der Flucht vor Napoleon empfand er persönlich stark frankophobe Gefühle und eine Neigung zu deutsch-nationalen Äußerungen. In dem „König der Franzosen“ Louis-Philippe I., der durch die Julirevolution von 1830 auf den Thron gelangt war, sah er einen illegitimen Usurpatoren aus dem Herzogshaus Orléans, der nur einer jüngeren Nebenlinie, nicht aber der älteren und daher thronberechtigten Hauptlinie der Bourbonen entstammte, die Frankreich ab 1589 regiert hatte. Bereits kurz nach dem Regierungsantritt im Jahr 1840 kam es zu einer schweren diplomatischen Krise mit Frankreich, der sogenannten Rheinkrise. Das in Frankreich als „Schmach“ empfundene Trauma der Schlacht bei Waterloo sollte mit der Wiederherstellung einer „natürlichen“ Rheingrenze nach Osten getilgt werden.
Friedrich Wilhelm forderte, dass der Deutsche Bund wirkungsvoller organisiert werden müsse, um der französischen Aggression im Westen begegnen zu können. Tatsächlich beschloss der Bundestag 1841/1842 den Bau der Bundesfestungen Rastatt und Ulm – Verteidigungsanlagen gegen das Königreich Frankreich. Zu diesem Zeitpunkt bestand jedoch keine akute Gefährdung mehr durch Frankreich. König Louis-Philippe I. hatte Truppenverstärkungen verweigert und sich nach dem Rücktritt seines Ministers Adolphe Thiers Preußen wieder angenähert. Bei dem Bundestag 1841/1842 sagte Friedrich Wilhelm Wien zu, den militärischen Schutz des habsburgischen Königreiches Lombardo-Venetien zu gewähren. Im Gegenzug gestand Österreich Berlin den Oberbefehl über norddeutsche Kontingente zu. Durch diese grobe territoriale Absteckung von Einflusssphären der beiden Großmächte des Deutschen Bundes sollte eine direkte Konfrontation vermieden werden. Während der Rheinkrise beabsichtigte Friedrich Wilhelm die nationale Gesinnung mit Monarchietreue zu verknüpfen. Zu diesem Zweck schenkte er Nikolaus Becker, dem Dichter des patriotischen Rheinliedes, in dem es hieß „sie sollen ihn nicht haben, den freien, deutschen Rhein“, 1000 Taler.

##### Beziehungen zu Österreich und Russland
Der König war in außenpolitischer Hinsicht an einer engen Zusammenarbeit mit Österreich interessiert, mit dem Preußen durch die Heilige Allianz weiterhin verbunden blieb. Die in dieser Allianz vertretenen Monarchen der europäischen Mächte sahen sich als Väter einer „christlichen Familie“ an, die sich gegenseitig zur Aufrechterhaltung von Frieden und Gerechtigkeit beizustehen hatten. Bis zu ihrem Zerbrechen im Krimkrieg sicherte die Heilige Allianz für 40 Jahre den Frieden in Europa. Die Rivalität zwischen Preußen und Österreich bzw. der deutsche Dualismus war damit jedoch nicht überwunden. So brachte Friedrich Wilhelm 1842 die Arbeit der von dem österreichischen Staatskanzler Metternich mitbegründeten Bundeszentralbehörde zur Durchsetzung der Karlsbader Beschlüsse zum Erliegen. Die Gemeinsamkeiten zwischen Berlin, Wien und Sankt Petersburg ermöglichten 1846 dennoch eine Einigung auf ein Vorgehen gegen die polnische Nationalbewegung. In diesem Jahr ging von der Freien Stadt Krakau, die 1815 keiner der drei Teilungsmächte zugesprochen worden war, ein neuer Aufstand aus, der auch andere polnische Gebiete erfasste. Mit Zustimmung des russischen Zaren und des preußischen Königs annektierte Österreich daraufhin Krakau.

#### Religionspolitik

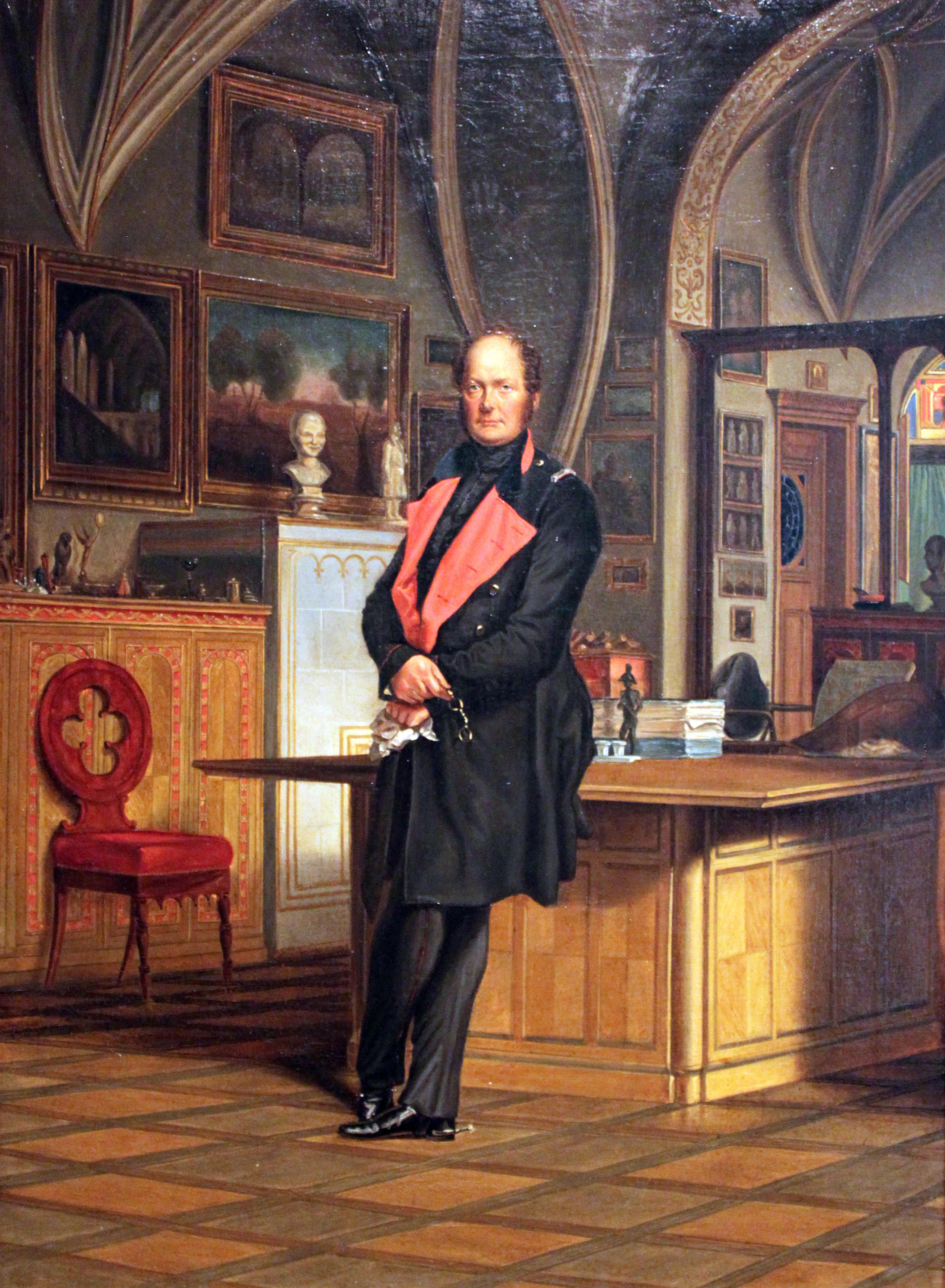
Friedrich Wilhelm IV. in seinem Arbeitszimmer, Ölgemälde von Franz Krüger, Berlin 1846

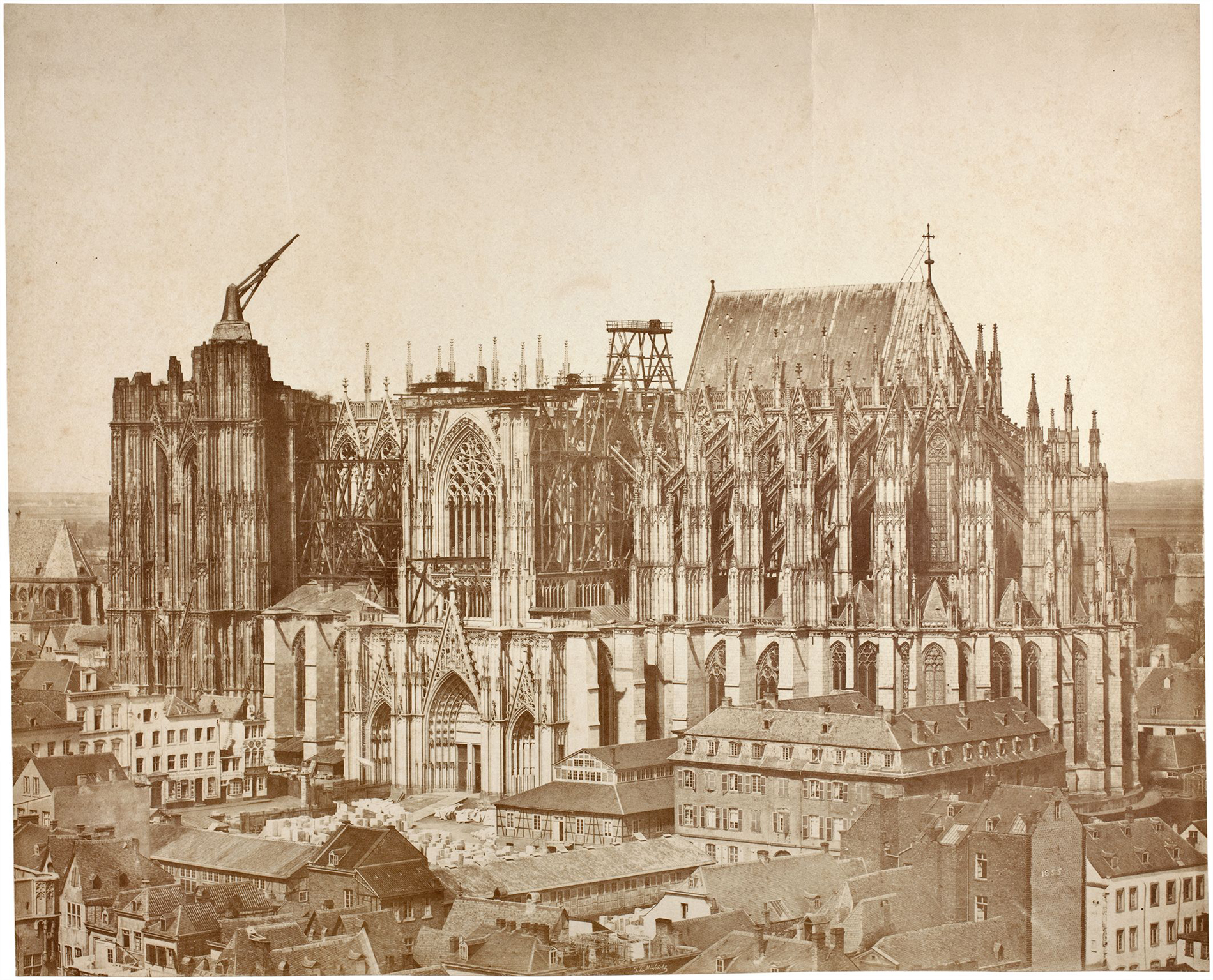
Der Kölner Dom im Jahr 1855, fotografiert von Johannes Franciscus Michiels

Anders als alle seine Vorgänger seit Friedrich II., die in der Tradition der Aufklärung standen, war Friedrich Wilhelm IV. tiefreligiös. Von der Romantik und der pietistischen Erweckungsbewegung geprägt, schwebte ihm ein „christlicher Staat“ im Sinne Friedrich Julius Stahls oder Karl Ludwig von Haller vor. Nur das Christentum könne die Säkularisierung, den zunehmenden Materialismus und andere als schädlich angesehene Prozesse der Modernisierung rückgängig machen und seine Untertanen vor revolutionären Utopien bewahren. Religion und Politik waren für Friedrich Wilhelm untrennbar miteinander verbunden.
Dem Katholizismus stand er, im Unterschied zu seinem Vater, mit Sympathie gegenüber. Nach der Empörung über die Verhaftung des Kölner Erzbischofs Clemens August Droste zu Vischering in der Regierungszeit Friedrich Wilhelms III. lag Friedrich Wilhelm IV. viel daran, seine katholischen Untertanen mit dem preußischen Staat zu versöhnen. Unter Friedrich Wilhelm III. war 1825 durch das Mischehengesetz ein Konflikt mit der katholischen Kirche entstanden. Während preußisches Recht vorgeschrieben hatte, dass Kinder die Religion ihres Vaters anzunehmen hatten, forderte die römisch-katholische Lehre, dass der protestantische Partner zu unterschreiben hatte, die Kinder als Katholiken zu erziehen. Der Erzbischof von Köln, Clemens August Droste zu Vischering, und der Erzbischof von Posen und Gnesen, Martin von Dunin, setzten sich in diesem Bereich über das preußische Recht hinweg und wurden daraufhin verhaftet.
Um eine Versöhnung mit der katholischen Bevölkerung zu erreichen, genehmigte Friedrich Wilhelm IV. im Jahr 1840 die Gründung eines Kölner Dombau-Vereins. 1842 bereiste er die Provinzen Rheinland und Westfalen. Symbolischer Höhepunkt dieser Visitationsreise war die Grundsteinlegung zur Vollendung des Kölner Doms am 4. September 1842. Die Hälfte der hierfür anfallenden Finanzierungen kamen aus der preußischen Staatskasse. Friedrich Wilhelm IV. trat während des Dombaufestes gemeinsam mit dem Kölner Erzbischof Johannes von Geissel auf. Zum Dombaufest 1848 reiste Friedrich Wilhelm erneut nach Köln. Zum ersten und einzigen Mal trafen dabei Repräsentanten der bürgerlichen Revolution und Vertreter der alten Herrschaftsmacht in den deutschen Ländern aufeinander, als er dort sowohl mit Reichsverweser Erzherzog Johann von Österreich als höchstem Vertreter einer provisorischen Zentralgewalt der ersten gesamtdeutschen Regierung als auch mit etwa 300 Abgeordneten der Frankfurter Nationalversammlung, darunter auch deren Präsident Heinrich von Gagern, zusammentraf. Die Fertigstellung der gotischen Kathedrale im Jahr 1880 erlebte Friedrich Wilhelm jedoch nicht mehr.
Für Verhandlungen mit der römischen Kurie kündigte der König im Juni 1840 an, eine Abteilung für katholische Angelegenheiten im Kultusministerium einzurichten, die ausschließlich aus katholischen Räten bestehen sollte. Außerdem gab die preußische Regierung ihre Mischehengesetze auf und garantierte einen freien Verkehr der preußischen Bischöfe mit dem Vatikan. Die als ultramontan abgesetzten und in Festungshaft genommenen Bischöfe von Köln und Posen, Clemens August Droste zu Vischering und Martin von Dunin, wurden freigelassen. Der Streit zwischen der römisch-katholischen Kirche und dem preußischen Staat war vorerst beendet. Das Selbstbewusstsein der preußischen Katholiken wurde dadurch deutlich gestärkt, was sich 1844 in der Trierer Wallfahrt zeigte: Über eine halbe Million Gläubige pilgerten in den Trierer Dom, wo eine als wundertätig geltende Christusreliquie ausgestellt wurde, der Heilige Rock.
Friedrich Wilhelms Vater hatte 1817 mit der Gründung der Evangelischen Kirche in Preußen, in der Calvinisten und Lutheraner uniert worden waren, eine unmittelbar vom Landesherrn als dem summus episcopus abhängige Institution für alle Protestanten seines Königreiches geschaffen. Als Reaktion darauf formierten sich im Jahr 1830 die sogenannten Altlutheraner. Sie nahmen für sich in Anspruch, die „wahre“ lutherische Kirche darzustellen, und waren infolgedessen staatlichen Verfolgungsmaßnahmen ausgesetzt (Haftstrafen, Verbot der Organisation, gewaltsame Unterbrechung von Gottesdiensten).
Friedrich Wilhelm hob das Verbot der altlutherischen Kirchenbildung auf, ließ Pfarrer frei und erteilte mit einer Generalkonzession vom 23. Juli 1845 Korporationsrechte. Er ließ mit Einschränkungen (Kirchen ohne Türme und Glocken) den Bau von Kirchengebäuden der Altlutheraner zu. Das konstitutionelle Prinzip, das er nach der Revolution von 1848 auf staatlicher Ebene eingeführt hatte, wurde nicht auf die evangelische Kirche ausgedehnt. Friedrich Wilhelm IV. setzte einen so genannten Oberkirchenrat ein, mit dem das obrigkeitliche Prinzip des landesherrlichen Kirchenregiments aufrechterhalten wurde. Versuche, die Einheit aller Konfessionen wiederherzustellen, scheiterten. Lediglich mit der Anglikanischen Kirche kam es 1845 mit der Gründung eines gemeinsamen Bistums in Jerusalem zu einer begrenzten Kooperation.

#### Erstes Attentat (1844)

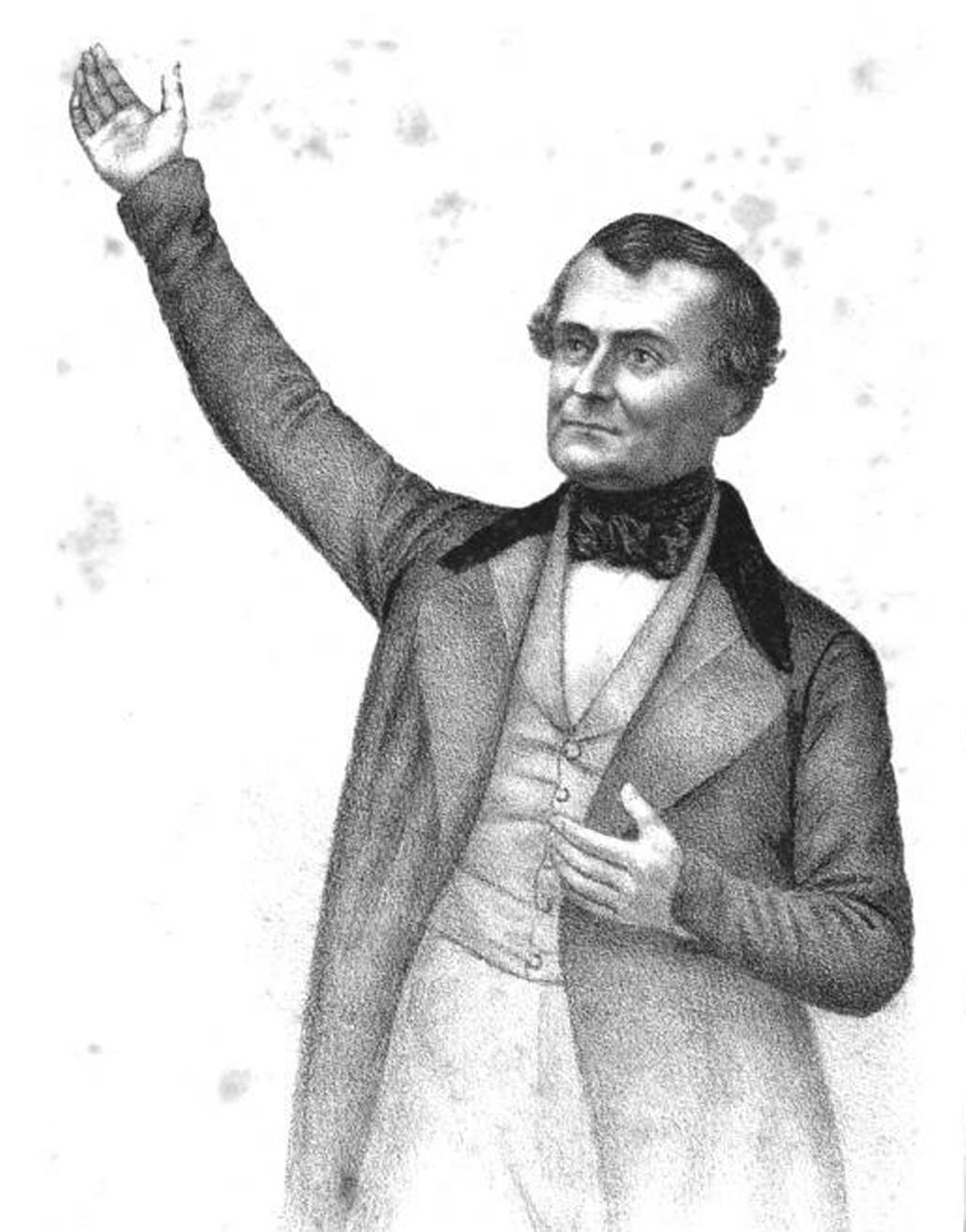
Tschech ließ sich am Vortag des Attentats in der Pose des von Gott beseelten Retters fotografieren (Lithografie aus dem Buch seiner Tochter, 1849)

Der ehemalige Bürgermeister von Storkow, Heinrich Ludwig Tschech, verübte am 26. Juli 1844 am Portal des Berliner Schlosses ein Pistolenattentat auf Friedrich Wilhelm IV. und seine Gattin. Die erste Kugel, vom Mantel und dem Überrock in ihrer Durchschlagskraft geschwächt, verursachte nur eine leichte Quetschung auf der Brust des Königs.
Tschech hatte als Bürgermeister von Storkow wegen Konflikten mit den Stadtverordneten und dem Landrat, bei denen er ihnen Korruption vorgeworfen hatte, seinen Abschied genommen, dann aber eine Einstellung in den königlichen Dienst verlangt. Dieser war ihm verweigert worden, weswegen er sich ungerecht behandelt fühlte. Tschech steigerte sich daraufhin in die Wahnvorstellung, dass der preußische Monarch hinter diesem Vorgang steckte. Ohne Weiterbeschäftigungs- oder Pensionsansprüche, ohne die Möglichkeit, sich beim König über seine Behandlung zu beschweren, hatte er sich zu dem Attentat entschlossen.
Das Attentat erzeugte in der Öffentlichkeit zunächst Sympathien für den preußischen Monarchen, wobei man davon ausging, dass Tschech aufgrund seiner zerrütteten Psyche die Todesstrafe erspart bleiben würde. Er wurde jedoch zum Tode verurteilt und am 14. Dezember 1844 in Spandau hingerichtet. Friedrich Wilhelm IV. wäre entgegen der Ansicht seiner Minister geneigt gewesen, Tschech zu begnadigen, wenn er Reue gezeigt hätte. Tschech jedoch verzichtete auf ein Gnadengesuch. Mit der Hinrichtung verspielte Friedrich Wilhelm Sympathien, und zahlreiche Spottgedichte sowie Karikaturen auf den König machten die Runde.

#### Verhältnis zur industriellen Revolution

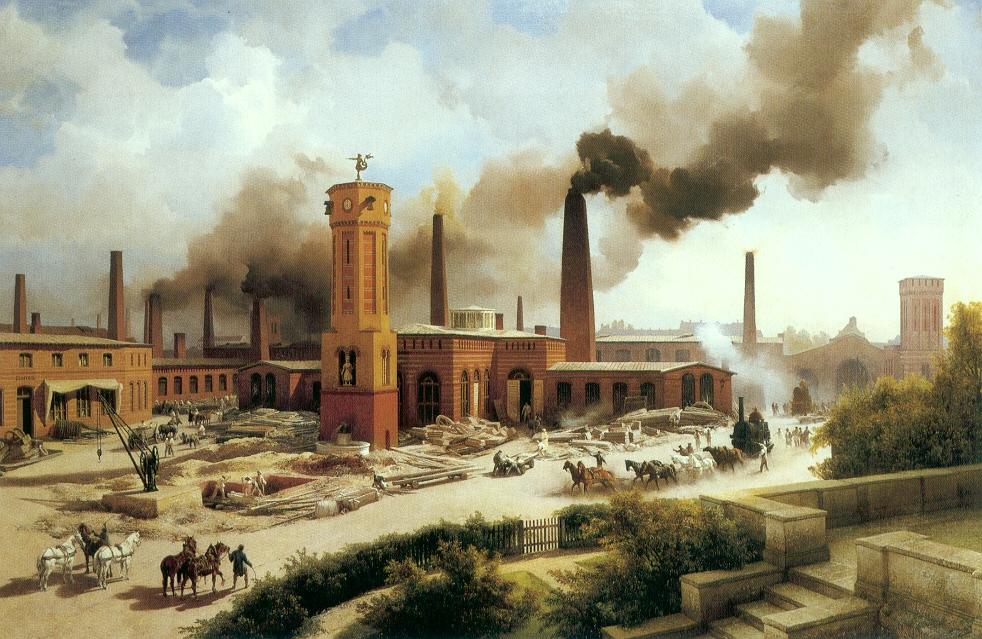
Industrielle Anfänge in Berlin: Die Maschinenbau-Anstalt des Unternehmers August Borsig im Jahr 1847, Karl Eduard Biermann

In der Regierungszeit Friedrich Wilhelms IV. entwickelten das Ruhrgebiet, Schlesien und Berlin sich langsam zu Zentren der frühen Industrialisierung in Preußen. Zuvor war diese Entwicklung durch den Protektionismus der deutschen Klein- und Mittelstaaten gehemmt worden. Erst der seit 1834 bestehende Deutsche Zollverein schuf unter Ausschluss Österreichs einen einheitlichen Wirtschaftsraum im Deutschen Bund. Dazu wurde die Infrastruktur ausgebaut, beginnend mit dem Straßen- und Kanalbau, der vorangetrieben wurde. Vor allem aber trug das entstehende Eisenbahnnetz zum Aufschwung des preußischen Kohlebergbaus, des Textilgewerbes und des Maschinenbaus bei. Trotz seiner politisch rückwärtsgewandten Haltung sympathisierte Friedrich Wilhelm schon als Kronprinz mit dem durch die industrielle Revolution einhergehenden technologischen Fortschritt. Während sein Vater 1838 aus Krankheitsgründen den Einweihungsfestlichkeiten der ersten preußischen Bahnlinie fernblieb, nahm er begeistert an der Eröffnungsfahrt der Lokomotive von Berlin nach Potsdam teil. Anlässlich der Fahrt soll er sich geäußert haben: „Diesen Karren, der durch die Welt rollt, hält kein Menschenarm mehr auf.“
Als König förderte er mithilfe von Staatsanleihen den Ausbau des Eisenbahnnetzes, etwa den der Ostbahn zwischen Berlin und Königsberg. Um die Finanzierung der Ostbahn durch Staatsanleihen zu ermöglichen, musste er aufgrund des Preußischen Staatsschuldengesetzes, das sein Vorgänger unterzeichnet hatte, sich endlich dazu überwinden, den Vereinigten Landtag einzuberufen, damit dessen erforderliche Zustimmung zur Aufnahme neuer Staatsschulden eingeholt werden konnte. Wie wichtig dem König die Förderung des Eisenbahnnetzes war, zeigt sich auch daran, dass er sich auf dem Triumphtor in Potsdam damit selbst glorifizieren ließ. Im Bildprogramm des Reliefschmucks erscheinen an der Rückseite Allegorien auf die Eisenbahn und die Telegrafie. Dies stellt eine Anspielung auf den ersten, 1851 fertiggestellten Teilabschnitt der preußischen Ostbahn dar. Die Eisenbahn wurde vom König persönlich wegen ihrer Schnelligkeit und Bequemlichkeit als das bevorzugte Verkehrsmittel genutzt. Mitunter befuhr er in einem Extra-Zug die Strecke zwischen seinen Residenzen Berlin und Potsdam mehrfach täglich.
Weil der König Preußen von einem Agrarstaat in einen Industriestaat umwandeln wollte, sollten seine Bauprojekte die industrielle Entwicklung fördern. 1842 betraute der König den Lokomotivenproduzenten August Borsig mit der schwierigen Aufgabe, die Fontänen-Anlage vor Schloss Sanssouci, die noch nie funktioniert hatte, mittels einer Dampfmaschine in Gang zu bringen. Den ganzen Sommer über war die Eisengießerei mit der Herstellung der Röhren so sehr beschäftigt, dass keine anderen Aufträge angenommen werden konnten. Im Oktober 1842 konnte die 81,4 PS leistende und damit größte in Deutschland erbaute Dampfmaschine eingeweiht werden. Das Dampfmaschinenhaus, so teilte die königliche Verwaltung Borsig mit, habe „zur größten Zufriedenheit seiner Majestät dem König“ fertiggestellt werden können. Mit Borsig pflegte der König auch persönliche Kontakte. Anlässlich der Fertigstellung der 500sten Lokomotive ließ sich Friedrich Wilhelm IV. im April 1854 von dem Fabrikherren über das Werkgelände führen. Für die „vaterländische Pioniertat“ – so der König – in einem Wettrennen eine englische Lokomotive besiegt zu haben, zeichnete er Borsig mit dem Roten Adlerorden aus.
Mit der industriellen Revolution gingen jedoch auch soziale Spannungen einher, auf die der König mit keiner nennenswerten Sozialpolitik reagierte. Da die entstehende Industriearbeiterschaft noch nicht in Gewerkschaften organisiert war, war sie der Willkür der Fabrikbesitzer und damit häufig unmenschlichen Arbeits- und Wohnbedingungen ausgesetzt. So lebten vor dem Hamburger Tor in Berlin in nur 400 Zimmern 2500 Menschen. 35 % aller Berliner Wohnungen bestanden in den 1850er Jahren aus nur einem Zimmer. Die einzige sozialpolitische Maßnahme des Königs bestand in Spenden für bürgerlich-private Sozialvereine. 1844 stellte er dem Verein für das Wohl der arbeitenden Klasse 15.000 Taler zur Verfügung. Zugleich erließ der König 1845 eine Allgemeine Preußische Gewerbeordnung, die ein striktes Streikverbot beinhaltete. Wer sich mit anderen zur Einstellung der Arbeit verabredete, um den Staat oder die Arbeitgeber „zu gewissen Handlungen oder Zugeständnissen“ zu bewegen, dem wurde eine Gefängnisstrafe von bis zu einem Jahr angedroht. In seiner Ständekonzeption wollte Friedrich Wilhelm mit einer solchen Politik ein Auseinanderbrechen des dritten Standes, des Bürgertum einerseits und der Fabrikarbeiter andererseits, unterbinden.
Friedrich Wilhelm ist der ideelle Adressat von Bettina von Arnims sozialkritischen Werken Dies Buch gehört dem König (1843) und Gespräche mit Daemonen. Des Königsbuchs zweiter Teil (1852). Beim Regierungsantritt des Königs fühlte sich Bettina von Arnim dazu verpflichtet, ihn dazu zu ermahnen, sich von seinen konservativen Beraterkreis zu lösen und auf konstitutioneller Grundlage ein unmittelbares Zusammenwirken von Monarchie und Volk zu suchen. Ihr schwebte eine Art Sozialkönigtum vor. 1841 erhielt sie die Erlaubnis, dem König ein Buch widmen zu dürfen. In dem Werk Dies Buch gehört dem König wurden auch die durch die Urbanisierung hervorgerufenen sozialen Missstände Berlins beschrieben. Ein dem König zugesandtes Exemplar soll der Monarch jedoch lediglich durchgeblättert haben, wie Alexander von Humboldt notierte. Letztlich war Bettinas Unterfangen vergeblich und erregte bei Friedrich Wilhelm keine Aufmerksamkeit.

#### Der Erste Vereinigte Landtag (1847)

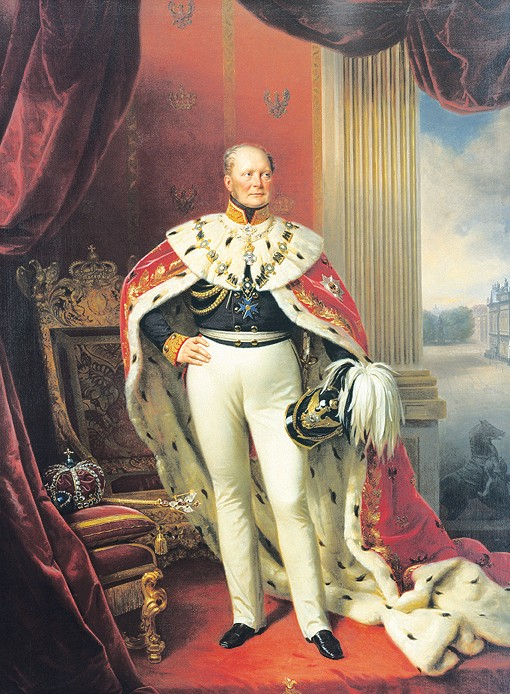
Friedrich Wilhelm IV. von Preußen, 1847, Künstler unbekannt

### Die Revolution von 1848/1849
Der Sturz der französischen Julimonarchie vom 24. Februar 1848 leitete in ganz Europa eine revolutionäre Bewegung ein. Die erste Reaktion Friedrich Wilhelms IV. bestand darin, an Königin Victoria von Großbritannien, Zar Nikolaus I. und den österreichischen Staatskanzler Metternich zu schreiben. Ihnen schlug er einen Bund der Solidarität vor. Der König entsandte zudem seine Vertrauten Leopold von Gerlach nach Kopenhagen und Joseph von Radowitz nach Wien, um eine Zusammenarbeit mit den dortigen Höfen zu vertiefen. Als zweites rief der König zu einem Kongress der deutschen Staaten auf. Radowitz handelte mit Metternich aus, dass der Kongress am 25. März in Dresden tagen sollte. Durch die Diskussion einer Reform des Deutschen Bundes sollten die revolutionären Gefühle der Bevölkerung beschwichtigt werden. Bevor Friedrich Wilhelm IV. seine Pläne jedoch umsetzen konnte, wurde er von den Ereignissen der Revolution überrollt. Die Nachricht vom Rücktritt des österreichischen Staatskanzlers Klemens Wenzel Lothar von Metternich aufgrund von Protesten in Wien erreichte den preußischen König am Folgetag, dem 14. März 1848. In einem Brief teilte Friedrich Wilhelm IV. Metternich seine Empörung über die Revolution im Kaisertum Österreich mit:

„Wer riefe nicht aus: Welch ein Mann [gemeint: Metternich]! und welche Zeit, die den Mann nicht verträgt!“

#### Berliner Barrikadenaufstand (18.–19. März 1848)

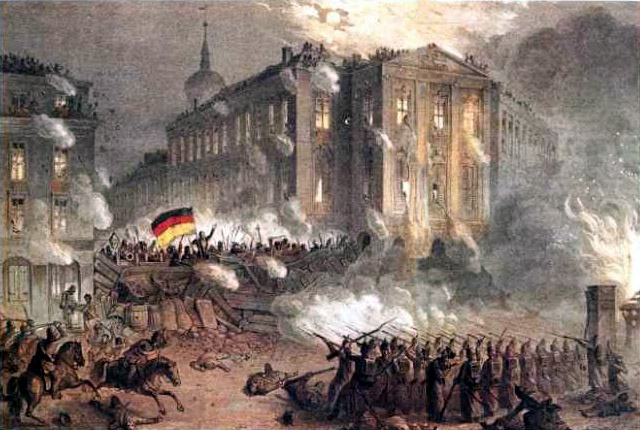
Berliner Barrikadenaufstand am Alexanderplatz

Die Kämpfe waren selbst im Berliner Schloss zu hören und sollen, so legen es eine Reihe von Tagebucheinträgen aus dem direkten Umfeld des Monarchen nahe, den König angeblich an den Rand eines Nervenzusammenbruchs gebracht haben. Diese Einschätzung ist in der Forschung jedoch umstritten. In einem Tagebucheintrag notierte der monarchietreue Diplomat und Chronist Karl August Varnhagen von Ense: „In der Nacht zum 19. (März), als die Sachen immer schlechter wurden und ganz verzweifelt schienen, fiel der König einmal rücklings in seinen Lehnstuhl, hob Augen und Hände zum Himmel und rief weinend: O Gott, O Gott, hast du mich denn ganz verlassen.“ Der Historiker David E. Barclay hält einen Nervenzusammenbruch des Königs dagegen für eher unwahrscheinlich. Gewiss sei der König in diesen Stunden von zahllosen Beratern, Offizieren, Hofbeamten, Professoren und Lokalpolitikern zu unterschiedlichsten Entscheidungen gedrängt worden, aber er habe – so Barclay – dabei mehr Selbstbeherrschung und Ruhe bewiesen als Prinz Wilhelm oder der Staatskanzler Ernst von Bodelschwingh der Ältere.
Obwohl der Berliner Barrikadenkampf mit 300 toten Demonstranten zu den verlustreichsten Unruhen der Märzrevolution gehörte, wies der König jede Verantwortung von sich und verbreitete im Manifest „An meine lieben Berliner“ stattdessen das Gerücht einer ausländischen Verschwörung: „Eine Rotte Bösewichter, meist aus Fremden bestehend, […] sind so die gräulichen Urheber von Blutvergießen geworden“.
Die heutige Geschichtsforschung gesteht einer solchen Schuldzuweisung keinerlei Bedeutung zu. Friedrich Wilhelms Briefwechsel mit Christian Karl Josias von Bunsen, dem preußischen Botschafter in London, belegt jedoch, dass der König die Situation als Putsch oder Verschwörung, nicht aber als Revolution einstufte. Der König behauptete in den Briefen, dass für den Barrikadenkampf schon Wochen vorher „allergräßlichstes Gesinde“, 10 000 bis 20 000 Mann, planmäßig nach Berlin gebracht worden seien und bis zum „großen Tage“ vor der Polizei verborgen gehalten worden seien. Er wollte nicht wahrhaben, dass sein eigenes Volk gegen seine Politik protestierte.

#### National-liberaler Kurswechsel

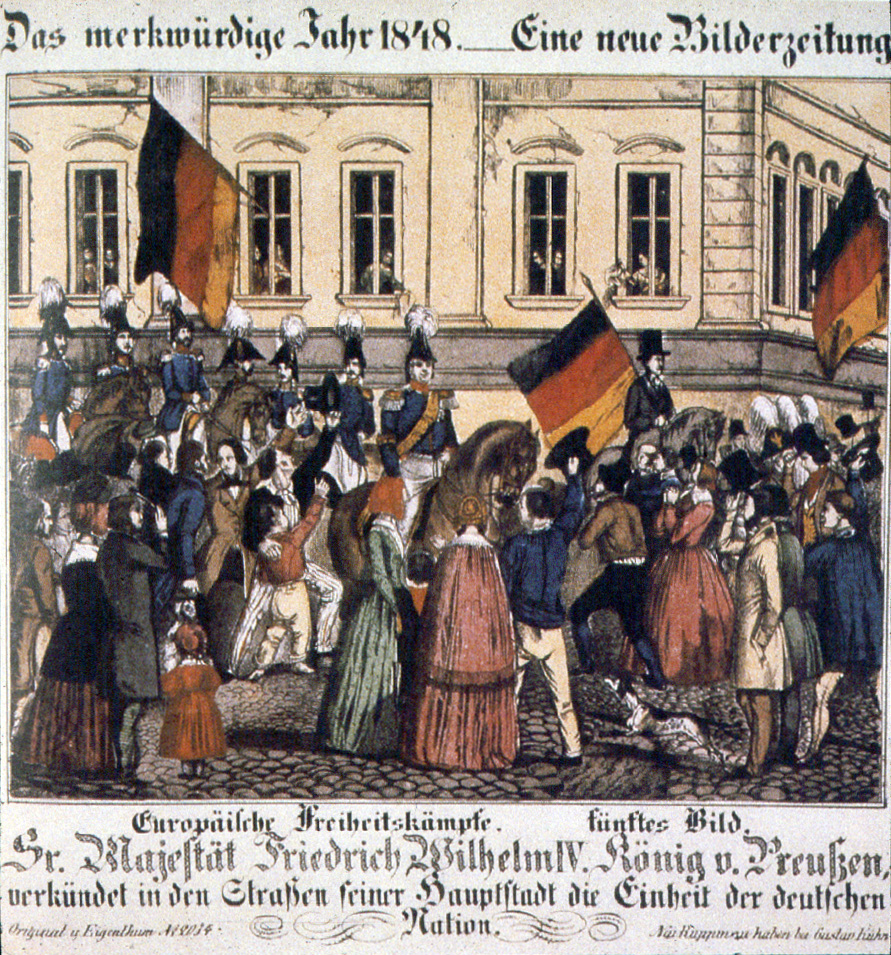
Der Ritt Friedrich Wilhelms IV. durch Berlin am 21. März 1848

Am 21. März 1848 leitete der König bzw. seine Kamarilla einen scheinbaren Kurswechsel ein, in dem sich Friedrich Wilhelm IV. an die Spitze der Revolution stellte. Der König gab bekannt, dass er die Bildung eines gesamtdeutschen Parlamentes unterstützen würde. In Wahrheit fehlte es ihm an Mitteln, eine von der Bürgerbewegung unabhängige Politik zu betreiben. So ritt der König am 21. März 1848 mit einer schwarz-rot-goldenen Armbinde durch die Stadt. Von einem in Zivil gekleideten Offizier ließ er zusätzlich eine schwarz-rot-goldene Fahne voraus tragen. Immer wieder hielt der König an, um in improvisierten Reden seine angebliche Unterstützung für eine deutsche Einheit zu beteuern.
Insgeheim schrieb er am 22. März 1848 seinem Bruder, dem Prinzen von Preußen:

„Die Reichsfarben musste ich gestern freiwillig aufstecken, um Alles zu retten. Ist der Wurf gelungen […], so lege ich sie wieder ab!“

Demzufolge war Friedrich Wilhelm von Anfang an entschlossen, bei veränderten Kräfteverhältnissen der Revolution durch eine Gegenrevolution zu begegnen. In neuen Veröffentlichungen (zum Beispiel von David Barclay und von Rüdiger Hachtmann) wird das wohlüberlegte Kalkül Friedrich Wilhelms in der Revolution hervorgehoben, das es ihm erlaubte, bei vorübergehendem Zurückweichen auf Dauer die absolutistische Macht zurückzugewinnen.

#### Regierung
Am 29. März 1848 setzte Friedrich Wilhelm IV. eine liberale Regierung um den Ministerpräsidenten Ludolf Camphausen und Finanzminister David Hansemann ein. Gleichsam als Gegenpol zur Regierung Camphausen gründete der König am 30. März 1848 mit dem „ministre occulte“ ein geheimes Nebenkabinett. Diese höfische Interessensgemeinschaft, zu der der General Leopold von Gerlach, dessen Bruder, Richter und Publizist Ernst Ludwig von Gerlach, der Gutsherr Ludwig von Massow, der General Ludwig Gustav von Thile und der Graf Anton zu Stolberg-Wernigerode gehörten, redete dem König seine kurzzeitigen Abdankungsideen aus. Eine Abdankung Friedrich Wilhelms IV. hätte ihnen jeden politischen Einfluss genommen. Das Wirken der „Kamarilla“ ist im Nachlass Ernst Ludwig von Gerlachs im Gerlach-Archiv an der Universität Erlangen-Nürnberg dokumentiert. Als Ideengeber der „Kamarilla“ wirkten die konservativen Theoretiker Heinrich Leo und Friedrich Julius Stahl, gegen Ende 1848 traten Otto von Bismarck und Hans-Hugo von Kleist-Retzow der Gruppe bei.

##### Preußische Nationalversammlung

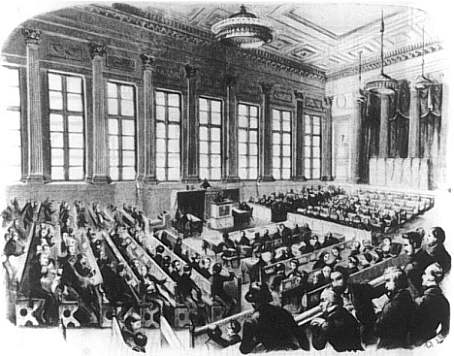
Sitzung der Preußischen Nationalversammlung in der Sing-Akademie zu Berlin 1848, Holzstich, veröffentlicht in der Illustrierten Zeitung

Der am 2. April 1848 von Friedrich Wilhelm einberufene zweite Vereinigte Landtag kündigte Wahlen an, aus denen eine Preußische Nationalversammlung hervorging. Am 22. Mai 1848 trat die Nationalversammlung im Weißen Saal des Berliner Schlosses zusammen. Einige Abgeordnete hatten das Gebäude der Singakademie, den Tagungsort der Versammlung, als Eröffnungsort verlangt. Friedrich Wilhelm IV. bestand jedoch darauf, dass die Abgeordneten bei ihm zu erscheinen hatten, nicht umgekehrt. Gegenüber der Berliner Nationalversammlung kündigte Friedrich Wilhelm IV. zwar die schriftliche Vorlage eines Verfassungsentwurfes an, der noch am gleichen Tag veröffentlicht wurde, doch die realen Machtverhältnisse sprachen weiterhin für eine dominierende Stellung des Königs im Staat. So sah der Verfassungsentwurf vor, dass Armee und Bürokratie dem König und nicht der Nationalversammlung verpflichtet waren. Friedrich Wilhelm IV. ließ den ihm ohnehin sehr entgegenkommenden Verfassungsentwurf bis Juni 1848 durch Revisionen weiter einschränken und seine Auffassung festschreiben, dass er „König von Gottes Gnaden“ sei und die Verfassung lediglich eine „Vereinbarung zwischen Krone und Volk“ darstelle. Ein Vorrang der Volkssouveränität gegenüber dem monarchischen Prinzip war damit nicht zustande gekommen.

##### Dänemark-Feldzug
Zur Deutschlandpolitik in dieser Phase siehe An mein Volk und an die deutsche Nation.

#### Gegenrevolution

##### Waffenstillstand von Malmö
Der unter preußischer Führung stehende Vorstoß der Bundestruppen bis Jütland rief Proteste seitens Großbritanniens und Russlands hervor. Beide Großmächte wollten die Zugänge zur Ostsee unter der Kontrolle Dänemarks erhalten wissen. Aus ihrer Sicht erschien die Großmacht Preußen oder gar ein mögliches geeintes Deutschland als Gefährdung des europäischen Mächtegleichgewichts. Wenn es die Kämpfe nicht einstellen würde, drohte Russland Preußen sogar mit einer militärischen Intervention. Unter dem Druck der Großmächte und mit schwedischer Vermittlung schloss Friedrich Wilhelm IV. – ohne Befragung der Frankfurter Nationalversammlung – am 26. August 1848 den Waffenstillstand von Malmö. Am 16. September 1848 stimmte die Mehrheit der Abgeordneten in Frankfurt am Main der Entscheidung Friedrich Wilhelms IV. zu. Der Waffenstillstand von Malmö wurde anerkannt, was der Nationalversammlung jedoch im ganzen deutschsprachigen Raum den Rückhalt breiter Bevölkerungsschichten kostete.

##### Ernennung von Graf Brandenburg

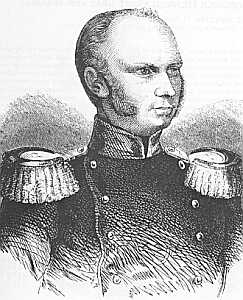
Der Preußische Ministerpräsident Friedrich Wilhelm von Brandenburg

Hatte in außenpolitischer Hinsicht die Schleswig-Holsteinische Erhebung einen Wendepunkt zu Gunsten Friedrich Wilhelms IV. bedeutet, so geschah dies in der Innenpolitik durch die Debatten der Preußischen Nationalversammlung. Nachdem sie am 20. Juni 1848 den Verfassungsentwurf der Regierung Camphausen abgelehnt hatte, begannen sich linke Kräfte immer deutlicher durchzusetzen. Der damit verbundenen Annäherung an die Berliner Volksbewegung entsprach auf der anderen Seite ein Bruch mit der Krone, der darin gipfelte, dass am 31. Oktober 1848 Adel, Titel und Orden abgeschafft werden sollten. Die Worte „von Gottes Gnaden“ wurden bereits am 12. Oktober 1848 aus dem Dokument gestrichen und damit das Gottesgnadentum des Königs offen in Frage gestellt. Friedrich Wilhelm IV. sah sich zu einem politischen Gegenschlag gezwungen. Am 1. November 1848 ernannte der König seinen Onkel Friedrich Wilhelm von Brandenburg, einen nicht ehelichen Sohn König Friedrich Wilhelms II., zum preußischen Ministerpräsidenten. Der Graf von Brandenburg stammte aus dem konservativen Militärlager. Anders als vorherige Ministerpräsidenten der Revolutionszeit stand Brandenburg dem König näher als der Preußischen Nationalversammlung.
Die Preußische Nationalversammlung protestierte gegen die Einsetzung Brandenburgs und schickte am 2. November 1848 25 Deputierte zum König. Der Monarch zeigte sich darüber wenig beeindruckt und brach die Audienz ab, nachdem die Abgeordneten ihre Bitte verlesen hatten. Bei dieser Gelegenheit soll der Arzt Johann Jacoby dem König den in Preußen berühmt gewordenen Satz zugerufen haben: „Das ist das Unglück der Könige, daß sie die Wahrheit nicht hören wollen“.

##### Ende der Nationalversammlung und oktroyierte Verfassung

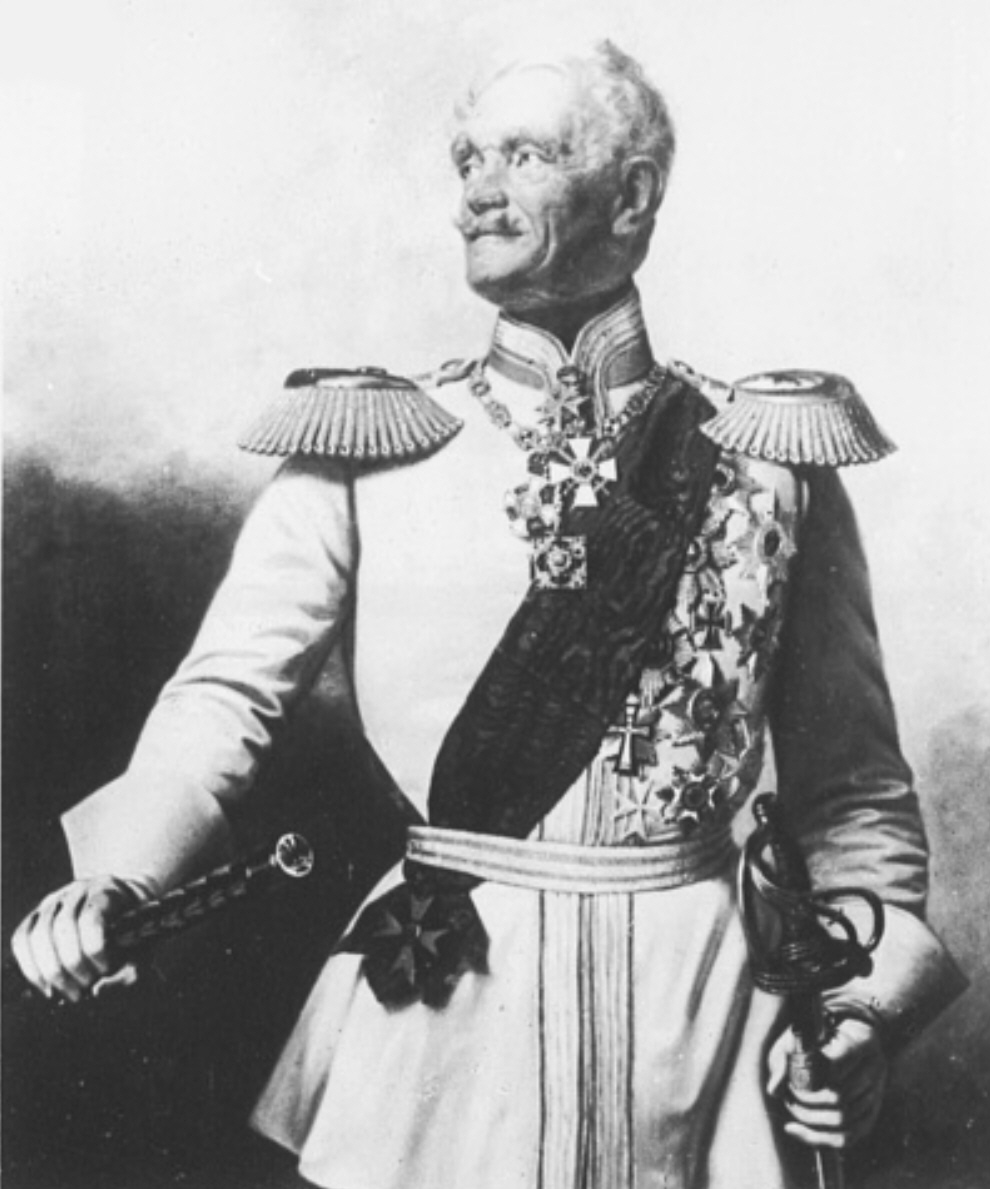
Berliner Oberkommandant: Friedrich von Wrangel

Unter dem Vorwand, die Preußische Nationalversammlung dem Druck der Berliner Straße zu entziehen, ließ der König durch die Verordnung vom 9. November 1848, die Abgeordneten nach Brandenburg an der Havel verlegen und bis zum 27. November 1848 vertagen. Nur wenige Stunden später trat Graf Brandenburg vor die Abgeordneten der Nationalversammlung und verkündete die königliche Verordnung. Die Mehrheit der Abgeordneten wollten sich nicht beugen, doch der König ließ am frühen Nachmittag des 10. November 1848 General Friedrich von Wrangel an der Spitze von 13.000 Soldaten und sechzig Geschützen durch das Brandenburger Tor einmarschieren. Die Soldaten beendeten die Sitzung der Nationalversammlung. Dieses Vorgehen sah, wie der Historiker Heinrich August Winkler schreibt, „einem Staatsstreich zum Verwechseln ähnlich“. Auf Widerstand traf Wrangel nicht. Dies hing mit einer Revolutionsenttäuschung der Handwerker und Industriearbeiter zusammen. An ihrer wirtschaftlichen Not hatte die Revolution nichts geändert, was zu vereinzelten Ausschreitungen wie dem Berliner Zeughaussturm vom 14. Juni 1848 geführt hatte. Obwohl die bürgerliche Mittel- und Oberschicht mit Handwerkern und Industriearbeitern durchaus sympathisierte, wollte sie keine gewaltsame soziale Umwälzung tolerieren; sie schlug sich stattdessen auf die Seite des Königs. Am 13. November 1848 wurde die Berliner Bürgerwehr entwaffnet.
Am 5. Dezember 1848 ließ der König zuerst die Preußische Nationalversammlung in Brandenburg an der Havel auflösen und erließ dann eine Verfassung. Auf diese Weise konnte die aufgelöste Nationalversammlung die vom König oktroyierte Verfassung nicht mehr per Abstimmung anfechten. Friedrich Wilhelm IV. lehnte es innerlich zwar ab, überhaupt eine Verfassung einzuführen, doch die Mehrheit seines Ministeriums drängte ihn zu einem solchen Schritt, um neu aufflammenden Protesten vorzubeugen. Preußen wandelte sich damit zu einer sogenannten konstitutionellen Monarchie, die es bis 1918 blieb. Die preußische Verfassung sah zwar ein frei gewähltes Parlament vor, beließ die Macht aber größtenteils beim Monarchen. Das Militär blieb einzig und allein dem König unterstellt. Friedrich Wilhelm IV. erhielt ein absolutes Vetorecht, mit dem er Beschlüsse des Parlamentes blockieren konnte. Vor allem schrieb die Verfassung vor, dass sie durch „zu berufende Kammern einer Revision unterworfen“ sei. Damit war die Erwartung verknüpft, dass eine konservative Mehrheit im vorgesehenen Zwei-Kammern-Parlament in Zukunft Abänderungen der Verfassung zu Gunsten des Königs beschließen konnte.

##### Kaiserwahl

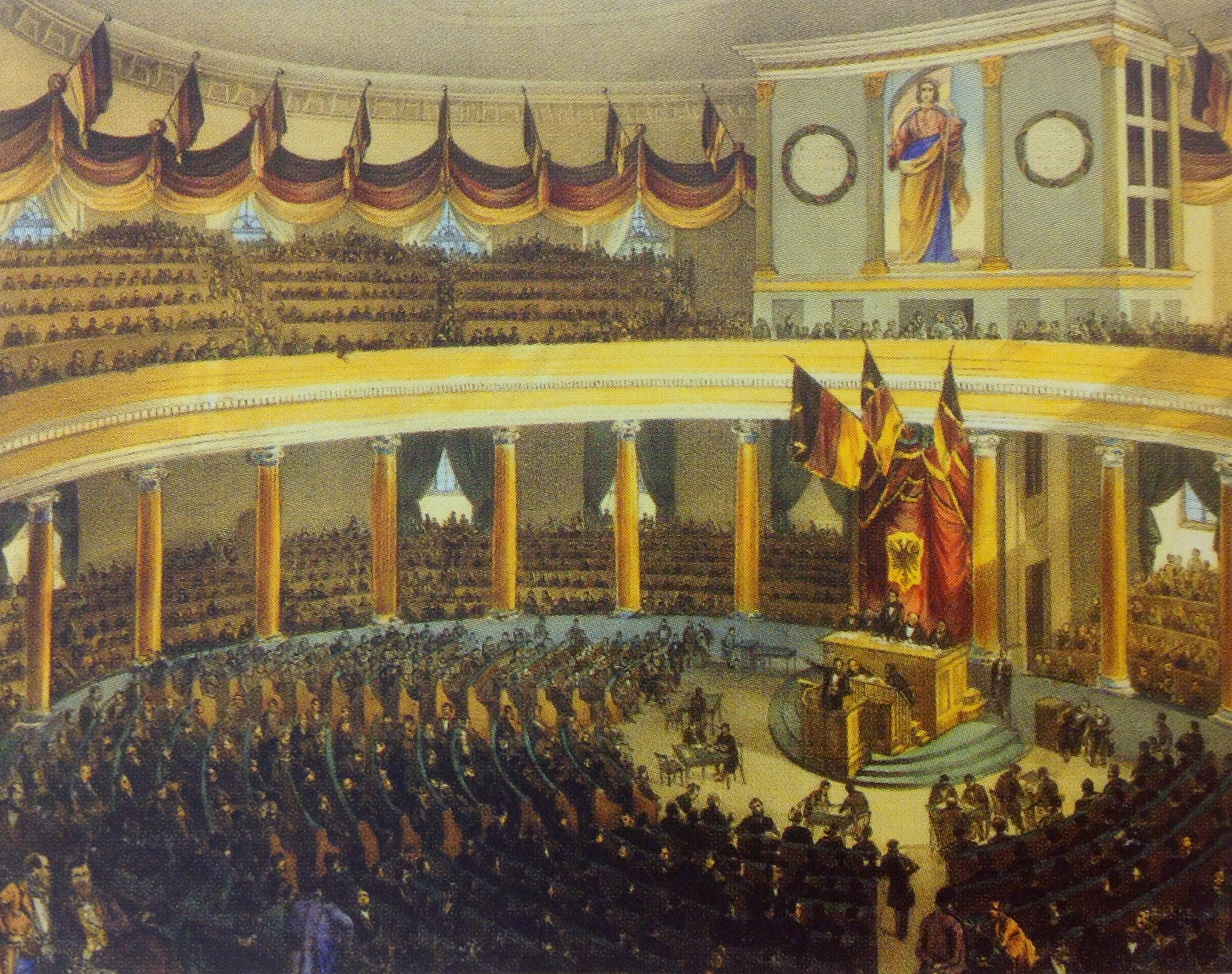
Nationalversammlung in der Paulskirche in Frankfurt am Main

Friedrich Wilhelm IV. entzog der Revolution jedoch nicht nur auf preußischer, sondern auch auf gesamtdeutscher Ebene den Boden: Das Ziel der Frankfurter Nationalversammlung bestand in der Gründung eines deutschen Nationalstaates. An seiner Spitze, so sah es die am 28. März 1849 verabschiedete Verfassung vor, sollte ein „Kaiser der Deutschen“ stehen. Zu diesem Zeitpunkt kam dafür der Habsburger Franz Joseph I. von Österreich im Unterschied zu Friedrich Wilhelm IV. nicht mehr in Frage. Bereits am 27. November 1848 hatte der österreichische Ministerpräsident Fürst Felix zu Schwarzenberg angekündigt, dass der habsburgische Vielvölkerstaat eine unteilbare politische Einheit darstelle. Dies war unvereinbar mit Artikel 2 der Paulskirchenverfassung vom 28. März 1849, in der es hieß:

„Hat ein deutsches Land mit einem nichtdeutschen Lande dasselbe Staatsoberhaupt, so soll das deutsche Land eine von dem nichtdeutschen Land getrennte eigene Verfassung, Regierung und Verwaltung haben. In die Regierung und Verwaltung des deutschen Landes dürfen nur deutsche Staatsbürger berufen werden.“

In Preußen setzte sich die Bevölkerung anders als in der Habsburger-Monarchie hauptsächlich aus einer deutschsprachigen Bevölkerung zusammen. Aus diesem Grund wählte die Frankfurter Nationalversammlung am 28. März 1849 Friedrich Wilhelm IV. zum „Kaiser der Deutschen“. Die so propagierte kleindeutsche Lösung hätte Österreich aus dem deutschen Staat gedrängt.

##### Ablehnung der Kaiserwürde
Am 3. April 1849 trug die Kaiserdeputation der Frankfurter Nationalversammlung dem König die Kaiserkrone an. Die Kaiserdeputation wurde dabei nur durch den Lieferanteneingang in das Schloss eingelassen. Friedrich Wilhelm IV. verlas eine vom Ministerpräsidenten Brandenburg verfasste Rede, die eine bedingte Annahme der Krone intendieren sollte, akzentuierte den Text allerdings derart, dass die Kaiserdeputierten eine Ablehnung herauslesen mussten. Gegenüber einem engen Vertrauten rechtfertigte sich der König später brieflich wie folgt:

„Ich nehme die Krone nicht an. […] Alle Minister wissen es, aber sie glauben, ich heuchle. Und ich kann Gott zum Zeugen anrufen, daß ich es nicht will, und zwar aus dem einfachen Grunde, weil Österreich aus Teutschland dann scheidet.“

Der Ausschluss Österreichs hätte die Vision Friedrich Wilhelms IV. von der Erneuerung eines Heiligen Römischen Reiches deutscher Nation endgültig zunichtegemacht, da Österreich für Jahrhunderte Teil dieses Reiches gewesen war. Eine Annahme der Kaiserwürde hätte zudem eine offene außenpolitische Brüskierung Österreichs bedeutet und damit wahrscheinlich Krieg heraufbeschworen. Noch wichtiger war, dass die Kaiserwürde nach Ansicht des Königs wie bis 1806 nur von den Fürsten bzw. einem Kurfürstenkollegium vergeben werden durfte. Als Vertreter des monarchischen Legitimationsprinzips verabscheute er den Gedanken eines einseitigen Griffs nach der Macht, der die historischen Rechte der anderen deutschen Monarchen verletzt hätte. Die von Volksvertretern angebotene Krone war für Friedrich Wilhelm, der in seinem monarchischen Selbstbild vom traditionellen Gedanken des Gottesgnadentums ausging und die Idee der Volkssouveränität ablehnte, unannehmbar. In einem Brief vom 13. Dezember 1848 hatte Friedrich Wilhelm IV. gegenüber dem preußischen Botschafter in England, Christian Karl Josias Freiherr von Bunsen, angedeutet:

„Einen solchen imaginären Reif (gemeint: die Krone der Frankfurter Nationalversammlung) aus Dreck und Letten (d. h. Ton) gebacken soll ein legitimer König von Preußen sich gefallen lassen? […] Ich sage es Ihnen rundheraus: Soll die tausendjährige Krone deutscher Nation, die 42 Jahre geruht hat, wieder einmal vergeben werden, so bin ich es und meinesgleichen, die sie vergeben werden.“

Der König hielt die freiwillige Zustimmung der Fürsten und Freien Städte für unabdingbar, die Wahl durch die Volksvertreter hingegen nur für eine wünschenswerte Ergänzung. Intern hatte er seine persönliche Ablehnung damit begründet, er wolle keine „Krone aus der Gosse“ akzeptieren, wobei er diese Krone in einem Brief an König Ernst August I. von Hannover als „Hundehalsband“ titulierte, die ihn an die Verfassung der Nationalversammlung fesseln würde.

##### Einführung des Dreiklassenwahlrechts
Die Ablehnung der Kaiserwürde durch Friedrich Wilhelm IV. verursachte in weiten Teilen Deutschlands heftige Proteste, die unter dem Begriff der Reichsverfassungskampagne zusammengefasst werden. Dieser Stimmung schloss sich die von der oktroyierten preußischen Verfassung vorgesehene Zweite Kammer des Parlamentes an. Aus ihr ging das spätere Preußische Abgeordnetenhaus hervor. Die preußische Zweite Kammer erkannte am 21. April 1849 die Frankfurter Paulskirchenverfassung vom 28. März 1849 an. Möglich wurde dies aufgrund des allgemeinen Wahlrechts in Artikel 61 der preußischen Verfassung, wodurch sich liberale und demokratische Kräfte durchsetzten. Da dies unvereinbar mit den Machtansprüchen des Königs war, löste er die Zweite Kammer am 27. April 1849 auf. Am 30. Mai 1849 führte er per Notverordnung das sogenannte Dreiklassenwahlrecht für die Zweite Kammer ein. Durch dieses ungleiche Zensuswahlrecht, das sich am Steuereinkommen orientierte, sollte sich dauerhaft eine konservative Mehrheit etablieren.

##### Dresdner Maiaufstand

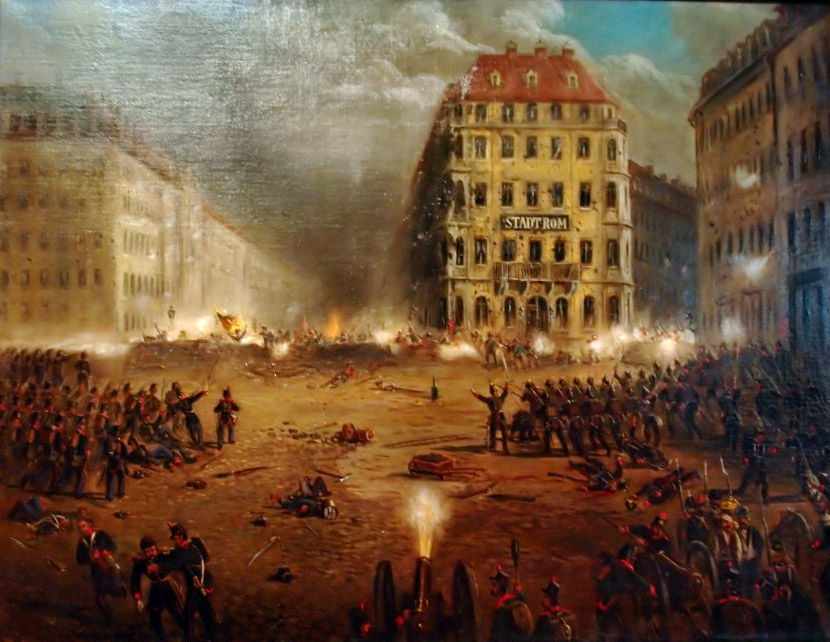
Preußischer Angriff auf die Barrikaden am Neumarkt im Zuge des Dresdner Maiaufstandes, Ölgemälde

Im Verständnis des Königs hatte die Revolution einen teuflischen Ursprung. Daher interpretierte Friedrich Wilhelm IV. seine Erfolge über die Revolution als Zeichen des göttlichen Beistandes. Aus seiner Sicht hatte ihn Gott dazu bestimmt, der Revolution nicht nur in Preußen, sondern in allen deutschen Einzelstaaten den Todesstoß zu versetzen. Womöglich, so das Kalkül des Königs, würden ihn die deutschen Fürsten als ihren Protektor anerkennen, was einen ersten Schritt zu einem erneuerten Heiligen Römischen Reich unter preußischer Führung bedeutet hätte.
Die Gelegenheit, sich als militärische Schutzmacht der Fürsten zu inszenieren, bot sich dem preußischen König im Königreich Sachsen, in der Pfalz und vor allem im Großherzogtum Baden an. In Sachsen hatte König Friedrich August II. durch sein Festhalten am „Nein“ zur Paulskirchenverfassung einen Sturm von Aufständischen auf das Zeughaus in Dresden hervorgerufen. Da sich wegen des Einsatzes der sächsischen Armee im Schleswig-Holsteinischen Krieg nur wenige Truppen in der Stadt befanden, rief am 3. Mai 1849 der sächsische Außenminister Friedrich Ferdinand Freiherr von Beust preußische Unterstützung zu Hilfe und der Dresdner Maiaufstand brach aus. Der sächsische König schrieb kurz vor seiner Flucht aus Dresden einen Brief an Friedrich Wilhelm IV., in dem er ihn dazu aufforderte, den Aufstand gewaltsam niederzuschlagen.
Friedrich Wilhelm schicke am 5. Mai 1849 preußische Truppen unter Oberst Friedrich von Waldersee nach Dresden, die die Stadt am 9. Mai 1849 unter ihre Kontrolle brachten. 700 Revolutionäre wurden gefangen genommen und 250 Aufständische bei den Kämpfen getötet.

##### Entstehung der Erfurter Union

Die Erfurter Union 1850 (gelb)

Die Niederschlagung des Aufstandes in Sachsen stärkte Preußens Verhandlungsposition, einen geeinten deutschen Bundesstaat der Fürsten unter preußischer Führung zu gründen. Der bereits am 22. April 1849 von Friedrich Wilhelm IV. zum Außenminister ernannte Joseph von Radowitz sollte dieses Ziel des Königs verwirklichen. Preußen sollte nach den Vorstellungen von Radowitz einer engeren Fürstenunion vorstehen, die wiederum durch eine weitere Fürstenunion lose mit Österreich verbunden bleiben sollte. Die seit den Befreiungskriegen engen Beziehungen Preußens zu Österreich, auf die Friedrich Wilhelm IV. wegen der gemeinsamen Abwehr von Revolutionen durch die Heilige Allianz bestand, wurden somit gelockert, aber nicht gekappt. Zudem sollte vor allem das monarchische Prinzip in dem angestrebten Nationalstaat verankert werden. Grundlage hierfür war das sogenannte Dreikönigsbündnis vom 26. Mai 1849 zwischen Preußen, dem Königreich Sachsen und dem Königreich Hannover. Darin verpflichteten sich die drei Monarchen für die Dauer eines Jahres, gemeinsam für die Verwirklichung einer konservativen Reichsverfassung zu wirken, die sich an dem preußischen Dreiklassenwahlrecht orientierte. Allerdings schlossen sich Ernst August I. von Hannover und Friedrich August II. von Sachsen den Forderungen des konstitutionellen Preußens nur solange an, wie das absolutistische Österreich mit Aufständen in Ungarn zu kämpfen hatte.

##### Baden-Feldzug

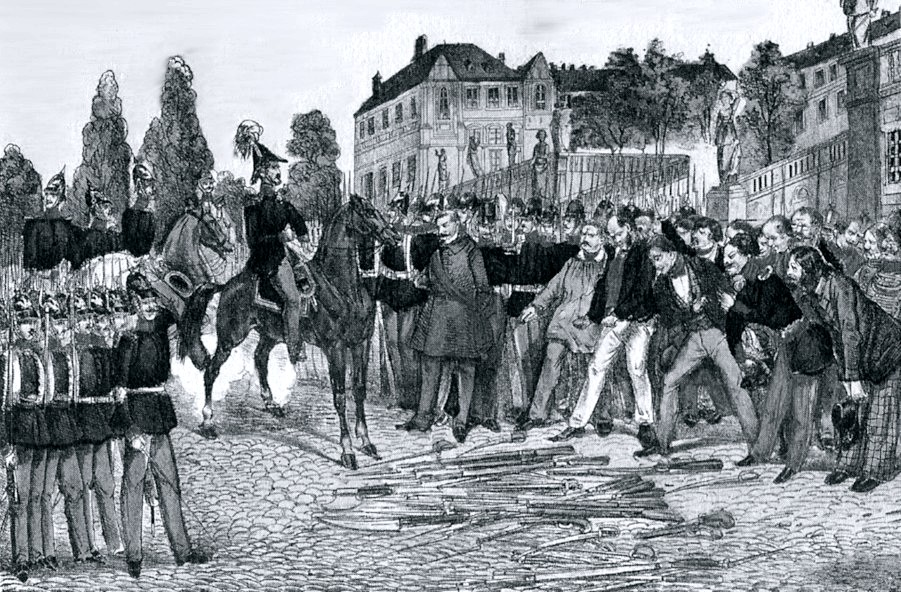
Ende der Revolution: Kapitulation der revolutionären Besatzung von Rastatt am 23. Juli 1849

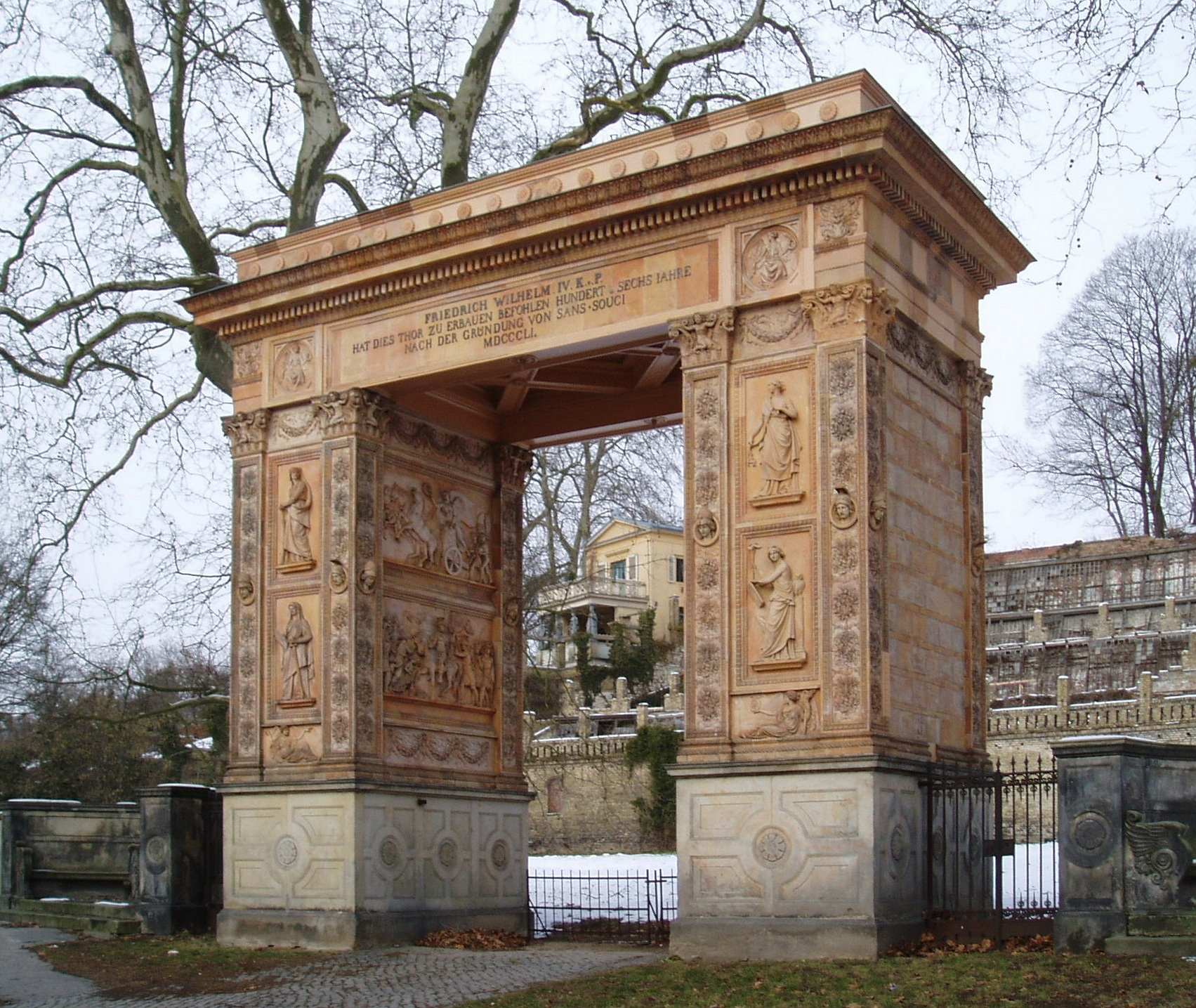
Symbol des Sieges über die Revolution: Das Triumphtor in Potsdam

Wie zuvor im Königreich Sachsen intervenierte Friedrich Wilhelm IV. auch gegen die Revolution im Großherzogtum Baden und der Pfalz (Bayern). Zwar hatte Großherzog Leopold von Baden die Verfassung der Paulskirche vom 28. März 1849 anerkannt, doch forderten die Revolutionäre den Rücktritt der Regierung, die sofortige Volksbewaffnung und Freilassung aller politischen Häftlinge. Diese Forderungen wurden vom Großherzog abgelehnt, woraufhin badische Soldaten der Bundesfestung Rastatt sich am 11. Mai 1849 weigerten, eingesperrte Revolutionäre weiterhin zu bewachen. Bald schloss sich dem Aufstand die Mehrheit der badischen Linientruppen an. Von regulären Soldaten unterstützt, wurde am 12. Mai 1849 in Offenburg eine Versammlung abgehalten, die sich für das Programm einer sozialen und demokratischen Republik aussprach. Am 13. Mai 1849 floh die Familie des Großherzogs Leopold und der Hofstaat aus Karlsruhe in die preußische Festung Ehrenbreitstein. Am 1. Juni 1849 wurde in Baden die Republik ausgerufen und damit die Monarchie als Staatsform kurzzeitig abgeschafft.
Am 10. Mai 1849 begann Friedrich Wilhelm IV. eigenhändig einen militärischen Operationsplan für die bayerische Pfalz und das Großherzogtum Baden zu entwerfen. Der König zeigte bereits hier den strategisch richtigen Gedanken, zuerst die bayerische Pfalz von Westen, von Saarbrücken her, zu sichern, dann bei Ludwigshafen über den Rhein zu gehen und von Norden aus Baden nach Süden zu besetzen.
Friedrich Wilhelm IV. schickte unter Führung des Prinzen von Preußen 20.000 Mann unter Moritz von Hirschfeld in die Pfalz und ebenso viele unter Karl von der Groeben nach Baden. Sie operierten gemeinsam mit dem 20.000 Mann starken Bundeskorps unter Eduard von Peucker. Der König kündigte am 14. Juni 1849 „jedem auf der falsche Seite“ kämpfenden Preußen die Todesstrafe an. Dies sollte zwei vormaligen preußischen Soldaten zum Verhängnis werden, darunter Maximilian Dortu. Moralisch durch die Niederlagen der Revolution in Frankreich und Ungarn angeschlagen, verlor die 45.000 Mann starke badische Revolutionsarmee mehrere Gefechte gegen die Übermacht. Teils zogen sich die badischen Truppen in die Festung Rastatt zurück, teils traten sie, von Hirschfeld verfolgt, bis zum 11. Juli in die Schweiz über oder ergaben sich. Die von Groeben isolierte Festung kapitulierte am 23. Juli 1849. Dieses Datum markiert das Ende der Deutschen Revolution von 1848/1849.
Friedrich Wilhelm IV. feierte auch architektonisch seinen Sieg über die Revolution: Er ließ neben Schloss Babelsberg, das dem Prinzen von Preußen gehörte, ein von August Kiß ausgeführtes Denkmal aufstellen, das den Erzengel Michael im Kampf mit dem „Lindwurm der Revolution“ zeigt. Die preußische Monarchie in Gestalt des Erzengels, so die Aussage des Denkmals, habe die gottgewollte Gesellschaftsordnung gegen den Angriff der Revolution, die Mächte des Bösen, verteidigt. Nördlich des Parks Sanssouci steht ein weiteres königliches Monument, das das Ende der Revolution zelebriert: Obwohl auf dem Fries des Potsdamer Triumphtors die Rückkehr römischer Soldaten erkennbar ist, so erinnert es doch an den badischen Feldzug der preußischen Armee, handelt es sich doch bei dem auf einem Pferd reitenden Feldherrn um den Prinzen von Preußen.

### Reaktionsära (1850–1858)

#### Eingliederung von Hohenzollern-Sigmaringen und Hohenzollern-Hechingen

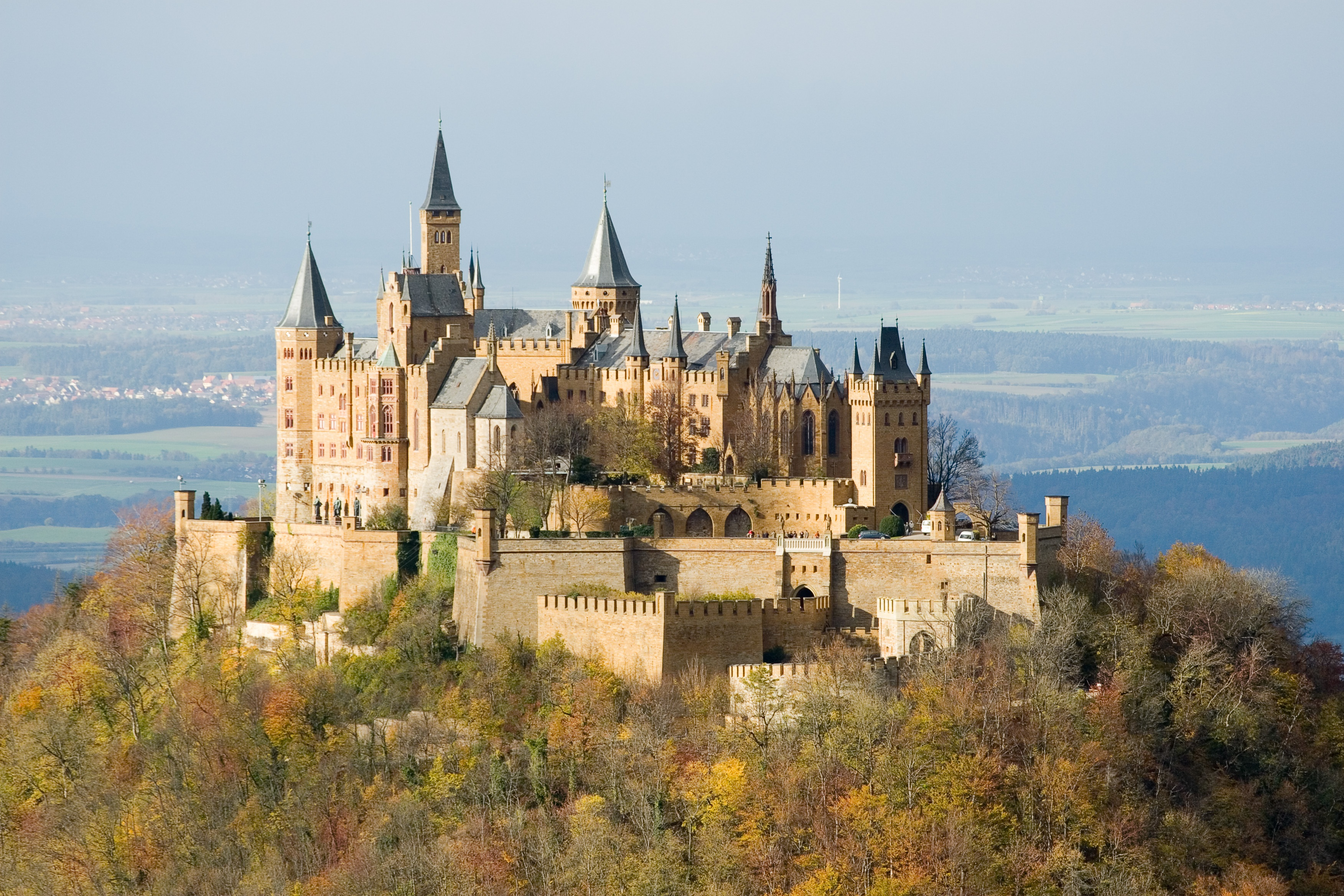
Der Stammsitz der Dynastie: Burg Hohenzollern

Nachdem preußische Truppen im Sommer 1849 im Fürstentum Hohenzollern-Hechingen revolutionäre Unruhen niedergeschlagen hatten, entsagte Fürst Konstantin von Hohenzollern-Hechingen, ein Vetter Friedrich Wilhelms IV., in einem Staatsvertrag den Rechten eines regierenden Fürsten zugunsten des Königs von Preußen. Im Gegenzug erhielt Konstantin eine Leibrente von 10.000 Talern und zog sich auf seine schlesischen Güter in Löwenberg zurück. Mit dem Fürstentum Hohenzollern-Hechingen waren 1850 das Stammland und die Stammburg der Hohenzollern preußisch geworden. Zwar hatte Friedrich Wilhelm IV. bereits 1846 mit dem Fürsten von Hohenzollern-Hechingen einen Wiederaufbau der Burg Hohenzollern vertraglich beschlossen, doch gab ihm der direkte Besitz der Burgruine neue Möglichkeiten. Unter dem Eindruck der Revolution von 1848/1849 ließ der König die Burg befestigen und mit einer Militärbesatzung versehen. Im Sommer 1851 nahm Friedrich Wilhelm IV. im Burghof die Huldigung von Vertretern der Hohenzollernschen Lande entgegen. 1850 wurde das Fürstentum Hohenzollern-Sigmaringen als Teil des süddeutschen Regierungsbezirks Hohenzollernsche Lande dem preußischen Staat angegliedert.

#### Inkrafttreten der Verfassung

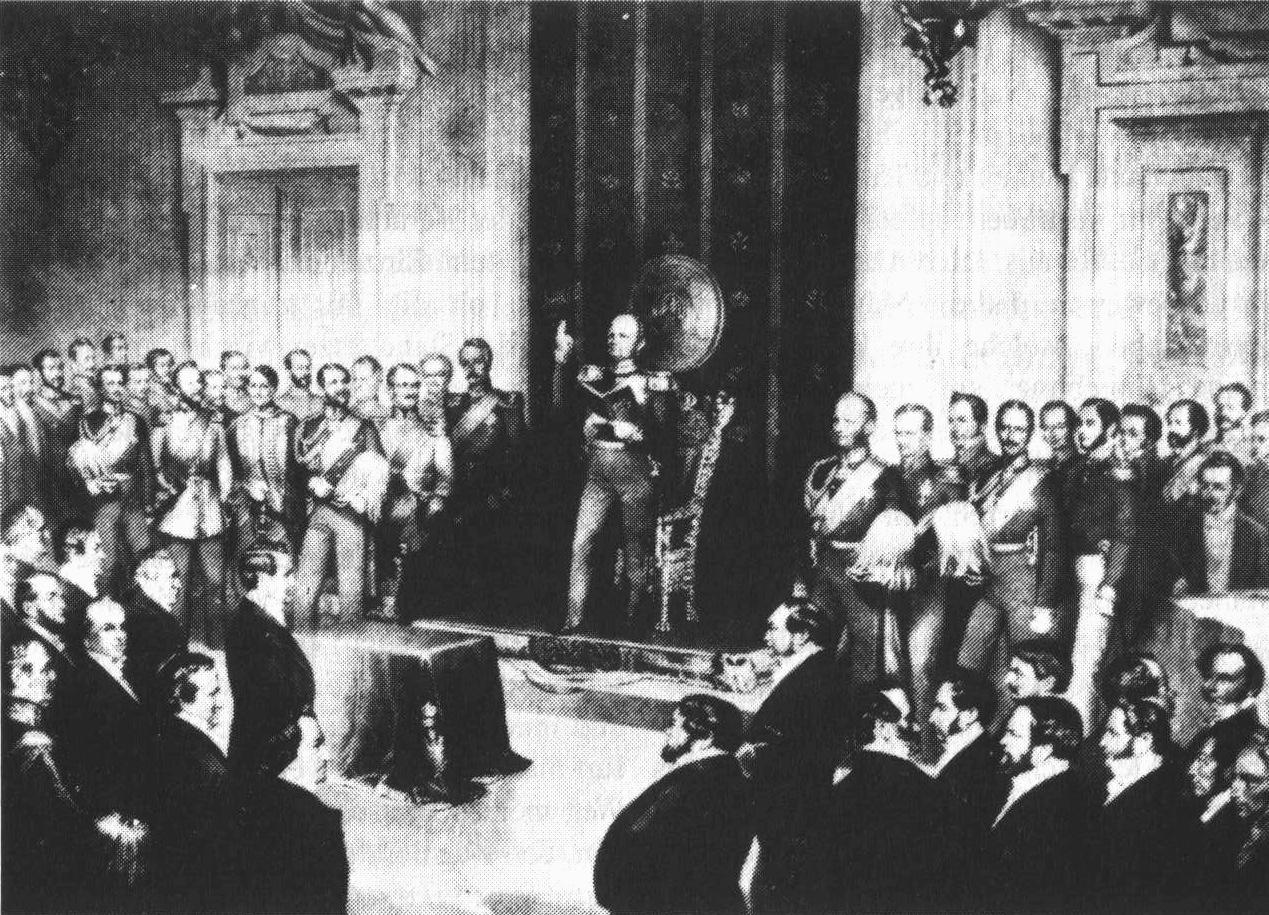
Friedrich Wilhelm IV. leistet am 6. Februar 1850 den Eid auf die Verfassung, Lithographie

Nach Einarbeitung zahlreicher Änderungswünsche wie des Dreiklassenwahlrechts und Vorbehaltsklauseln zu Gunsten der Krongewalt trat die revidierte Verfassung am 31. Januar 1850 in Kraft. Am 6. Februar 1850 leistete Friedrich Wilhelm IV. im Weißen Saal des Berliner Schlosses widerstrebend einen Eid auf die Verfassung. Obwohl ihn seine Kamarilla dazu drängte, die Verfassung komplett aufzuheben, wollte Friedrich Wilhelm IV. wegen religiöser und moralischer Skrupel keinen Wortbruch begehen. Gegenüber Kaiser Franz Joseph I., der die Verfassung in Österreich wieder abgeschafft hatte, begründete der preußische König seine Entscheidung wie folgt:

„Es ist geschehen (der Eid auf die Verfassung) und mein Wort ist heilig und ich brech’ es nicht.“

Tatsächlich erließ der König auf der Basis von Vorbehaltsklauseln der Verfassung zwischen 1852 und 1857 neun verfassungsändernde Gesetze, zu einem rechtlichen Verfassungsbruch von Seiten des Königs kam es dadurch nicht.
1853 beschloss der König die Erblichkeit eines Sitzes in dem nun geschaffenen „Herrenhaus“ für bestimmte Personen. Er behielt sich ebenso das Recht vor, einzelne Abgeordnete selbst zu bestimmen. Die Verfassung blieb bis zur Novemberrevolution 1918 gültig.
Friedrich Wilhelm IV. akzeptierte die Verfassung, die jedem seiner Nachfolger bei Gelegenheit der Inthronisation erneut zur Anerkennung vorgelegt werden musste. Im Geheimen forderte er in seinem Testament, dass bei dieser Vorlage der jeweilige Nachfolger verpflichtet sei, der Verfassung entgegen Artikel 54 die Anerkennung zu verweigern. Wilhelm I., Friedrich III. und Wilhelm II. leisteten jedoch verfassungsgemäß einen Eid. Kaiser Wilhelm II. vernichtete im Jahr 1888 sogar eigenhändig das Testament Friedrich Wilhelms IV., damit dieser Beleg mangelnder Verfassungstreue nicht erhalten blieb.

#### Scheitern der Erfurter Union
Da acht deutsche Einzelstaaten, darunter das Königreich Bayern und das Königreich Württemberg, sich von Anfang an nicht an der Erfurter Union beteiligten, verlor Friedrich Wilhelm IV. das Interesse an dem Projekt. Bis Winter 1849 zogen die Königreiche Hannover und Sachsen ihre Zustimmung zurück. Als Friedrich Wilhelm IV. am 9. Mai 1850 den Berliner Fürstentag eröffnete, zu dem er seine monarchischen Verbündeten einlud, gab er den Versammelten unmissverständlich zu verstehen, dass er selbst kaum Interesse an dem Bundesstaat hatte.

Friedrich Wilhelm IV. (um 1850)

Ein Grund für die Unentschlossenheit des Königs war die Rivalität zwischen dem preußischen Außenminister Joseph von Radowitz einerseits, der das Unionsprojekt vorantrieb, und den dem König nahestehenden Beratern und Ministern andererseits, die um ihren Einfluss auf den Monarchen bedacht waren. Die Uneinigkeit der preußischen Führung, die der König nicht bereit war zu beenden, blieb der österreichischen Regierung nicht verborgen. Durch ein hartes Vorgehen in der Außenpolitik glaubte der österreichische Ministerpräsident Felix Fürst zu Schwarzenberg den preußischen König so weit verunsichern zu können, dass er den Kreis der Unionsbefürworter um Joseph von Radowitz fallen lassen würde.
Im Gegensatz zu Preußen wollte Österreich den Deutschen Bund wiederherstellen und lehnte die Unionspläne Preußens ab. Vor allem Sachsen, Hannover, Bayern und Württemberg schlugen sich im sogenannten Vierkönigsbündnis auf die Seite Österreichs. Als Kurfürst Friedrich Wilhelm I. von Hessen-Kassel den Bundestag in Frankfurt am Main um militärische Hilfe gegen protestierende Untertanen bat (Kurhessischer Verfassungskonflikt), erkannte Österreich die Chance sein Einflussgebiet auszuweiten. Zwei Militärstraßen, die die westlichen und östlichen Provinzen Preußens miteinander verbanden, führten durch das Kurfürstentum Hessen. Die Besetzung Kurhessens durch bayerische Bundestruppen am 1. November 1850 nötigte Preußen, seine Unionspolitik aufzugeben. Am 5. November 1850 verlangte Österreich den Abzug preußischer Truppen von den kurhessischen Militärstraßen. Friedrich Wilhelm IV. befahl daraufhin am 6. November 1850 die volle Mobilmachung. Der König schwankte zwischen zwei Parteilagern. Das eine Lager, die Mehrheit der Regierung, hielt ihm vor, dass aus Gründen der Staatsräson ein Krieg mit Österreich unausweichlich sei. Das andere Lager, bestehend aus nur drei Ministern (Otto von Manteuffel, Leopold von Gerlach und Ludwig von Gerlach), erreichte dennoch sein Ziel.
Am 24. November 1850 stellte der österreichische Ministerpräsident Felix zu Schwarzenberg dem preußischen König ein Kriegsultimatum, indem er den Abzug aller preußischen Truppen binnen 48 Stunden aus Kurhessen forderte. Die preußische Königin Elisabeth, eine Tante von Kaiser Franz Joseph von Österreich, bat ihren Gemahl erfolgreich um ein Nachgeben. Der König solle Otto Theodor von Manteuffel nach Olmütz entsenden, um dort mit Schwarzenberg zu verhandeln. Kurz vor Ablaufen des Ultimatums stimmte der König dem zu. Radowitz trat zurück, womit das Kalkül Schwarzenbergs aufgegangen war. Mit den konservativen Unionsgegnern der preußischen Regierung konnte er den Deutschen Bund wiederherstellen, ohne dafür Krieg führen zu müssen. Die Olmützer Punktation vom 28. und 29. November 1850 ließ die Erfurter Union dementsprechend endgültig scheitern. In dem Abkommen von Olmütz erklärte sich Preußen zur Rückkehr in den Deutschen Bund bereit, ohne von Österreich eine rechtliche Gleichstellung bei der Leitung des Deutschen Bundes zugesichert zu bekommen.

#### Zweites Attentat (1850)
Als der König am 22. Mai 1850 aus den Königszimmern des Potsdamer Bahnhofs kam, um in einen Salonwagen nach Potsdam einzusteigen, schoss der ehemalige Garde-Feuerwerker Max Sefeloge aus nächster Nähe auf den König. Der König erlitt eine stark blutende Fleischwunde am rechten Arm, die nur langsam heilte. Der Attentäter wurde für den Rest seines Lebens in die Provinzial-Irrenanstalt Halle-Nietleben eingewiesen.

#### Jade-Vertrag (1853)

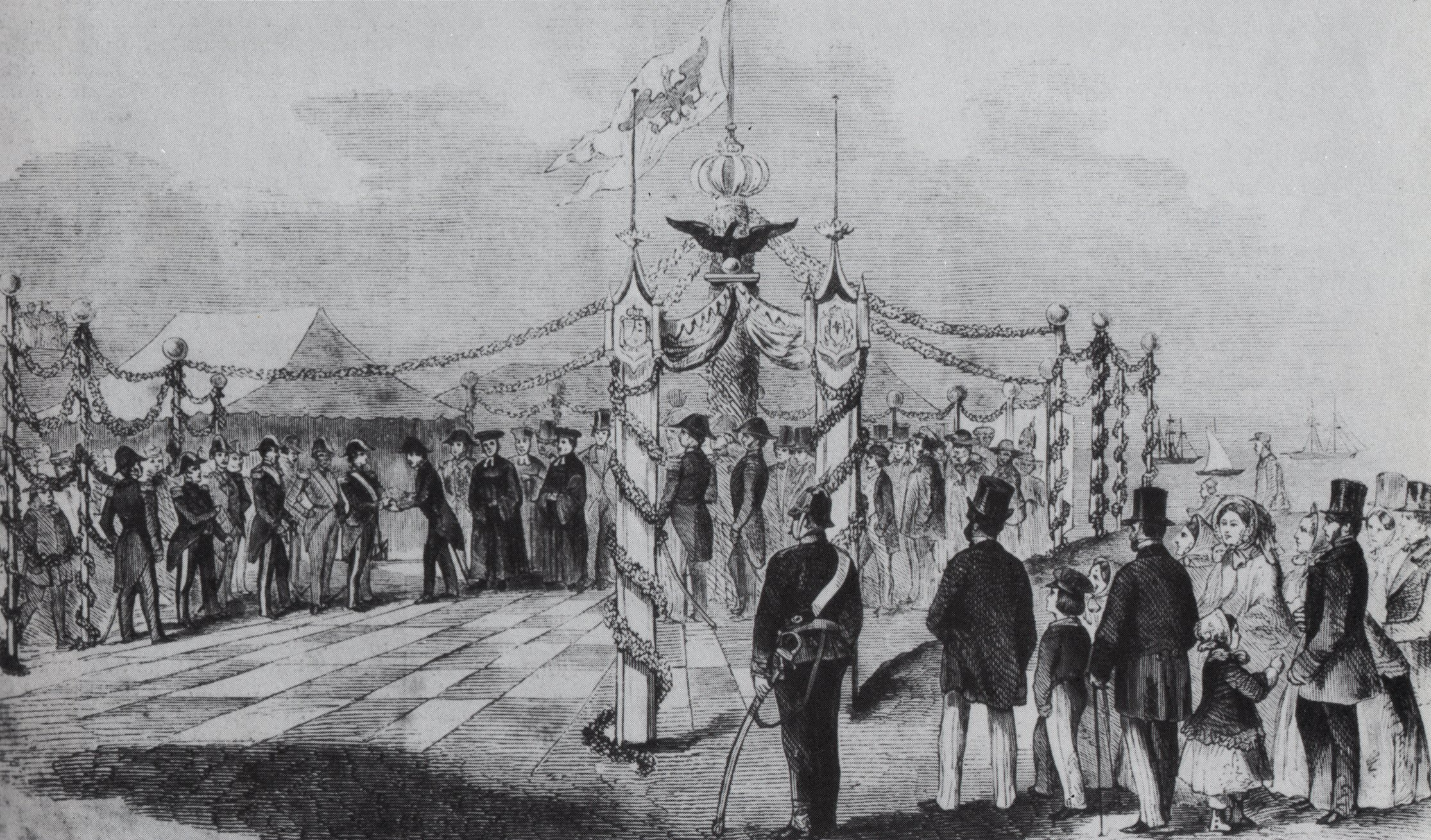
Feierliche Übernahme des Jadegebiets 1854 durch Preußen

Da Preußens Küste ausschließlich an der Ostsee lag und somit leicht blockiert werden konnte, drängte der marinebegeisterte Prinz Adalbert von Preußen, ein Vetter Friedrich Wilhelms IV., den König zum Bau eines preußischen Kriegshafens, aus dem sich die Stadt Wilhelmshaven entwickelte.
Im Jahr 1852 ließ Friedrich Wilhelm IV. zwei preußische Diplomaten nach Oldenburg reisen, die Verhandlungen über einen preußischen Landerwerb am Jadebusen führen sollten. Ergebnis war der Jade-Vertrag vom 20. Juli 1853, in dem sich das Großherzogtum Oldenburg gegen die Zahlung von 500.000 Talern bereit erklärte, 340 Hektar seines Territoriums an Preußen abzutreten. Dem preußischen Ministerpräsidenten von Manteuffel gelang es, Bedenken des Königs wegen des hohen finanziellen Aufwands zu zerstreuen. Am 25. September 1852 reiste Friedrich Wilhelm IV. nach Rastede, um sich dort mit dem Großherzog August von Oldenburg zu treffen. Dort erklärte sich der preußische Monarch einverstanden mit dem Jade-Vertrag und wünschte den schnellstmöglichen Beschluss. Mit seiner Kabinettsorder vom 25. Juni 1856 genehmigte der König die Baupläne der Marine-Hafenbaukommission.

#### Neutralität im Krimkrieg (1853–1856)

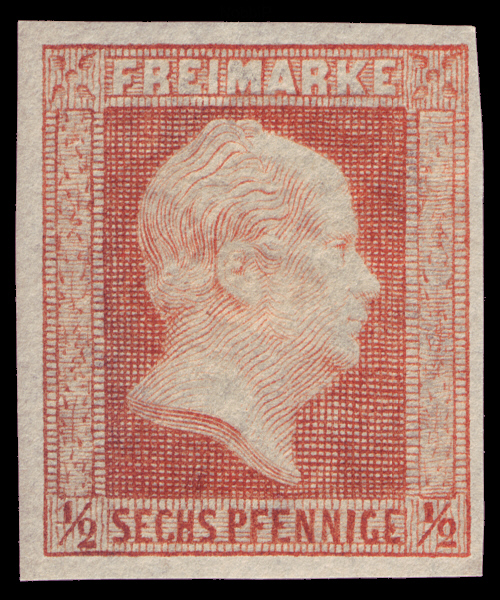
Friedrich Wilhelm IV. auf preußischer Briefmarke (1850)

Da die Pläne des Zaren, Russland einen direkten Zugang zum Mittelmeer zu verschaffen, das Gleichgewicht zwischen den fünf europäischen Großmächten gefährdete, traten das Zweite Französische Kaiserreich und Großbritannien am 28. März 1854 auf Seiten der Osmanen gegen das Zarenreich in den Krieg ein. Mit dieser Entwicklung geriet das Königreich Preußen unter außenpolitischen Druck. Einerseits war Friedrich Wilhelm durch die Heilige Allianz eng mit dem autoritär geführten und anti-revolutionären Zarenreich verbunden, andererseits fürchtete der König ein machtpolitisch zu stark werdendes Zarenreich an seiner Grenze. Am 27. Februar 1854 formulierte Friedrich Wilhelm IV. nach einigem Zögern seine Außenpolitik in einer Direktive wie folgt:

„Preußen soll in Neutralität verharren […]. Preußens Neutralität soll wirklich unbeteiligt, nicht hierhin, nicht dorthin neigend sein, aber selbstständig und selbstbewusst. […]“

Unvorhersehbar erwies sich die von Friedrich Wilhelm IV. verfolgte Neutralitätspolitik während des Krimkrieges im historischen Rückblick als überaus vorteilhaft für Preußen: Da das Kaisertum Österreich im Gegensatz zu Preußen Truppen an der russischen Grenze zusammenzog, blieben die Beziehungen zwischen Österreich und Russland so angespannt, dass Russland im Preußisch-Österreichischen Krieg von 1866 nicht zu Gunsten Österreichs intervenierte und so einen preußischen Sieg zuließ.

#### Neuenburger Frage (1856/1857)

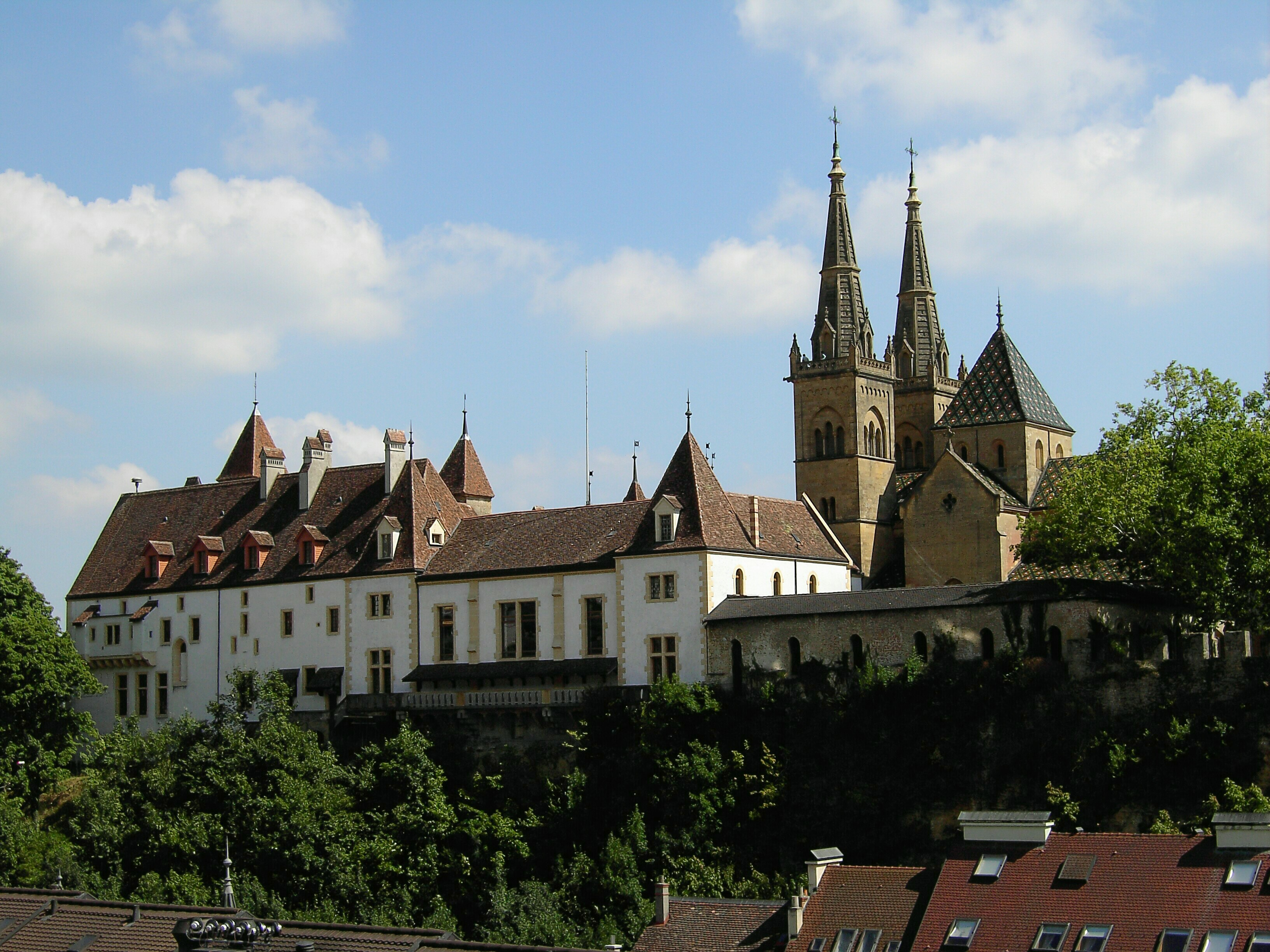
Anschlagsort der Royalisten: Schloss Neuenburg (Schweiz)

Eine weitere Krise der späten Regierungszeit Friedrich Wilhelms IV. wurde durch das Fürstentum Neuenburg ausgelöst. Das im Westen der Schweiz liegende Land gehörte seit 1717 zum Besitz der preußischen Hohenzollern-Dynastie und war zugleich seit dem Westfälischen Frieden von 1648 ein Teil der Schweiz. Die preußischen Könige regierten das Fürstentum durch Gouverneure, die sich nur selten in die inneren Angelegenheiten des Fürstentums einmischten. Mit dem Jahr 1848 war Neuenburg jedoch Teil einer demokratischen Republik geworden, die nicht mehr bereit war, die Rechte des preußischen Monarchen anzuerkennen. Im Londoner Protokoll von 1852 erkannten die europäischen Großmächte zwar Preußens rechtlichen Anspruch auf das Fürstentum an, halfen jedoch nicht aktiv bei dessen Durchsetzung, weshalb der König auf einen militärischen Einmarsch verzichtete.
Im Sommer 1856 kam der Oberstleutnant der Artillerie des ehemaligen Fürstentums Neuenburg, Graf Ludwig August von Pourtalès, nach Berlin, um sich von Friedrich Wilhelm IV. das Einverständnis für einen Putsch einzuholen, der die Rechte der Krone wiederherstellen sollte. Obwohl der König sich nicht mit ihm traf, zog der Graf aus einem Gespräch mit dem Prinzen von Preußen den Schluss, dass Friedrich Wilhelm IV. sein Vorgehen billigen würde. Am 2. September 1856 rebellierten schließlich Royalisten bzw. Königsanhänger gegen die demokratische Regierung des Kantons und besetzten strategisch wichtige Orte. Die republikanischen Milizen schlugen den Aufstand jedoch nieder. 667 Royalisten gerieten in Gefangenschaft, wogegen Friedrich Wilhelm IV. mit einer Teilmobilmachung protestierte. Es gelang ihm, den französischen Kaiser Napoleon III. als Vermittler zu gewinnen. Auf französischen Druck hin wurden die Hochverratsprozesse gegen die Royalisten eingestellt und die Königsanhänger freigelassen. Im Gegenzug erzwangen die Großmächte Großbritannien, Frankreich, Österreich und Russland, dass Friedrich Wilhelm IV. im Vertrag von Paris am 26. Mai 1857 auf Neuenburg verzichtete; nur den Titel eines Fürsten von Neuenburg durfte er behalten.

### Regierungsunfähigkeit (1858–1861)

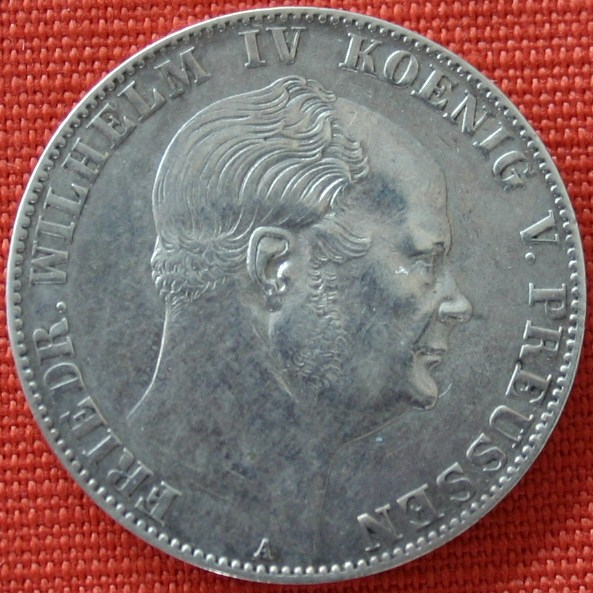
Letzte Talermünze mit dem Konterfei Friedrich Wilhelms IV. von 1860

In seinen letzten Jahren war der König von einer schweren Krankheit betroffen, deren Symptome aus der Perspektive des zeitgenössischen medizinischen Wissens es naheliegend erscheinen ließen, von einer „Geisteskrankheit“ zu sprechen. Dieser vor allem von dem Historiker Heinrich von Treitschke verbreitete Standpunkt gilt jedoch in der Forschung mittlerweile als überholt. Nach heutigem medizinischen Erkenntnisstand litt Friedrich Wilhelm an einer „cerebralen Gefäßerkrankung“, an einer „Gehirnarteriosklerose“, die „nicht als Geisteskrankheit“ bezeichnet werden könne. Allerdings müssen bereits vor den Schlaganfällen bzw. Lähmungen psychopathologische Auffälligkeiten eingetreten sein, sodass er sein Regierungsamt kaum noch führen konnte.
Ab dem 14. Juli 1857 erlitt Friedrich Wilhelm IV. mehrere Schlaganfälle, wodurch auch sein Sprachzentrum in Mitleidenschaft gezogen wurde. Nachdem die Stellvertretung durch den Prinzen von Preußen dreimal verlängert worden war, unterzeichnete der kranke König am 7. Oktober 1858 aufgrund eines Gutachtens der königlichen Leibärzte die Regentschaftsurkunde für den Prinzen von Preußen. Der „Allerhöchste Erlaß vom 7. Oktober 1858, betreffend die Aufforderung an Se. k. Hoheit den Prinzen von Preußen zur Uebernahme der Regentschaft“, enthielt formal die Möglichkeit einer Wiederaufnahme der Amtsgeschäfte:

„Eu. königliche Hoheit und Liebden haben Mir in dem seit Meiner Erkrankung verflossenen Jahre durch Meine Stellvertretung in den Regierungsgeschäften eine große Beruhigung gewährt, wofür Ich Ihnen auf das Innigste danke. Da Ich aber nach Gottes Rathschluß durch den Zustand Meiner Gesundheit jetzt noch verhindert bin, Mich den Regierungsgeschäften zu widmen, die Aerzte auch für den Winter Mir eine Reise nach südlicheren Gegenden verordnet haben, so ersuche Ich, bei dieser Meiner, immer noch fordauernden Verhinderung, die Regierung Selbst zu führen, Eu. königliche Hoheit und Liebden, so lange, bis Ich die Pflichten Meines königlichen Amtes wiederum Selbst werde erfüllen können, die königliche Gewalt in der alleinigen Verantwortlichkeit gegen Gott, nach bestem Wissen und Gewissen in Meinem Namen als Regent ausüben und hiernach die erforderlichen weiteren Anordnungen treffen zu wollen. Von den Angelegenheiten Meines königlichen Hauses behalte Ich diejenigen, welche Meine Person betreffen, Meiner eigenen Verfügung vor.“

Die Unterzeichnung der Regentschaftsurkunde läutete in Preußen die sogenannte Neue Ära ein, die de facto das Ende des Regierungskonzeptes Friedrich Wilhelms IV. bedeutete. Prinzregent Wilhelm entließ den reaktionären Ministerpräsidenten von Manteuffel und holte sich aus dem liberal-nationalen Lager Karl Anton von Hohenzollern-Sigmaringen. Er entließ die Höflinge, die zur Kamarilla Friedrich Wilhelms IV. gehört hatten. Das Königspaar brach am 12. Oktober 1858 zu einer längeren, winterlichen Italienreise auf. Unter anderem besuchte der König zweimal Papst Pius IX. und die Vatikanischen Museen.

### Tod und Bestattung

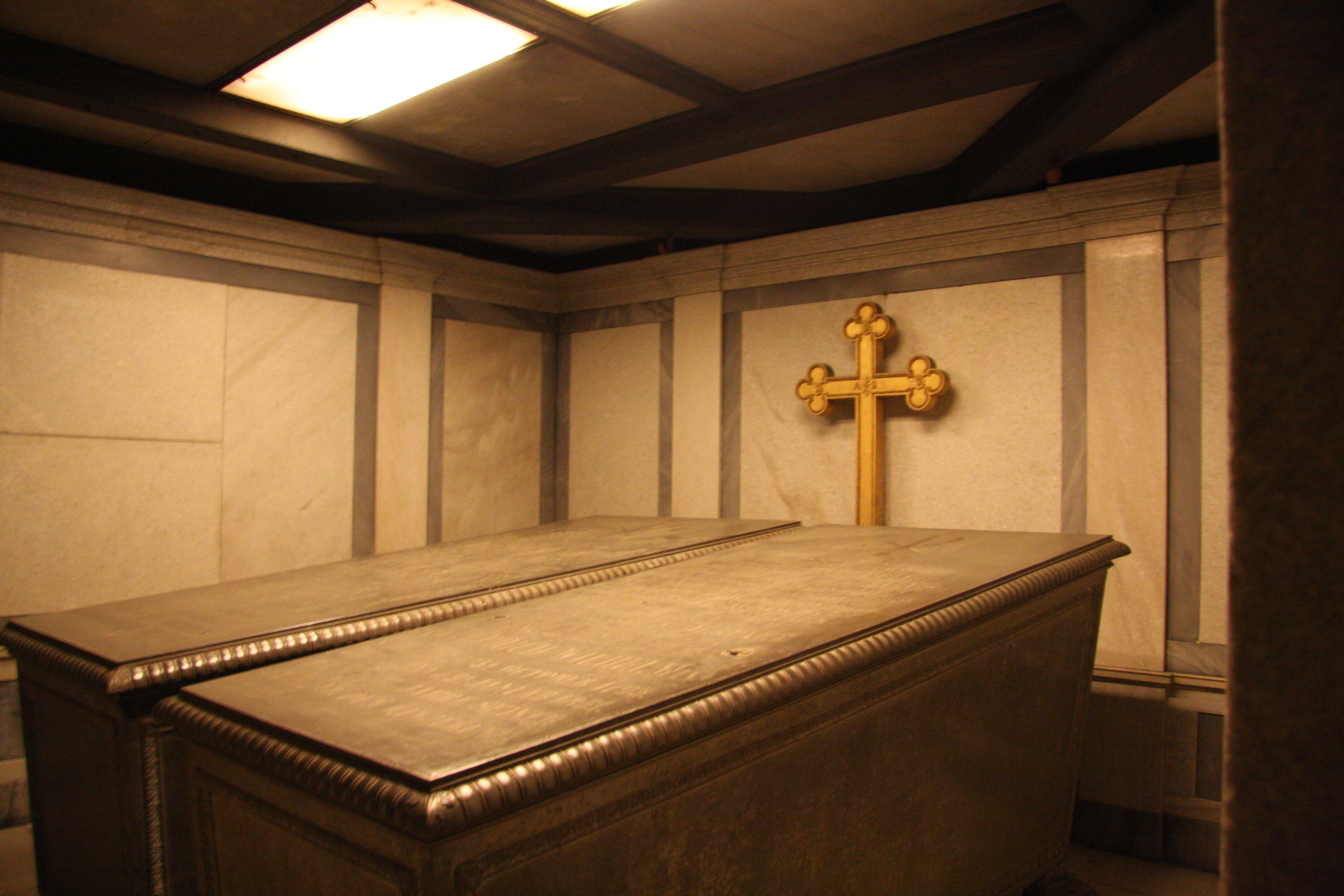
Die Gruft mit den Sarkophagen Friedrich Wilhelms und Elisabeths unterhalb des Altars der Potsdamer Friedenskirche

Über das Sterben des kranken Königs liegt das Zeugnis seines Flügeladjutanten Prinz Kraft zu Hohenlohe-Ingelfingen vor. Zu dessen Aufgaben gehörte die Benachrichtigung der nächsten Verwandten. Am 24. November 1859 erlitt der König einen Schlaganfall, der ihn linksseitig lähmte. Halb sitzend, halb liegend musste er fortan im Rollstuhl herumgefahren werden. Da er nicht mehr transportfähig war, blieb der Hof in Sanssouci. Am 4. November 1860 verlor er nach einem neuen Schlaganfall das Bewusstsein.
Der Prinz von Preußen ließ die gesamte königliche Familie benachrichtigen und reiste unverzüglich nach Potsdam. Die Vossische Zeitung berichtete, dass in Berlin bald keine Lokomotiven mehr zu bekommen seien, weil jeder aus dem Königshaus einen Extrazug nahm, um von dem Sterbenden Abschied zu nehmen. Prinz Friedrich Karl soll mit dem Schlitten nach Sanssouci gekommen sein. So vollzog sich der Tod des Monarchen fast öffentlich. Am 2. Januar 1861 setzte ein letzter Schlaganfall den Leiden des Königs im Schloss Sanssouci ein Ende. Der König wurde seinen testamentarischen Anweisungen von 1854 entsprechend in der Friedenskirche in Potsdam acht Tage nach seinem Tod bestattet, nachdem sein Herz dem Körper entnommen und an der Seite seiner Eltern im Mausoleum im Schlosspark Charlottenburg getrennt bestattet worden war.

## Kunst und Kultur

### Friedrich Wilhelm als Architekt

#### Einflüsse

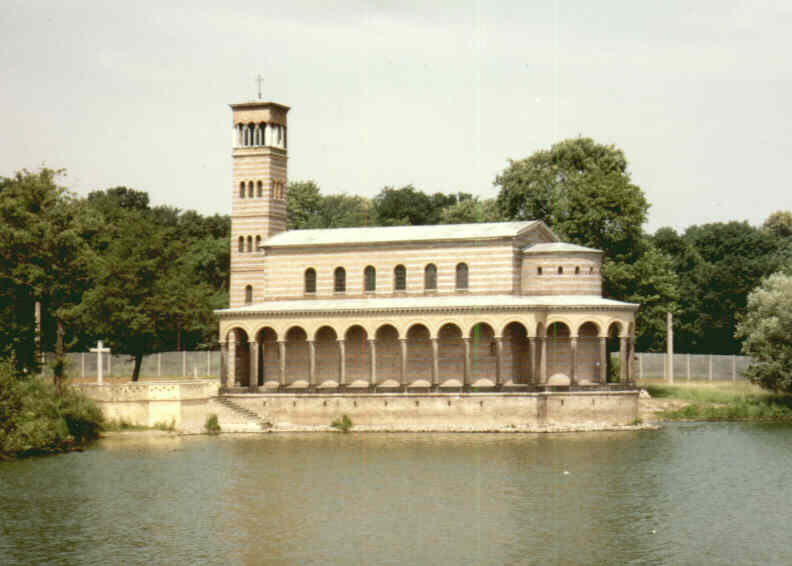
Heilandskirche Sacrow, erbaut nach Skizzen des Königs

Architektonische Anregungen erhielt Friedrich Wilhelm bereits als Kronprinz auf seiner Bildungsreise nach Italien. Die antike und mittelalterliche Baukunst Italiens, vor allem frühchristliche Sakralbauten, prägten zusammen mit der italienischen Renaissance die architektonischen Konzepte des späteren Königs entscheidend.
Über 7000 Seiten, die von Friedrich Wilhelm IV. mit Architekturskizzen versehen wurden, haben sich bis heute erhalten. Um diese architektonischen Visionen umzusetzen, war der König auf eine Reihe bedeutender Baumeister angewiesen. Zu nennen sind hier Karl Friedrich Schinkel, dessen Schüler Friedrich August Stüler, Ludwig Persius und Christian Daniel Rauch, deren architektonisches Schaffen eine kongeniale Ergänzung in den Arbeiten an den großen Parkanlagen durch Peter Joseph Lenné und Hermann von Pückler-Muskau fand.
Die königlichen Skizzen waren nicht nur Traumbilder, sondern ideologische Abbilder eines monarchischen Projektes. Bauwerke sollten Zweckobjekte sein und zur Verherrlichung der antirevolutionären Politik beitragen. Auf diese Weise ermöglichen die Zeichnungen Einblicke in die politische Vorstellungswelt Friedrich Wilhelms IV.

#### Potsdam
Die Bauten unter Mitwirkung oder Förderung des Königs lagen mit Ausnahme des Neuen Museums hauptsächlich außerhalb Berlins. Vor allem Potsdam, der einstige Wirkungsort Friedrichs des Großen, hatte eine große Anziehungskraft auf Friedrich Wilhelm IV. Seinen dynastischen Vorfahren verehrte der König, weil dieser Preußen zum einen zur Großmachtstellung verholfen und zum anderen Kunst und Kultur in einem bis dahin nicht gekannten Maße gefördert hatte. Friedrichs Lieblingsschloss Sanssouci, das seit dessen Tod nicht mehr bewohnt gewesen war, nutzte Friedrich Wilhelm IV. bis zu seinem Tod als Sommerresidenz. Er ließ das friderizianische Interieur aufwendig wiederherstellen und die Schlossanlage baulich erweitern. Am 2. Januar 1861 starb Friedrich Wilhelm IV. in Schloss Sanssouci.
In seiner Kronprinzenzeit ließ Friedrich Wilhelm zuerst Schloss Charlottenhof und anschließend die Römischen Bäder erbauen. Beteiligt war er auch am Bau der Heilandskirche Sacrow, welche ebenfalls nach seinen Entwürfen entstand.

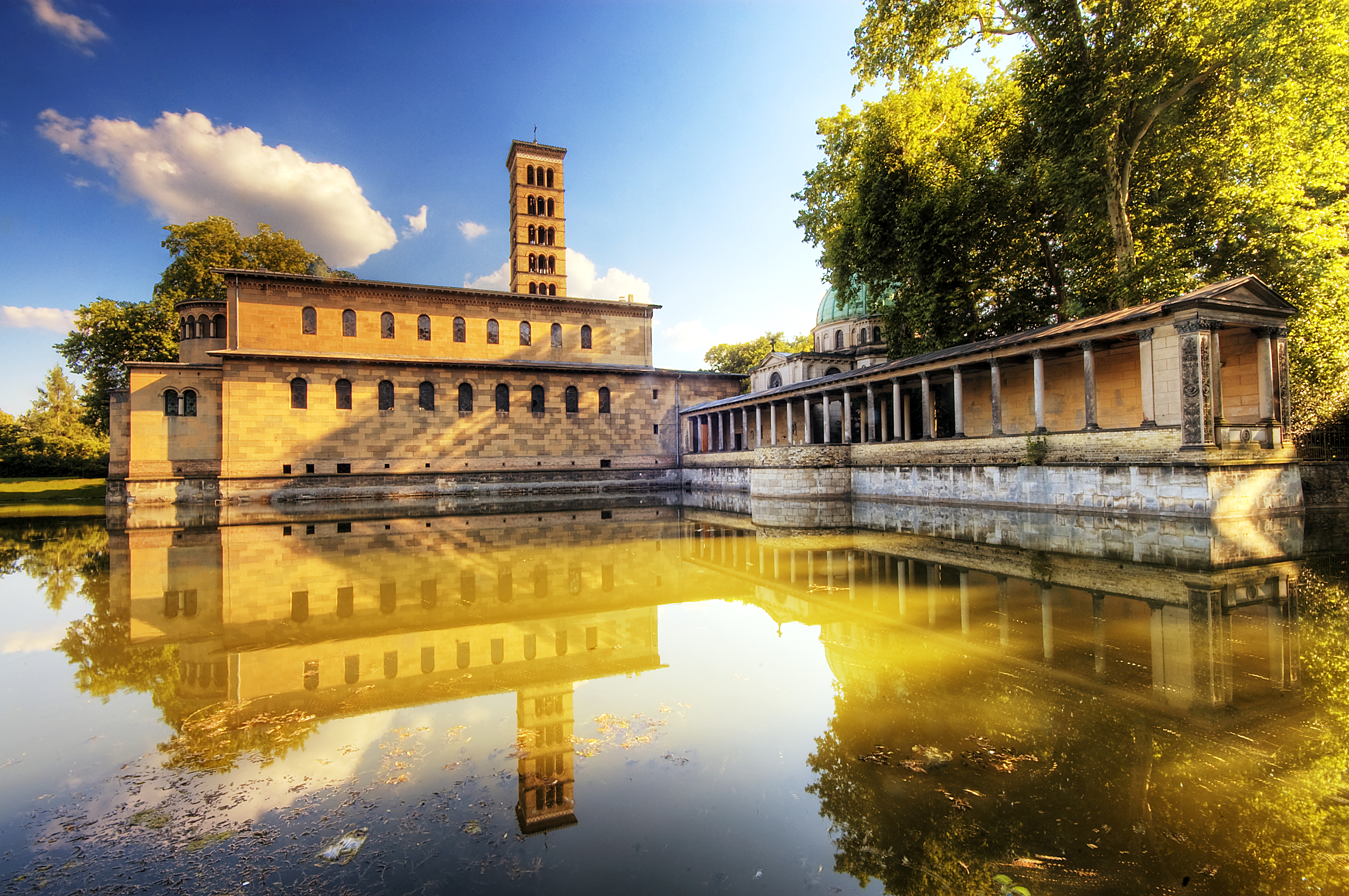
Friedenskirche (Potsdam), letzte Ruhestätte des Königs und der Königin

Der tiefreligiöse Friedrich Wilhelm verabscheute den Deismus Friedrichs des Großen. Aus diesem Grund errichtete er, um das Seelenheil seiner Dynastie zu sichern, als Gegenpol zum rein weltlichen Lustschloss Sanssouci am östlichen Abschluss der Parklandschaft die Friedenskirche.
Nördlich des Parks Sanssouci, zwischen Mühlenberg und Belvedere auf dem Klausberg, plante Friedrich Wilhelm IV. eine Triumphstraße. Das Bauvorhaben konnte jedoch aus finanziellen Gründen nur zum Teil realisiert werden. Den Eingang zur Triumphstraße markierte das Triumphtor. Friedrich Wilhelm IV. skizzierte den Bau nach Vorbild des Argentarierbogens in Rom.

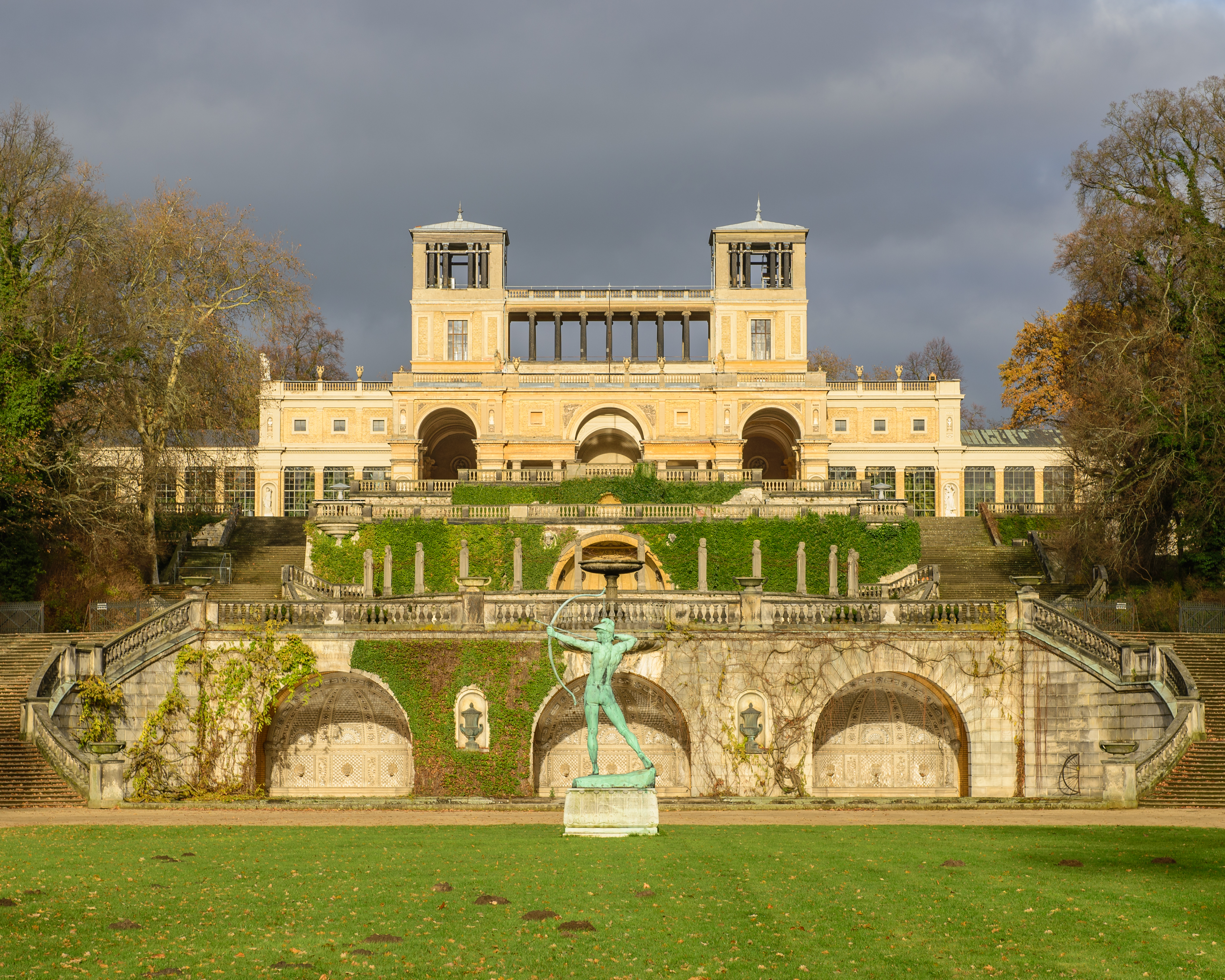
Orangerieschloss im Park von Sanssouci

Das einzige weitere verwirklichte Bauprojekt der Potsdamer Triumphstraße war das Orangerieschloss. Über 300 Meter lang ist die Orangerie mit ihrem mächtigen Mittelbau und den beiden seitlich anschließenden Pflanzenhallen. Zwei römische Renaissancevillen, die Villa Doria Pamphili und die Villa Medici, die Friedrich Wilhelm IV. als Kronprinz auf seiner Italienreise gesehen hatte, standen Pate für die Entwürfe der Fassaden. Sogar während der Revolution von 1848/1849 hatte der König persönlich den Arbeitsfortschritt der für den Bau der Anlage notwendigen Erdarbeiten überprüft. Der Potsdamer Denkmalpfleger Friedrich Mielke bezeichnet die Orangerie deshalb als „Trotzbau“.
Schon als Kronprinz schwebte Friedrich Wilhelm vor, auf dem Pfingstberg, der höchsten Erhebung Potsdams, ein Schloss mit Aussichtsterrassen und Salons erbauen zu lassen. Im Innenhof der Anlage sollte seinen Plänen nach ein Wasserbecken entstehen, das über Kaskadenläufe die Fontänen des Neuen Gartens speisen sollte. Zwei Jahre nach dem Tod des Königs wurde der Bau des Belvedere auf dem Pfingstberg 1863 als kaum bewohnbares Fragment abgeschlossen, denn der Nachfolger König Wilhelm I. zeigte kaum Interesse an dem Bauwerk. Nur zwei Räume wurden fertiggestellt.
In Gestalt einer maurischen Kuppelmoschee wollte Friedrich Wilhelm IV. das Pumpwerk zur Wasserversorgung der Fontäne von Schloss Sanssouci sehen. Der Schornstein des Dampfmaschinenhauses war als Minarett verkleidet. Die Dampfmaschine pumpte Wasser in das Bassin am Ruinenberg, das die 38 Meter hohe Fontäne unterhalb der Weinterrassen speiste.

#### Rheinprovinz

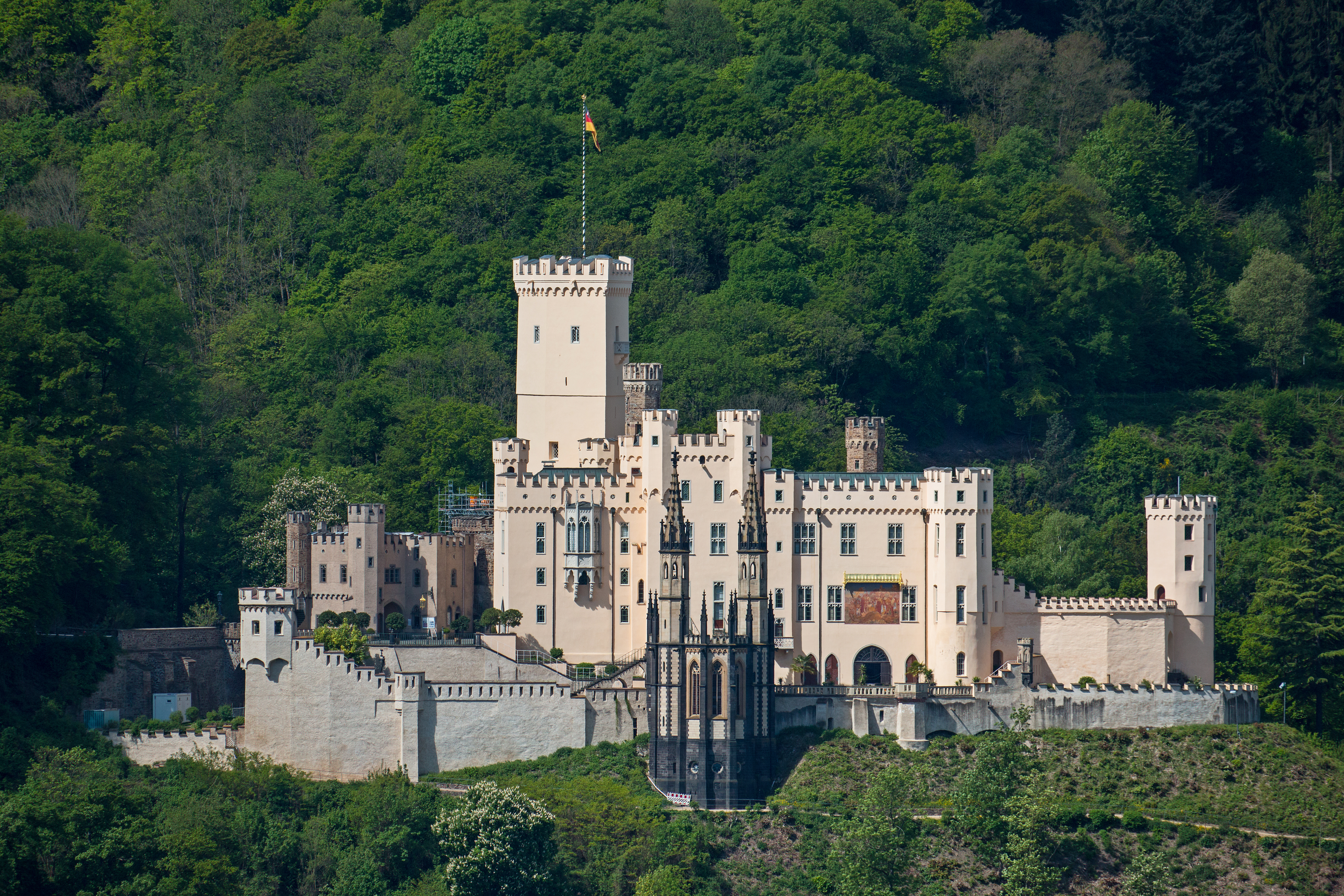
Sommerresidenz Schloss Stolzenfels

Obwohl Preußen die Rheinprovinz erst im Jahr 1815 erworben hatte und keine auf das Mittelalter zurückgehenden Rechte auf die Region besaß, wollte sich Friedrich Wilhelm IV. als rechtmäßiger Nachfolger der rheinischen Adelsfamilien inszenieren. Gelegenheit am Oberen Mittelrheintal herrschaftliche Präsenz zu zeigen, erhielt Kronprinz Friedrich Wilhelm, als ihm die Stadt Koblenz im Jahr 1823 die Burgruine Stolzenfels schenkte, die er im neogotischen Stil zu einem Schloss ausbauen ließ. Von Stolzenfels als zeitweiligem Regierungssitz konnte er Nähe zu den rheinischen Bevölkerungsschichten demonstrieren, was gerade während der französischen Julirevolution 1830 wegen eines möglichen Überschwappens revolutionärer Ideen äußerst wichtig war. Am 14. September 1842 wurde Schloss Stolzenfels mit einem Fest in mittelalterlichen Kostümen und in Anwesenheit des Königspaares eingeweiht. Zum architektonischen Programm am Oberen Mittelrheintal gehörten auch der Binger Mäuseturm und Burg Sooneck.
In Brühl veranlasste der König 1842 die Restaurierung der Räume von Schloss Augustusburg. Da die Möbel und Gemälde der Residenz während der französischen Besatzungszeit (1794 bis 1814) versteigert oder zerstört worden waren, ordnete er an, Bestände aus anderen preußischen Schlössern nach Brühl zu schaffen. Mit Schloss Augustusburg wollte Friedrich Wilhelm IV. symbolisch an die barocke Glanzzeit unter Kurfürst Clemens August anknüpfen. Sowohl Schloss als auch Park waren der Öffentlichkeit zugänglich, womit die unmittelbare Nähe zwischen Volk und Königtum propagiert werden sollte.

#### Berlin

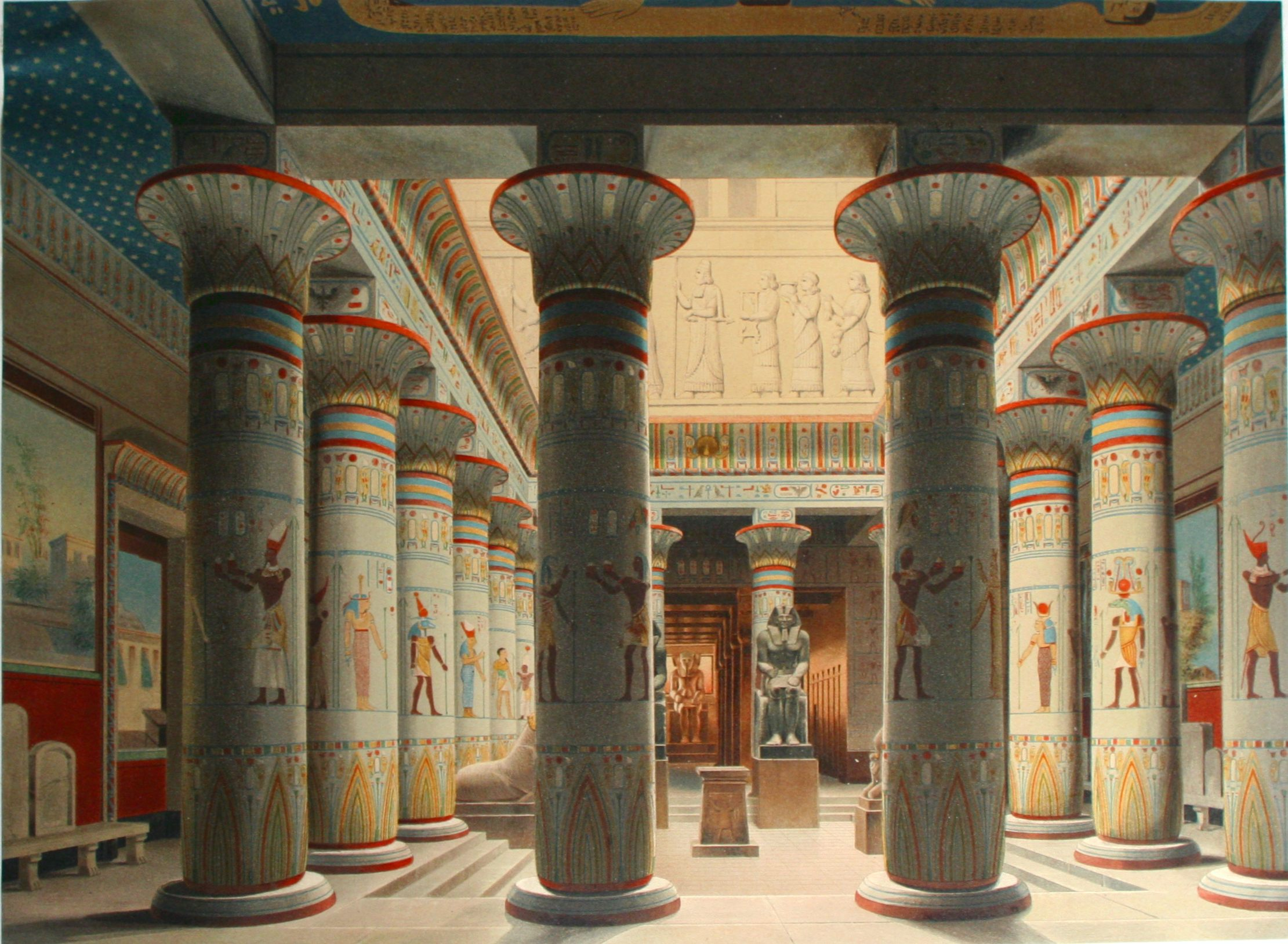
Erweiterung der Museumsinsel: Der Ägyptische Hof des Neuen Museums (1862)

Das Verhältnis des Königs zu seiner Hauptstadt Berlin war aus zwei Gründen überaus angespannt. Erstens sah Friedrich Wilhelm IV. seine Hauptstadt als revolutionären Unruheherd an. Zweitens hatte Berlin anders als Potsdam wegen seines unkontrollierten industriellen Wachstums stellenweise seinen Charakter als Residenzstadt eingebüßt. Das Berliner Bürgertum begann anstelle des Königs zum wichtigsten Bauinitiator der Stadt aufzusteigen. Die Spreeinsel sollte jedoch, so hatte es der König am 8. März 1841 angeordnet, „zu einer Freistätte für Kunst und Wissenschaft“ werden. Der Monarch nahm an, dass die Kraft von Kunst und Bildung dem revolutionären Aberglauben der Hauptstadt den Boden entziehen würde. Mit einer Erweiterung der Museumsinsel glaubte Friedrich Wilhelm IV. die Treue der Berliner gegenüber der preußischen Monarchie zu festigen. Inspiriert wurde er dabei durch die Allgemeine Theorie der Schönen Künste des Philosophen Johann Georg Sulzer, nach der „Geist und Herz“ des Menschen durch den Eindruck des „Schönen, Wohlgereimten und Schicklichen“ eine „edlere Wendung“ nähmen. Kunst und Architektur verwendete der König als Erziehungsmöglichkeit für seine Untertanen.
Als Kronprinz hatte er durchgesetzt, dass die Flotte der Spreeschiffer ihre Hafenanlage nördlich des Alten Museums räumte. Genau an dieser Stelle ließ er das Neue Museum errichten, das Sammlungen aufnehmen sollte, die aus Platzgründen nicht im Alten Museum untergebracht werden konnten. Mit den Exponaten aus den Anfängen und frühen Hochkulturen der Menschheits- und Kulturgeschichte konnte sich der König als Fortführer der Zivilisationsgeschichte inszenieren. Nachdem Friedrich Wilhelm IV. erneut starken Einfluss auf die Baupläne genommen hatte, schuf Friedrich August Stüler, der 1842 zum „Architekten des Königs“ ernannt wurde, einen Bau mit zwei Innenhöfen, Tempelgiebeln an den Längsseiten und einem Treppenhaus im opulenten Festsaalstil. Die Innenausstattung prunkte mit viel Wandmalerei und Gold, die Bezug nahmen zu den Exponaten.

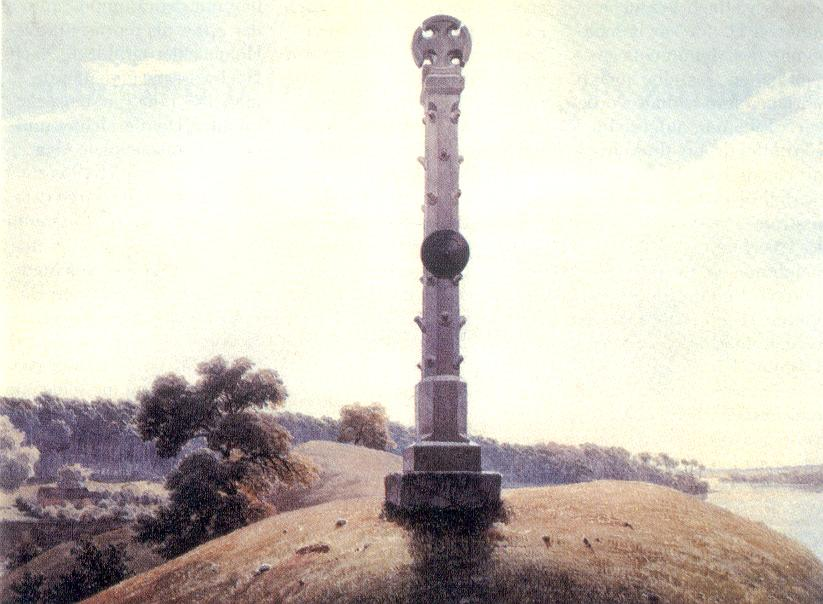
Schildhorndenkmal, 1848, Eduard Gaertner

Zu Beginn der 1840er Jahre fasste Friedrich Wilhelm den Entschluss, „mit der Errichtung von […] sinnvollen Monumenten die oft todten uninteressanten Gegenden“ der Mark zu beleben. Drei Wendepunkte der Landesgeschichte sollten den abgelegenen „Sandschellen“ Geschichte einhauchen und den Reisenden Anreize bieten. Dazu gehört das Schildhorndenkmal in Berlin-Grunewald, das eine historische Tat, den Sieg des brandenburgischen Markgrafen Albrecht des Bären über slawische Stämme, mit dem Bekenntnis zum Christentum verknüpft. Für die künstlerische Umsetzung der Schildhornsage fertigte der König 1844 eigenhändige Bleistiftskizzen an und beauftragte Stüler mit der Konzeption des Denkmals, das der Baurat Christian Gottlieb Cantian im Sommer 1845 errichtete. Das Werk des „geistreichen königlichen Dilettanten“ fand wenig Beifall. Der Schriftsteller Theodor Fontane schrieb, dass es „halb einem Telegraphenpfosten und halb einem Fabrikschornstein“ gleiche. Die Kunstkritikerin Eva Börsch-Supan bemängelt, dass Friedrich August Stüler dem Monarchen in Fragen der Ästhetik nicht entschieden genug entgegentrat. Stüler, mit dem er 1858/59 in Italien war, akzeptierte seine Konzeptionen bei Kirchenbauten, etwa in der Ausformung von Basilika und Campanile, oder bei Denkmälern in der Regel ohne größere Einwände.

### Friedrich Wilhelm als Künstler
Der Philosoph Johann Friedrich Herbart beschrieb 1810 die immense Begabung des 15-jährigen Kronprinzen fürs Zeichnen und lässt den Leser an seiner Bewunderung für die lebhafte Phantasie des Prinzen teilhaben.

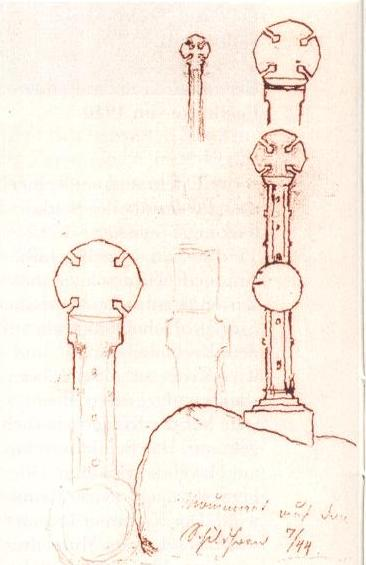
Denkmalskizze Friedrich Wilhelms für das Schildhorndenkmal, 1844

Bereits im Alter von gerade fünf Jahren zeigte der Kronprinz große Begeisterung für die Kunst. Die königliche Erziehung sah zu jener Zeit eine Unterweisung in Militär, Recht, Religion, Geschichte und Literatur, aber auch im Zeichnen vor. Seinem Erzieher Friedrich Delbrück blieb die Begabung des Prinzen im künstlerischen Ausdruck nicht verborgen, sodass er sich sehr früh bei dessen Eltern dafür einsetzte, dass er einen vertiefenden Zeichenunterricht erhielt.
Sein erster Zeichenlehrer wurde der Hofbauinspektor Ludwig Krüger, welcher ihm weniger einen zeichnerischen Elementarunterricht als einen im ganzheitlichen Ansatz begründeten summarischen Darstellungstyp erlaubte. Dieses Vorgehen stellt einen Grund dar, warum viele Zeichnungen des Prinzen sehr einfach ausgearbeitet sind, aber dafür eine enorme Aussagekraft besitzen. Zwei Jahre später widmeten sich der Oberhofbaurat Andreas Krieger, der Landschaftsmaler Janus Genelli und der Maler Johann Heusinger der Ausbildung der künstlerischen Fähigkeiten Friedrich Wilhelms. Kunstgeschichtliche Studien der Antike erhielt er durch den Hofrat Aloys Hirt. Erweitert wurde diese Ausbildung durch den Akademie- und Galeriedirektor Johann G. Puhlmann in seinen Ausführungen über die klassische Kunst Italiens. Die kunstgeschichtlichen Studien wurden durch Carl Friedrich von Rumohr fortgeführt und erweitert. Später gehörte Karl Friedrich Schinkel zu seinen Lehrern, mit dem er in enger Zusammenarbeit vielseitige architektonische Projekte entwarf, wie bspw. den gotischen Berliner Dom, Schloss Stolzenfels oder das Nationaldenkmal für die Befreiungskriege. Um seine Bauvorhaben zu realisieren, arbeitete Friedrich Wilhelm IV. nach Schinkels Tod 1841 mit den Architekten Ludwig Persius und August Stüler zusammen. Letzterer gestaltete für ihn auch das niederschlesische Schloss Erdmannsdorf im Stil der Tudorgotik um.
Allerdings wuchs Friedrich Wilhelms Begeisterung für die Kunst in einem solch enormen Ausmaß, dass ihn sein späterer Erzieher Johann P. F. Ancillon im jugendlichen Alter mehrfach ermahnte, sich den wichtigeren Bildungsbereichen eines Kronprinzen zuzuwenden. Jedoch hatten diese Ermahnungen wenig Wirkungskraft auf den Schüler. Weiterhin ambitioniert zeichnete der Kronprinz, vertiefte seine Begabung und entwickelte sich zeit seines Lebens zu einem wahrhaft passionierten Zeichner.

### Orden

#### Stiftung der Friedensklasse im Orden Pour le Mérite

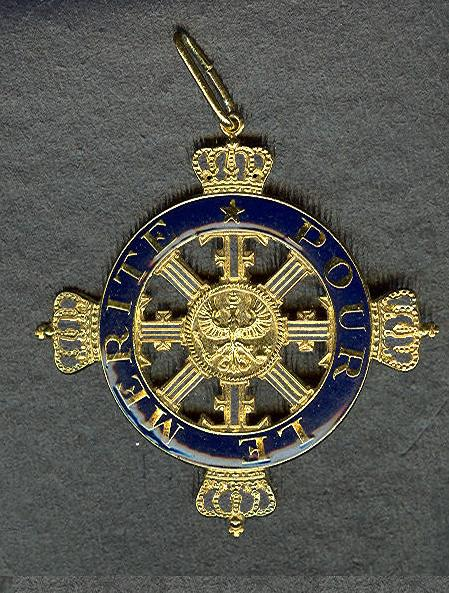
Pour le Mérite für Wissenschaften und Künste

Den von Friedrich II. gegründeten Orden Pour le Mérite erweiterte Friedrich Wilhelm IV. 1842 um eine Friedensklasse für besondere Verdienste im Bereich der Kunst und Wissenschaft. Entgegen der Annahme Friedrich Wilhelms waren im 18. Jahrhundert neben Offizieren auch einige Künstler und Gelehrte mit dem Orden ausgezeichnet worden. Zum ersten Ordenskanzler ernannte der König seinen Kammerherrn Alexander von Humboldt. Kurze Zeit darauf wurden „Ritter“ wie der Sprachforscher Jacob Grimm, der Dichter Ludwig Tieck und der Bildhauer Johann Gottfried Schadow in den Orden berufen. Der König bewirkte auch die Ernennung des österreichischen Staatskanzlers Klemens Wenzel Lothar von Metternich, der zwar keine künstlerischen oder wissenschaftlichen Leistungen vorweisen konnte, dafür aber vom König als Bewahrer der monarchischen Ordnung und des Friedens geschätzt wurde. Später wurden neue Mitglieder durch Zuwahl ergänzt.

#### Wiederbelebung des Schwanenordens
Friedrich Wilhelm IV. hoffte mit der Wiederbelebung des bereits 1440 gegründeten Schwanenordens die idealisierten ritterlichen Wertevorstellungen des Mittelalters in die Gesellschaft des 19. Jahrhunderts einpflanzen zu können. Der Orden war sowohl für die katholische als auch die protestantische Konfession zugänglich und sollte die Versorgung von Bedürftigen, Kranken und Armen sicherstellen. Die Wohltätigkeit, die Friedrich Wilhelm IV. für den Schwanenorden vorgesehen hatte, wurde jedoch zunehmend von dem Berliner Diakonissen-Krankenhaus Bethanien übernommen.

## Rezeption

### Bewertungen des 19. Jahrhunderts

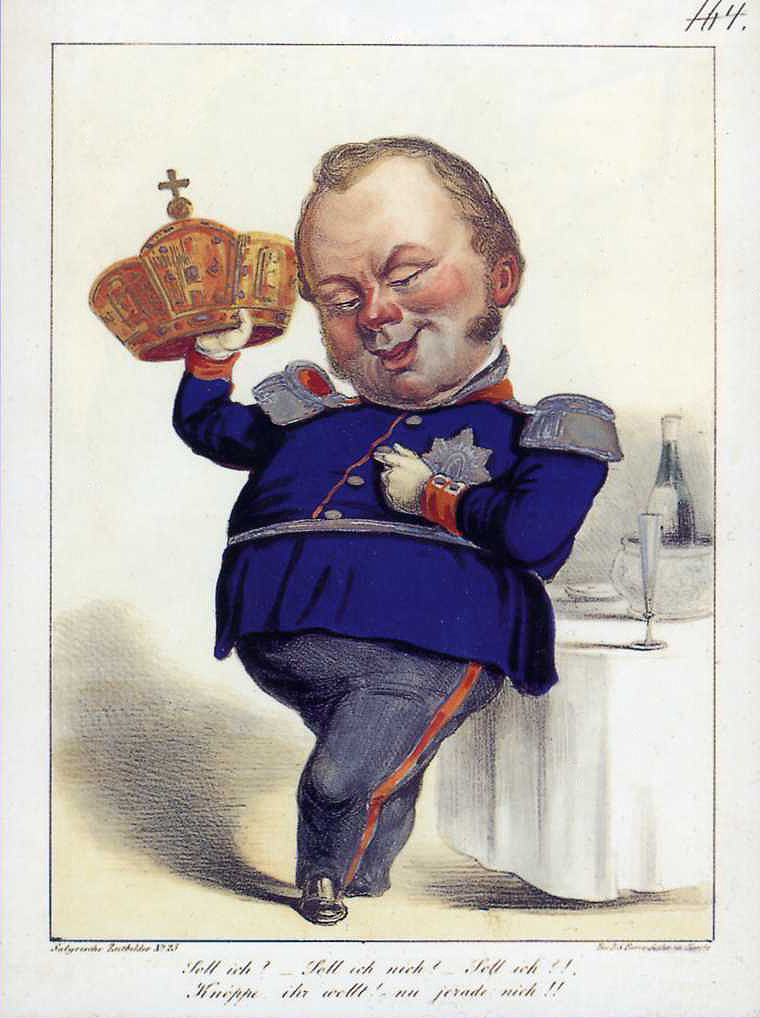
„Soll ich? – Soll ich nich? – Soll ich?! Knöppe, ihr wollt! nu jerade nich!!“
Kreidelithografie nach einer Zeichnung von Isidor Popper, 1849

Zu den Karikaturen über Friedrich Wilhelm IV. siehe Berliner Janus und Wie einer immer daneben tritt.
Eine im Zuge der Revolution entstandene und von Isidor Popper 1849 entworfene Karikatur zeigt wiederum einen korpulenten Friedrich Wilhelm, wie er an den Knöpfen seiner Uniform abzählt, ob er die ihm von der Frankfurter Paulskirche angebotene Kaiserkrone annehmen oder ablehnen soll. Am unteren Bildrand steht der Text: „Soll ich? – Soll ich nich? – Soll ich?! Kneppe, ihr wollt! nu jerade nich!!“ Mit seiner rechten Hand hebt er die Kaiserkrone hoch, setzt sie sich aber nicht auf. Im Hintergrund befindet sich ein gedeckter Tisch mit Sektflasche. Die Art der Entscheidungsfindung des Königs wird damit als willkürlich und vom Zufall abhängig dargestellt.
Von bekannten Zeitgenossen wurde der König heftig kritisiert. Friedrich Engels erklärte in einem Aufsatz von 1842, Friedrich Wilhelms Kampf für einen christlichen und gegen einen freien Staat sei zum Scheitern verurteilt. In ihm komme das „preußischen Prinzip […] in seiner letzten Aufraffung, aber zugleich in seiner vollkommenen Kraftlosigkeit gegenüber dem freien Selbstbewußtsein zur Erscheinung“. Preußen müsse sich nun notwendigerweise entweder liberalisieren oder „in sich selbst zusammenstürzen, wenn es zu jenem Fortschritt nicht die Kraft haben sollte“. Ohne voreilige Schlüsse ziehen zu wollen, ähnele Preußen doch dem vorrevolutionären Frankreich.
Der Dichter Ludwig Pfau stellte ihn in seinem Gedicht Der Gottesgnadenfritz als Alkoholiker dar. Heinrich Heine spottete 1855 in seinem Gedicht Die Menge tut es:
Ich habe ein Faible für diesen König;

Ich glaube, wir sind uns ähnlich ein wenig.

Ein vornehmer Geist, hat viel Talent –

Auch ich, ich wäre ein schlechter Regent.
Die Bewertung der politischen Leistung Friedrich Wilhelms IV. folgte lange Zeit diesem Diktum. Andere Zeitgenossen verschärften den Eindruck eines schöngeistig-weltfremden Charakters des Königs. Die Zeitgenossen sahen im König überwiegend einen „gefühlsseligen Phantasten“, der in „den Idealen längst vergangener Welten schwelgte“; er sei „verantwortungsscheu, entschlußarm und unausgeglichen“ gewesen, aber auf der anderen Seite durchaus „gutmütig, vielseitig interessiert und ideenreich“.
Der Schriftsteller und Philosoph David Friedrich Strauß prägte erstmals 1847 für Friedrich Wilhelm IV. den bis heute häufig verwendeten Beinamen als „Romantiker auf dem Thron“. Strauß verglich Friedrich Wilhelms Restaurationsbestrebungen mit den vergeblichen Bemühungen des römischen Kaisers Julian, die alte polytheistische Götterwelt wiederzubeleben.
Die Beurteilung des Königs war im 19. Jahrhundert eng an nationale Vorstellungen gekoppelt, die im Zuge der Herausbildung eines deutschen Nationalstaates entstanden. Nicht zuletzt deshalb stand Friedrich Wilhelm IV. während des Deutschen Kaiserreiches im Schatten seines militärisch tatkräftigen Nachfolgers Wilhelms I. Der „Romantiker auf dem Thron“ galt dagegen als machtpolitischer Schwächling, der zugunsten Österreichs auf die deutsche Nationaleinigung verzichtet habe. Diese von Historikern wie Heinrich von Treitschke und Heinrich von Sybel geprägte Sicht hatte bis in die Zeit der frühen Bundesrepublik Deutschland Bestand.

### Bewertungen im 20. und 21. Jahrhundert

#### Bewertungspositionen der Historiker
In der Tradition des alten Bildes vom durchsetzungsschwachen „Romantiker auf dem Thron“ steht das Urteil des Historikers Heinrich Lutz, dass Friedrich Wilhelm in seiner gesamten Regierungszeit „von wechselnden Situationen abhängig [gewesen sei], statt sie zu meistern und zu leiten, wie es seinem hochgespannten monarchischen Selbstverständnis entsprochen hätte“. Uwe A. Oster sieht ihn als eine Figur an, die politisch nicht mehr in die Zeit des 19. Jahrhunderts passte. Er habe weder auf Begleiterscheinungen der beginnenden Industriellen Revolution in Deutschland, auf die Soziale Frage und den Pauperismus noch auf die Forderung des Bürgertums nach politischer Mitsprache im Staat eine Antwort gefunden. Den Grund hierfür sieht er darin, dass Friedrich Wilhelm diese Umwälzungen als persönliche Gottesstrafe ansah und nicht als Triebfeder für dringend notwendige Reformen.
Nach Günther Grünthal habe die Fähigkeit des Königs, „in die heile Welt historisierender Phantasiegebilde zu fliehen, ihm allzu leicht und zu oft, die Möglichkeit gegeben, sich den Realitäten des 19. Jahrhunderts zu entziehen“. Er sieht den König ebenso wie den österreichischen Staatskanzler Metternich als eine Variante des Dilemmas des Konservativen in einer revolutionären Zeit an. Mit seinen retrospektiven Ideen sei der König einer romantischen Strömung der Jahrhundertmitte gefolgt, welche von der Mehrheit der Zeitgenossen nicht geteilt und somit nicht verstanden wurde. Von seinem Vater habe er eine Entscheidungsschwäche geerbt; dies habe die Bildung einer Kamarilla begünstigt.
Gegen diese Sicht erhob Gerd Heinrich Einspruch, der dem „aus dem Rahmen gefallenen Hohenzollern“ „neben aller nervösen Empfänglichkeit und Illusionsbereitschaft einen gewandten Realismus und eine luzide Intelligenz“ bescheinigt. Historiker wie Barclay und Frank-Lothar Kroll hoben hervor, dass Friedrich Wilhelm IV. aus den Möglichkeiten und Abhängigkeiten der Jahrhundertmitte des 19. Jahrhunderts zu verstehen sei. Er habe in seiner Regierungszeit versucht, die Gesellschaft der anbrechenden Moderne und des beginnenden Industriezeitalters zu harmonisieren. Die politischen und sozialen Umbrüche der Vergangenheit sollten hierdurch abgefedert und mit der Gegenwart wieder versöhnt werden. Das Gesellschaftsmodell des Ständestaates sollte jedem einzelnen seinen gottgegebenen Platz weisen und ihn mit Stolz die ihm aufgetragenen Aufgaben und Pflichten erfüllen lassen.
Barclay betont den Umstand, dass Friedrich Wilhelm IV. dynastischen, religiösen, ästhetischen und ideologischen Werten den Vorrang vor Überlegungen der Realpolitik einräumte. Dies habe dazu geführt, dass die Zeitgenossen annahmen, der König lebe in einer anachronistischen Traumwelt ohne jeden Bezug zu seiner Zeit. Dabei hätten die Zeitgenossen übersehen, dass Friedrich Wilhelm IV. in Wahrheit ein „monarchisches Projekt“ verfolgt habe. Dieses Projekt habe darin bestanden, in Preußen eine sakrale Monarchie zu errichten, die von ständischen Institutionen getragen werden sollte. Gescheitert sei sein monarchisches Projekt vor allem, da derartige Traditionen in Preußen nie tief verwurzelt waren. Dennoch sei es nach Barclay zu einfach, Friedrich Wilhelms politisches Konzept als „exzentrische romantische Phantasie“ abzutun. Vielmehr habe er eine Erneuerung der Monarchie angestrebt, um eine Alternative zum revolutionären Umsturz zu schaffen. Dabei habe er auf eine mehr der Öffentlichkeit zugewendete Repräsentation seines monarchischen Projektes Wert gelegt, etwa durch das Abhalten von Reden. Problematisch habe sich schließlich der Widerspruch zwischen ständischen Einrichtungen und dem absolutistischen Regierungsstil im Vormärz erwiesen. Der König habe weder seine Befehlsgewalt durch die Stände einschränken lassen wollen noch ohne Zustimmung der Stände regieren wollen. Diese Diskrepanz führt Barclay auf die unterschiedlichen Ansichten im Beraterkreis Friedrich Wilhelms zurück. Es habe an einer gemeinsamen Strategie gefehlt, wie das monarchische Projekt im Einzelnen umzusetzen sei. Das Festhalten Friedrich Wilhelms an seinem ideologischen Konzept habe allerdings dazu geführt, dass sich Preußen in den 1850er Jahren zu einem halb autokratischen und halb verbrieften Rechtsstaat entwickelte. Dieser politische Schwebezustand, der bis 1918 bestehen blieb, sei ein Erbe der Bilanz von Friedrich Wilhelms Regentschaft gewesen.
Das Scheitern von Friedrich Wilhelms Nationalpolitik sei jedoch weniger auf politische oder militärische Schwäche zurückzuführen, wie es das 19. Jahrhundert postuliert hatte: Da die Verwirklichung der Deutschen Frage zugleich eine europäische Frage sei, die das bisherige machtpolitische Gleichgewicht auf dem Kontinent gefährden konnte, hätte eine Verwirklichung von Friedrich Wilhelms außenpolitischer Ambition womöglich langfristig einen Krieg mit den anderen europäischen Großmächten provoziert. Eine großflächige militärische Eskalation wie der Erste Weltkrieg hätte hypothetisch nach Ansicht des Historikers Alexander Demandt Jahrzehnte früher stattfinden, jedoch mit weniger verhängnisvollen Waffen ausgetragen werden können.

#### Rolle der Kamarilla
Über die Einflussnahme der Kamarilla besteht unter Historikern Uneinigkeit: Da im Preußen Friedrich Wilhelms IV. immer der Monarch und nicht das Ministerium oder der Ministerpräsident im Zentrum des Entscheidungsprozesses stand, stellten die Rivalitäten im persönlichen Umfeld des Königs nach Christopher Clark ein ernsthaftes Problem dar, das die Schwankungen in den politischen Urteilen Friedrich Wilhelms IV. miterkläre. Zu der Kamarilla, die de facto eine ultrakonservative Nebenregierung bildete, gehörten zwischen zehn und fünfzehn Personen. Sie stammten ausnahmslos aus hohen höfischen oder militärischen Rängen und standen zum König in einem intimen Verhältnis, das in der Regel bis in die Kronprinzenzeit zurückreichte. Mit ihren Vorstellungen vom Gottesgnadentum und einer altständischen Verfassung sollen sie Friedrich Wilhelms Staatsidee mitgeformt haben.
Vor allem Ernst Ludwig von Gerlach, den der Historiker Julius H. Schoeps als einen „Doktrinär des Konservativismus“ betitelt, soll einen besonderen Einfluss auf das politische Denken des Königs ausgeübt haben. Wie der König war Gerlach „reaktionär-rückwärts gewandt“ und tief vom christlichen Glauben durchdrungen. Zum einen wurde Gerlach wie viele junge Berliner Adlige durch die pietistische Erweckungsbewegung geprägt und zum anderen durch einen Einfluss, der von Denkern wie Friedrich Carl von Savigny oder Karl Ludwig von Haller ausging. Für Gerlach stellten Thron und Altar demnach eine unzertrennliche Einheit dar; er sah den König daher in der Pflicht, in Preußen eine Theokratie bzw. „ein Reich Gottes“ zu begründen. Der Versuch Gerlachs bestand darin über die Person des Königs, dessen Adjutant er seit der Kronprinzenzeit gewesen war, die politische Ordnung des vorrevolutionären Ancien Regime wiederherzustellen. Die Folgen der Französischen Revolution sollten seiner Ansicht nach wieder rückgängig gemacht werden, dies galt insbesondere für die Säkularisierung sowie die begonnene Trennung von Kirche und Staat. Gerlach war skeptisch gegenüber allen Versuchen einer Volkssouveränität. Dem Menschen und seinen Fähigkeiten traute er nur bedingt. Den Versuch des „hochmütigen Menschen“, den Lauf der Geschichte im demokratischen Sinne selbst bestimmen zu können, hielt er für blasphemisch. Gerlach sah die Auflösungserscheinungen der ständischen Gesellschaft, die in Revolutionen gipfele, in einem geistig-religiösen Niedergang begründet, den es zu bekämpfen gelte. Die Versöhnungspolitik Friedrich Wilhelms IV., insbesondere gegenüber Katholiken und Nationalisten, die anfängliche Amnestie und Lockerung der Zensur, gehen nach Schoeps somit auf die Gerlachische Staatsidee zurück.
Dirk Blasius dagegen sieht den Einfluss der Kamarilla vor allem im Bereich der Politikkorrektur, nicht in einer eigenständigen Politikgestaltung. Dafür spreche, dass Mitglieder der Kamarilla häufig nur für wenige Jahre über eine einflussreiche Position verfügten. Die „Refeudalisierung“ bzw. Wiederherstellung des politischen Zustandes vor der Revolution von 1848 sei weit hinter den Erwartungen der Kamarilla zurückgeblieben. Nach Grünthal war der König geistig viel zu beweglich, zu sprunghaft und unstet, um von einzelnen Ratgebern abhängig zu werden. Außerdem sei die Kamarilla keine einheitliche politische Kraft gewesen, vielmehr eine „Filiale spezifischer Interessen und Einflüsse“. Der König neigte dazu, seine persönlichen Berater als reine Werkzeuge seines Willen vorzustellen. Beim König habe nur der auf Unterstützung oder mit Zustimmung rechnen können, der mit den königlichen Ansichten von vornherein übereinstimmte, oder ihm während der Revolution von 1848 beistand. Während der Revolutionsmonate habe die Kamarilla tatsächlich die Regentschaft stärker lenken können, doch dies sei die einzige Ausnahme von der Regel gewesen.

## Denkmäler

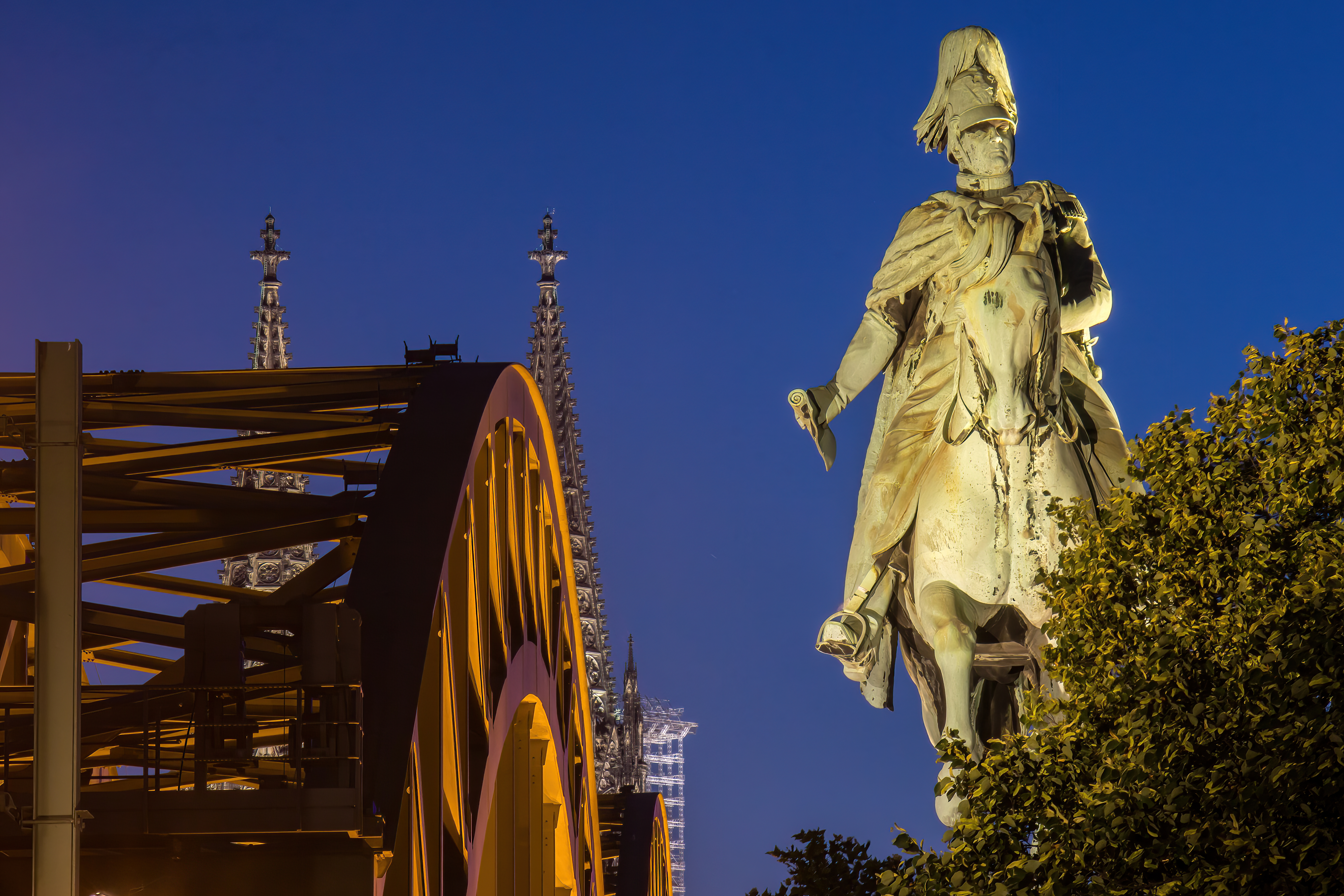
Reiterstandbild an der Hohenzollernbrücke in Köln von 1866

Die 1866 von Gustav Blaeser vollendeten Reiterstandbilder der Könige Wilhelm I. und Friedrich Wilhelm IV. an der Kölner Hohenzollernbrücke wurden 1867 zwischen den Brückentürmen auf Pfeilern oberhalb der beiden Portale aufgestellt: Friedrich Wilhelm IV. auf der Kölner, Wilhelm I. auf der Deutzer Seite.
Zwölf Jahre nach dem Tod des Königs schuf Gustav Blaeser das zentral vor der Fassade des Orangerieschlosses im Park Sanssouci errichtete Marmorstandbild Friedrich Wilhelms IV. Das von Alexander Calandrelli entworfene Reiterstandbild auf der Freitreppe der Alten Nationalgalerie wurde im Jahr 1886 aufgestellt. Als einziges der fünf Berliner Reiterstandbilder trägt das Denkmal weder Dreispitz noch Pickelhaube – ein Umstand, der dazu beitrug, dass das Denkmal zu DDR-Zeiten nicht als Symbol des Militarismus eingestuft wurde und damit weder versetzt noch zerstört wurde. Im Jahr 1900 wurde von Karl Begas ein Standbild des Königs (Denkmalgruppe 31) in der Berliner Siegesallee ausgeführt.

## Abstammung
| Friedrich Wilhelm I. (König in Preußen) ⚭ Sophie Dorothea | Friedrich Wilhelm I. (König in Preußen) ⚭ Sophie Dorothea | Friedrich Wilhelm I. (König in Preußen) ⚭ Sophie Dorothea | Friedrich Wilhelm I. (König in Preußen) ⚭ Sophie Dorothea | Friedrich Wilhelm I. (König in Preußen) ⚭ Sophie Dorothea | Friedrich Wilhelm I. (König in Preußen) ⚭ Sophie Dorothea |  |  | Ferdinand Albrecht II. (Herzog von Braunschweig-Wolfenbüttel) ⚭ Antoinette Amalie | Ferdinand Albrecht II. (Herzog von Braunschweig-Wolfenbüttel) ⚭ Antoinette Amalie | Ferdinand Albrecht II. (Herzog von Braunschweig-Wolfenbüttel) ⚭ Antoinette Amalie | Ferdinand Albrecht II. (Herzog von Braunschweig-Wolfenbüttel) ⚭ Antoinette Amalie | Ferdinand Albrecht II. (Herzog von Braunschweig-Wolfenbüttel) ⚭ Antoinette Amalie | Ferdinand Albrecht II. (Herzog von Braunschweig-Wolfenbüttel) ⚭ Antoinette Amalie |  |  | Ludwig VIII. (Landgraf von Hessen-Darmstadt) ⚭ Charlotte | Ludwig VIII. (Landgraf von Hessen-Darmstadt) ⚭ Charlotte | Ludwig VIII. (Landgraf von Hessen-Darmstadt) ⚭ Charlotte | Ludwig VIII. (Landgraf von Hessen-Darmstadt) ⚭ Charlotte | Ludwig VIII. (Landgraf von Hessen-Darmstadt) ⚭ Charlotte | Ludwig VIII. (Landgraf von Hessen-Darmstadt) ⚭ Charlotte |  |  | Christian III. (Herzog von Pfalz-Zweibrücken) ⚭ Karoline | Christian III. (Herzog von Pfalz-Zweibrücken) ⚭ Karoline | Christian III. (Herzog von Pfalz-Zweibrücken) ⚭ Karoline | Christian III. (Herzog von Pfalz-Zweibrücken) ⚭ Karoline | Christian III. (Herzog von Pfalz-Zweibrücken) ⚭ Karoline | Christian III. (Herzog von Pfalz-Zweibrücken) ⚭ Karoline |  |  | Adolf Friedrich II. (Herzog von Mecklenburg-Strelitz) ⚭ Christiane Emilie Antonie | Adolf Friedrich II. (Herzog von Mecklenburg-Strelitz) ⚭ Christiane Emilie Antonie | Adolf Friedrich II. (Herzog von Mecklenburg-Strelitz) ⚭ Christiane Emilie Antonie | Adolf Friedrich II. (Herzog von Mecklenburg-Strelitz) ⚭ Christiane Emilie Antonie | Adolf Friedrich II. (Herzog von Mecklenburg-Strelitz) ⚭ Christiane Emilie Antonie | Adolf Friedrich II. (Herzog von Mecklenburg-Strelitz) ⚭ Christiane Emilie Antonie |  |  | Ernst Friedrich I. (Herzog von Sachsen-Hildburghausen) ⚭ Sophia Albertine | Ernst Friedrich I. (Herzog von Sachsen-Hildburghausen) ⚭ Sophia Albertine | Ernst Friedrich I. (Herzog von Sachsen-Hildburghausen) ⚭ Sophia Albertine | Ernst Friedrich I. (Herzog von Sachsen-Hildburghausen) ⚭ Sophia Albertine | Ernst Friedrich I. (Herzog von Sachsen-Hildburghausen) ⚭ Sophia Albertine | Ernst Friedrich I. (Herzog von Sachsen-Hildburghausen) ⚭ Sophia Albertine |  |  | Ludwig VIII. (Landgraf von Hessen-Darmstadt) ⚭ Charlotte | Ludwig VIII. (Landgraf von Hessen-Darmstadt) ⚭ Charlotte | Ludwig VIII. (Landgraf von Hessen-Darmstadt) ⚭ Charlotte | Ludwig VIII. (Landgraf von Hessen-Darmstadt) ⚭ Charlotte | Ludwig VIII. (Landgraf von Hessen-Darmstadt) ⚭ Charlotte | Ludwig VIII. (Landgraf von Hessen-Darmstadt) ⚭ Charlotte |  |  | Christian Karl Reinhard ⚭ Katharina Polyxena | Christian Karl Reinhard ⚭ Katharina Polyxena | Christian Karl Reinhard ⚭ Katharina Polyxena | Christian Karl Reinhard ⚭ Katharina Polyxena | Christian Karl Reinhard ⚭ Katharina Polyxena | Christian Karl Reinhard ⚭ Katharina Polyxena |  |  |  |  |  |  |  |  |  |  |  |  |  |  |  |  |  |  |  |  |  |  |  |  |  |  |  |  |  |  |  |  |  |  |  |  |  |  |  |  |  |  |  |  |  |  |  |  |
| Friedrich Wilhelm I. (König in Preußen) ⚭ Sophie Dorothea | Friedrich Wilhelm I. (König in Preußen) ⚭ Sophie Dorothea | Friedrich Wilhelm I. (König in Preußen) ⚭ Sophie Dorothea | Friedrich Wilhelm I. (König in Preußen) ⚭ Sophie Dorothea | Friedrich Wilhelm I. (König in Preußen) ⚭ Sophie Dorothea | Friedrich Wilhelm I. (König in Preußen) ⚭ Sophie Dorothea |  |  | Ferdinand Albrecht II. (Herzog von Braunschweig-Wolfenbüttel) ⚭ Antoinette Amalie | Ferdinand Albrecht II. (Herzog von Braunschweig-Wolfenbüttel) ⚭ Antoinette Amalie | Ferdinand Albrecht II. (Herzog von Braunschweig-Wolfenbüttel) ⚭ Antoinette Amalie | Ferdinand Albrecht II. (Herzog von Braunschweig-Wolfenbüttel) ⚭ Antoinette Amalie | Ferdinand Albrecht II. (Herzog von Braunschweig-Wolfenbüttel) ⚭ Antoinette Amalie | Ferdinand Albrecht II. (Herzog von Braunschweig-Wolfenbüttel) ⚭ Antoinette Amalie |  |  | Ludwig VIII. (Landgraf von Hessen-Darmstadt) ⚭ Charlotte | Ludwig VIII. (Landgraf von Hessen-Darmstadt) ⚭ Charlotte | Ludwig VIII. (Landgraf von Hessen-Darmstadt) ⚭ Charlotte | Ludwig VIII. (Landgraf von Hessen-Darmstadt) ⚭ Charlotte | Ludwig VIII. (Landgraf von Hessen-Darmstadt) ⚭ Charlotte | Ludwig VIII. (Landgraf von Hessen-Darmstadt) ⚭ Charlotte |  |  | Christian III. (Herzog von Pfalz-Zweibrücken) ⚭ Karoline | Christian III. (Herzog von Pfalz-Zweibrücken) ⚭ Karoline | Christian III. (Herzog von Pfalz-Zweibrücken) ⚭ Karoline | Christian III. (Herzog von Pfalz-Zweibrücken) ⚭ Karoline | Christian III. (Herzog von Pfalz-Zweibrücken) ⚭ Karoline | Christian III. (Herzog von Pfalz-Zweibrücken) ⚭ Karoline |  |  | Adolf Friedrich II. (Herzog von Mecklenburg-Strelitz) ⚭ Christiane Emilie Antonie | Adolf Friedrich II. (Herzog von Mecklenburg-Strelitz) ⚭ Christiane Emilie Antonie | Adolf Friedrich II. (Herzog von Mecklenburg-Strelitz) ⚭ Christiane Emilie Antonie | Adolf Friedrich II. (Herzog von Mecklenburg-Strelitz) ⚭ Christiane Emilie Antonie | Adolf Friedrich II. (Herzog von Mecklenburg-Strelitz) ⚭ Christiane Emilie Antonie | Adolf Friedrich II. (Herzog von Mecklenburg-Strelitz) ⚭ Christiane Emilie Antonie |  |  | Ernst Friedrich I. (Herzog von Sachsen-Hildburghausen) ⚭ Sophia Albertine | Ernst Friedrich I. (Herzog von Sachsen-Hildburghausen) ⚭ Sophia Albertine | Ernst Friedrich I. (Herzog von Sachsen-Hildburghausen) ⚭ Sophia Albertine | Ernst Friedrich I. (Herzog von Sachsen-Hildburghausen) ⚭ Sophia Albertine | Ernst Friedrich I. (Herzog von Sachsen-Hildburghausen) ⚭ Sophia Albertine | Ernst Friedrich I. (Herzog von Sachsen-Hildburghausen) ⚭ Sophia Albertine |  |  | Ludwig VIII. (Landgraf von Hessen-Darmstadt) ⚭ Charlotte | Ludwig VIII. (Landgraf von Hessen-Darmstadt) ⚭ Charlotte | Ludwig VIII. (Landgraf von Hessen-Darmstadt) ⚭ Charlotte | Ludwig VIII. (Landgraf von Hessen-Darmstadt) ⚭ Charlotte | Ludwig VIII. (Landgraf von Hessen-Darmstadt) ⚭ Charlotte | Ludwig VIII. (Landgraf von Hessen-Darmstadt) ⚭ Charlotte |  |  | Christian Karl Reinhard ⚭ Katharina Polyxena | Christian Karl Reinhard ⚭ Katharina Polyxena | Christian Karl Reinhard ⚭ Katharina Polyxena | Christian Karl Reinhard ⚭ Katharina Polyxena | Christian Karl Reinhard ⚭ Katharina Polyxena | Christian Karl Reinhard ⚭ Katharina Polyxena |  |  |  |  |  |  |  |  |  |  |  |  |  |  |  |  |  |  |  |  |  |  |  |  |  |  |  |  |  |  |  |  |  |  |  |  |  |  |  |  |  |  |  |  |  |  |  |  |
| August Wilhelm (Prinz von Preußen)                        | August Wilhelm (Prinz von Preußen)                        | August Wilhelm (Prinz von Preußen)                        | August Wilhelm (Prinz von Preußen)                        | August Wilhelm (Prinz von Preußen)                        | August Wilhelm (Prinz von Preußen)                        |  |  | Luise Amalie (Prinzessin von Preußen)                                             | Luise Amalie (Prinzessin von Preußen)                                             | Luise Amalie (Prinzessin von Preußen)                                             | Luise Amalie (Prinzessin von Preußen)                                             | Luise Amalie (Prinzessin von Preußen)                                             | Luise Amalie (Prinzessin von Preußen)                                             |  |  | Ludwig IX. (Landgraf von Hessen-Darmstadt)               | Ludwig IX. (Landgraf von Hessen-Darmstadt)               | Ludwig IX. (Landgraf von Hessen-Darmstadt)               | Ludwig IX. (Landgraf von Hessen-Darmstadt)               | Ludwig IX. (Landgraf von Hessen-Darmstadt)               | Ludwig IX. (Landgraf von Hessen-Darmstadt)               |  |  | Karoline                                                 | Karoline                                                 | Karoline                                                 | Karoline                                                 | Karoline                                                 | Karoline                                                 |  |  | Karl (Prinz von Mecklenburg-Strelitz)                                             | Karl (Prinz von Mecklenburg-Strelitz)                                             | Karl (Prinz von Mecklenburg-Strelitz)                                             | Karl (Prinz von Mecklenburg-Strelitz)                                             | Karl (Prinz von Mecklenburg-Strelitz)                                             | Karl (Prinz von Mecklenburg-Strelitz)                                             |  |  | Elisabeth Albertine                                                       | Elisabeth Albertine                                                       | Elisabeth Albertine                                                       | Elisabeth Albertine                                                       | Elisabeth Albertine                                                       | Elisabeth Albertine                                                       |  |  | Georg Wilhelm (Prinz von Hessen-Darmstadt)               | Georg Wilhelm (Prinz von Hessen-Darmstadt)               | Georg Wilhelm (Prinz von Hessen-Darmstadt)               | Georg Wilhelm (Prinz von Hessen-Darmstadt)               | Georg Wilhelm (Prinz von Hessen-Darmstadt)               | Georg Wilhelm (Prinz von Hessen-Darmstadt)               |  |  | Maria Luise                                  | Maria Luise                                  | Maria Luise                                  | Maria Luise                                  | Maria Luise                                  | Maria Luise                                  |  |  |  |  |  |  |  |  |  |  |  |  |  |  |  |  |  |  |  |  |  |  |  |  |  |  |  |  |  |  |  |  |  |  |  |  |  |  |  |  |  |  |  |  |  |  |  |  |
| August Wilhelm (Prinz von Preußen)                        | August Wilhelm (Prinz von Preußen)                        | August Wilhelm (Prinz von Preußen)                        | August Wilhelm (Prinz von Preußen)                        | August Wilhelm (Prinz von Preußen)                        | August Wilhelm (Prinz von Preußen)                        |  |  | Luise Amalie (Prinzessin von Preußen)                                             | Luise Amalie (Prinzessin von Preußen)                                             | Luise Amalie (Prinzessin von Preußen)                                             | Luise Amalie (Prinzessin von Preußen)                                             | Luise Amalie (Prinzessin von Preußen)                                             | Luise Amalie (Prinzessin von Preußen)                                             |  |  | Ludwig IX. (Landgraf von Hessen-Darmstadt)               | Ludwig IX. (Landgraf von Hessen-Darmstadt)               | Ludwig IX. (Landgraf von Hessen-Darmstadt)               | Ludwig IX. (Landgraf von Hessen-Darmstadt)               | Ludwig IX. (Landgraf von Hessen-Darmstadt)               | Ludwig IX. (Landgraf von Hessen-Darmstadt)               |  |  | Karoline                                                 | Karoline                                                 | Karoline                                                 | Karoline                                                 | Karoline                                                 | Karoline                                                 |  |  | Karl (Prinz von Mecklenburg-Strelitz)                                             | Karl (Prinz von Mecklenburg-Strelitz)                                             | Karl (Prinz von Mecklenburg-Strelitz)                                             | Karl (Prinz von Mecklenburg-Strelitz)                                             | Karl (Prinz von Mecklenburg-Strelitz)                                             | Karl (Prinz von Mecklenburg-Strelitz)                                             |  |  | Elisabeth Albertine                                                       | Elisabeth Albertine                                                       | Elisabeth Albertine                                                       | Elisabeth Albertine                                                       | Elisabeth Albertine                                                       | Elisabeth Albertine                                                       |  |  | Georg Wilhelm (Prinz von Hessen-Darmstadt)               | Georg Wilhelm (Prinz von Hessen-Darmstadt)               | Georg Wilhelm (Prinz von Hessen-Darmstadt)               | Georg Wilhelm (Prinz von Hessen-Darmstadt)               | Georg Wilhelm (Prinz von Hessen-Darmstadt)               | Georg Wilhelm (Prinz von Hessen-Darmstadt)               |  |  | Maria Luise                                  | Maria Luise                                  | Maria Luise                                  | Maria Luise                                  | Maria Luise                                  | Maria Luise                                  |  |  |  |  |  |  |  |  |  |  |  |  |  |  |  |  |  |  |  |  |  |  |  |  |  |  |  |  |  |  |  |  |  |  |  |  |  |  |  |  |  |  |  |  |  |  |  |  |
|                                                           |                                                           |                                                           |                                                           |                                                           |                                                           |  |  |                                                                                   |                                                                                   |                                                                                   |                                                                                   |                                                                                   |                                                                                   |  |  |                                                          |                                                          |                                                          |                                                          |                                                          |                                                          |  |  |                                                          |                                                          |                                                          |                                                          |                                                          |                                                          |  |  |                                                                                   |                                                                                   |                                                                                   |                                                                                   |                                                                                   |                                                                                   |  |  |                                                                           |                                                                           |                                                                           |                                                                           |                                                                           |                                                                           |  |  |                                                          |                                                          |                                                          |                                                          |                                                          |                                                          |  |  |                                              |                                              |                                              |                                              |                                              |                                              |  |  |  |  |  |  |  |  |  |  |  |  |  |  |  |  |  |  |  |  |  |  |  |  |  |  |  |  |  |  |  |  |  |  |  |  |  |  |  |  |  |  |  |  |  |  |  |  |
|                                                           |                                                           |                                                           |                                                           |                                                           |                                                           |  |  |                                                                                   |                                                                                   |                                                                                   |                                                                                   |                                                                                   |                                                                                   |  |  |                                                          |                                                          |                                                          |                                                          |                                                          |                                                          |  |  |                                                          |                                                          |                                                          |                                                          |                                                          |                                                          |  |  |                                                                                   |                                                                                   |                                                                                   |                                                                                   |                                                                                   |                                                                                   |  |  |                                                                           |                                                                           |                                                                           |                                                                           |                                                                           |                                                                           |  |  |                                                          |                                                          |                                                          |                                                          |                                                          |                                                          |  |  |                                              |                                              |                                              |                                              |                                              |                                              |  |  |  |  |  |  |  |  |  |  |  |  |  |  |  |  |  |  |  |  |  |  |  |  |  |  |  |  |  |  |  |  |  |  |  |  |  |  |  |  |  |  |  |  |  |  |  |  |
|                                                           |                                                           |                                                           |                                                           |                                                           |                                                           |  |  | Friedrich Wilhelm II. (König von Preußen)                                         | Friedrich Wilhelm II. (König von Preußen)                                         | Friedrich Wilhelm II. (König von Preußen)                                         | Friedrich Wilhelm II. (König von Preußen)                                         | Friedrich Wilhelm II. (König von Preußen)                                         | Friedrich Wilhelm II. (König von Preußen)                                         |  |  | Friederike Luise (Königin von Preußen)                   | Friederike Luise (Königin von Preußen)                   | Friederike Luise (Königin von Preußen)                   | Friederike Luise (Königin von Preußen)                   | Friederike Luise (Königin von Preußen)                   | Friederike Luise (Königin von Preußen)                   |  |  |                                                          |                                                          |                                                          |                                                          |                                                          |                                                          |  |  |                                                                                   |                                                                                   |                                                                                   |                                                                                   |                                                                                   |                                                                                   |  |  | Karl II. (Herzog zu Mecklenburg-Strelitz)                                 | Karl II. (Herzog zu Mecklenburg-Strelitz)                                 | Karl II. (Herzog zu Mecklenburg-Strelitz)                                 | Karl II. (Herzog zu Mecklenburg-Strelitz)                                 | Karl II. (Herzog zu Mecklenburg-Strelitz)                                 | Karl II. (Herzog zu Mecklenburg-Strelitz)                                 |  |  | Friederike Caroline (Herzogin zu Mecklenburg-Strelitz)   | Friederike Caroline (Herzogin zu Mecklenburg-Strelitz)   | Friederike Caroline (Herzogin zu Mecklenburg-Strelitz)   | Friederike Caroline (Herzogin zu Mecklenburg-Strelitz)   | Friederike Caroline (Herzogin zu Mecklenburg-Strelitz)   | Friederike Caroline (Herzogin zu Mecklenburg-Strelitz)   |  |  |                                              |                                              |                                              |                                              |                                              |                                              |  |  |  |  |  |  |  |  |  |  |  |  |  |  |  |  |  |  |  |  |  |  |  |  |  |  |  |  |  |  |  |  |  |  |  |  |  |  |  |  |  |  |  |  |  |  |  |  |
|                                                           |                                                           |                                                           |                                                           |                                                           |                                                           |  |  | Friedrich Wilhelm II. (König von Preußen)                                         | Friedrich Wilhelm II. (König von Preußen)                                         | Friedrich Wilhelm II. (König von Preußen)                                         | Friedrich Wilhelm II. (König von Preußen)                                         | Friedrich Wilhelm II. (König von Preußen)                                         | Friedrich Wilhelm II. (König von Preußen)                                         |  |  | Friederike Luise (Königin von Preußen)                   | Friederike Luise (Königin von Preußen)                   | Friederike Luise (Königin von Preußen)                   | Friederike Luise (Königin von Preußen)                   | Friederike Luise (Königin von Preußen)                   | Friederike Luise (Königin von Preußen)                   |  |  |                                                          |                                                          |                                                          |                                                          |                                                          |                                                          |  |  |                                                                                   |                                                                                   |                                                                                   |                                                                                   |                                                                                   |                                                                                   |  |  | Karl II. (Herzog zu Mecklenburg-Strelitz)                                 | Karl II. (Herzog zu Mecklenburg-Strelitz)                                 | Karl II. (Herzog zu Mecklenburg-Strelitz)                                 | Karl II. (Herzog zu Mecklenburg-Strelitz)                                 | Karl II. (Herzog zu Mecklenburg-Strelitz)                                 | Karl II. (Herzog zu Mecklenburg-Strelitz)                                 |  |  | Friederike Caroline (Herzogin zu Mecklenburg-Strelitz)   | Friederike Caroline (Herzogin zu Mecklenburg-Strelitz)   | Friederike Caroline (Herzogin zu Mecklenburg-Strelitz)   | Friederike Caroline (Herzogin zu Mecklenburg-Strelitz)   | Friederike Caroline (Herzogin zu Mecklenburg-Strelitz)   | Friederike Caroline (Herzogin zu Mecklenburg-Strelitz)   |  |  |                                              |                                              |                                              |                                              |                                              |                                              |  |  |  |  |  |  |  |  |  |  |  |  |  |  |  |  |  |  |  |  |  |  |  |  |  |  |  |  |  |  |  |  |  |  |  |  |  |  |  |  |  |  |  |  |  |  |  |  |
|                                                           |                                                           |                                                           |                                                           |                                                           |                                                           |  |  |                                                                                   |                                                                                   |                                                                                   |                                                                                   |                                                                                   |                                                                                   |  |  |                                                          |                                                          |                                                          |                                                          |                                                          |                                                          |  |  |                                                          |                                                          |                                                          |                                                          |                                                          |                                                          |  |  |                                                                                   |                                                                                   |                                                                                   |                                                                                   |                                                                                   |                                                                                   |  |  |                                                                           |                                                                           |                                                                           |                                                                           |                                                                           |                                                                           |  |  |                                                          |                                                          |                                                          |                                                          |                                                          |                                                          |  |  |                                              |                                              |                                              |                                              |                                              |                                              |  |  |  |  |  |  |  |  |  |  |  |  |  |  |  |  |  |  |  |  |  |  |  |  |  |  |  |  |  |  |  |  |  |  |  |  |  |  |  |  |  |  |  |  |  |  |  |  |
|                                                           |                                                           |                                                           |                                                           |                                                           |                                                           |  |  |                                                                                   |                                                                                   |                                                                                   |                                                                                   |                                                                                   |                                                                                   |  |  |                                                          |                                                          |                                                          |                                                          |                                                          |                                                          |  |  |                                                          |                                                          |                                                          |                                                          |                                                          |                                                          |  |  |                                                                                   |                                                                                   |                                                                                   |                                                                                   |                                                                                   |                                                                                   |  |  |                                                                           |                                                                           |                                                                           |                                                                           |                                                                           |                                                                           |  |  |                                                          |                                                          |                                                          |                                                          |                                                          |                                                          |  |  |                                              |                                              |                                              |                                              |                                              |                                              |  |  |  |  |  |  |  |  |  |  |  |  |  |  |  |  |  |  |  |  |  |  |  |  |  |  |  |  |  |  |  |  |  |  |  |  |  |  |  |  |  |  |  |  |  |  |  |  |
|                                                           |                                                           |                                                           |                                                           |                                                           |                                                           |  |  | Auguste (Kurfürstin von Hessen-Kassel)                                            | Auguste (Kurfürstin von Hessen-Kassel)                                            | Auguste (Kurfürstin von Hessen-Kassel)                                            | Auguste (Kurfürstin von Hessen-Kassel)                                            | Auguste (Kurfürstin von Hessen-Kassel)                                            | Auguste (Kurfürstin von Hessen-Kassel)                                            |  |  | Wilhelmine (Königin der Niederlande)                     | Wilhelmine (Königin der Niederlande)                     | Wilhelmine (Königin der Niederlande)                     | Wilhelmine (Königin der Niederlande)                     | Wilhelmine (Königin der Niederlande)                     | Wilhelmine (Königin der Niederlande)                     |  |  | Friedrich Wilhelm III. (König von Preußen)               | Friedrich Wilhelm III. (König von Preußen)               | Friedrich Wilhelm III. (König von Preußen)               | Friedrich Wilhelm III. (König von Preußen)               | Friedrich Wilhelm III. (König von Preußen)               | Friedrich Wilhelm III. (König von Preußen)               |  |  | Luise (Königin von Preußen)                                                       | Luise (Königin von Preußen)                                                       | Luise (Königin von Preußen)                                                       | Luise (Königin von Preußen)                                                       | Luise (Königin von Preußen)                                                       | Luise (Königin von Preußen)                                                       |  |  |                                                                           |                                                                           |                                                                           |                                                                           |                                                                           |                                                                           |  |  |                                                          |                                                          |                                                          |                                                          |                                                          |                                                          |  |  |                                              |                                              |                                              |                                              |                                              |                                              |  |  |  |  |  |  |  |  |  |  |  |  |  |  |  |  |  |  |  |  |  |  |  |  |  |  |  |  |  |  |  |  |  |  |  |  |  |  |  |  |  |  |  |  |  |  |  |  |
|                                                           |                                                           |                                                           |                                                           |                                                           |                                                           |  |  | Auguste (Kurfürstin von Hessen-Kassel)                                            | Auguste (Kurfürstin von Hessen-Kassel)                                            | Auguste (Kurfürstin von Hessen-Kassel)                                            | Auguste (Kurfürstin von Hessen-Kassel)                                            | Auguste (Kurfürstin von Hessen-Kassel)                                            | Auguste (Kurfürstin von Hessen-Kassel)                                            |  |  | Wilhelmine (Königin der Niederlande)                     | Wilhelmine (Königin der Niederlande)                     | Wilhelmine (Königin der Niederlande)                     | Wilhelmine (Königin der Niederlande)                     | Wilhelmine (Königin der Niederlande)                     | Wilhelmine (Königin der Niederlande)                     |  |  | Friedrich Wilhelm III. (König von Preußen)               | Friedrich Wilhelm III. (König von Preußen)               | Friedrich Wilhelm III. (König von Preußen)               | Friedrich Wilhelm III. (König von Preußen)               | Friedrich Wilhelm III. (König von Preußen)               | Friedrich Wilhelm III. (König von Preußen)               |  |  | Luise (Königin von Preußen)                                                       | Luise (Königin von Preußen)                                                       | Luise (Königin von Preußen)                                                       | Luise (Königin von Preußen)                                                       | Luise (Königin von Preußen)                                                       | Luise (Königin von Preußen)                                                       |  |  |                                                                           |                                                                           |                                                                           |                                                                           |                                                                           |                                                                           |  |  |                                                          |                                                          |                                                          |                                                          |                                                          |                                                          |  |  |                                              |                                              |                                              |                                              |                                              |                                              |  |  |  |  |  |  |  |  |  |  |  |  |  |  |  |  |  |  |  |  |  |  |  |  |  |  |  |  |  |  |  |  |  |  |  |  |  |  |  |  |  |  |  |  |  |  |  |  |
|                                                           |                                                           |                                                           |                                                           |                                                           |                                                           |  |  |                                                                                   |                                                                                   |                                                                                   |                                                                                   |                                                                                   |                                                                                   |  |  |                                                          |                                                          |                                                          |                                                          |                                                          |                                                          |  |  |                                                          |                                                          |                                                          |                                                          |                                                          |                                                          |  |  |                                                                                   |                                                                                   |                                                                                   |                                                                                   |                                                                                   |                                                                                   |  |  |                                                                           |                                                                           |                                                                           |                                                                           |                                                                           |                                                                           |  |  |                                                          |                                                          |                                                          |                                                          |                                                          |                                                          |  |  |                                              |                                              |                                              |                                              |                                              |                                              |  |  |  |  |  |  |  |  |  |  |  |  |  |  |  |  |  |  |  |  |  |  |  |  |  |  |  |  |  |  |  |  |  |  |  |  |  |  |  |  |  |  |  |  |  |  |  |  |
|                                                           |                                                           |                                                           |                                                           |                                                           |                                                           |  |  |                                                                                   |                                                                                   |                                                                                   |                                                                                   |                                                                                   |                                                                                   |  |  |                                                          |                                                          |                                                          |                                                          |                                                          |                                                          |  |  |                                                          |                                                          |                                                          |                                                          |                                                          |                                                          |  |  |                                                                                   |                                                                                   |                                                                                   |                                                                                   |                                                                                   |                                                                                   |  |  |                                                                           |                                                                           |                                                                           |                                                                           |                                                                           |                                                                           |  |  |                                                          |                                                          |                                                          |                                                          |                                                          |                                                          |  |  |                                              |                                              |                                              |                                              |                                              |                                              |  |  |  |  |  |  |  |  |  |  |  |  |  |  |  |  |  |  |  |  |  |  |  |  |  |  |  |  |  |  |  |  |  |  |  |  |  |  |  |  |  |  |  |  |  |  |  |  |
| Friedrich Wilhelm IV. (König von Preußen)                 | Friedrich Wilhelm IV. (König von Preußen)                 | Friedrich Wilhelm IV. (König von Preußen)                 | Friedrich Wilhelm IV. (König von Preußen)                 | Friedrich Wilhelm IV. (König von Preußen)                 | Friedrich Wilhelm IV. (König von Preußen)                 |  |  | Wilhelm I. (Deutscher Kaiser)                                                     | Wilhelm I. (Deutscher Kaiser)                                                     | Wilhelm I. (Deutscher Kaiser)                                                     | Wilhelm I. (Deutscher Kaiser)                                                     | Wilhelm I. (Deutscher Kaiser)                                                     | Wilhelm I. (Deutscher Kaiser)                                                     |  |  | Charlotte (Kaiserin von Russland)                        | Charlotte (Kaiserin von Russland)                        | Charlotte (Kaiserin von Russland)                        | Charlotte (Kaiserin von Russland)                        | Charlotte (Kaiserin von Russland)                        | Charlotte (Kaiserin von Russland)                        |  |  | Carl (preußischer General)                               | Carl (preußischer General)                               | Carl (preußischer General)                               | Carl (preußischer General)                               | Carl (preußischer General)                               | Carl (preußischer General)                               |  |  | Alexandrine (Erbgroßherzogin von Mecklenburg-Schwerin)                            | Alexandrine (Erbgroßherzogin von Mecklenburg-Schwerin)                            | Alexandrine (Erbgroßherzogin von Mecklenburg-Schwerin)                            | Alexandrine (Erbgroßherzogin von Mecklenburg-Schwerin)                            | Alexandrine (Erbgroßherzogin von Mecklenburg-Schwerin)                            | Alexandrine (Erbgroßherzogin von Mecklenburg-Schwerin)                            |  |  | Luise (Prinzessin der Niederlande)                                        | Luise (Prinzessin der Niederlande)                                        | Luise (Prinzessin der Niederlande)                                        | Luise (Prinzessin der Niederlande)                                        | Luise (Prinzessin der Niederlande)                                        | Luise (Prinzessin der Niederlande)                                        |  |  | Albrecht (preußischer General)                           | Albrecht (preußischer General)                           | Albrecht (preußischer General)                           | Albrecht (preußischer General)                           | Albrecht (preußischer General)                           | Albrecht (preußischer General)                           |  |  |                                              |                                              |                                              |                                              |                                              |                                              |  |  |  |  |  |  |  |  |  |  |  |  |  |  |  |  |  |  |  |  |  |  |  |  |  |  |  |  |  |  |  |  |  |  |  |  |  |  |  |  |  |  |  |  |  |  |  |  |